# Danzica
Danzica (AFI: /ˈdanʦika/; in polacco Gdańsk , AFI: [ˈɡdaɲsk]; in casciubo Gduńsk; in tedesco Danzig; in yiddish דאנציג‎?, Dantzig [del nord], דאנצק Dantzk [del sud]) è un comune urbano (gmina miejska) della Polonia di 487 834 abitanti, capoluogo del voivodato della Pomerania.
Posta alla confluenza del fiume Motława con la Vistola, è la sesta città più grande della Polonia, la più grande città portuale e balneare della Polonia e la più grande città della Polonia settentrionale. Danzica fa parte dell'agglomerato urbano formato dalle città di Gdynia, Sopot e altre città suburbane, che insieme formano un'area metropolitana chiamata Tripla Città (Trójmiasto), con una popolazione di circa 750 000 abitanti.
Danzica vanta una storia millenaria: fu infatti una delle più importanti città della Lega anseatica, fino agli inizi del XVIII secolo era la città più grande della Polonia, sperimentò un'ampia autonomia come città-stato per ben due volte, ma soprattutto è ricordata come il luogo simbolo dello scoppio della seconda guerra mondiale. Danzica è inoltre il luogo di nascita del movimento Solidarność, che, sotto la guida dell'attivista politico Lech Wałęsa, ha svolto un ruolo importante nel porre fine al regime comunista polacco e in tutta l'Europa centrale.

## Geografia fisica

### Territorio

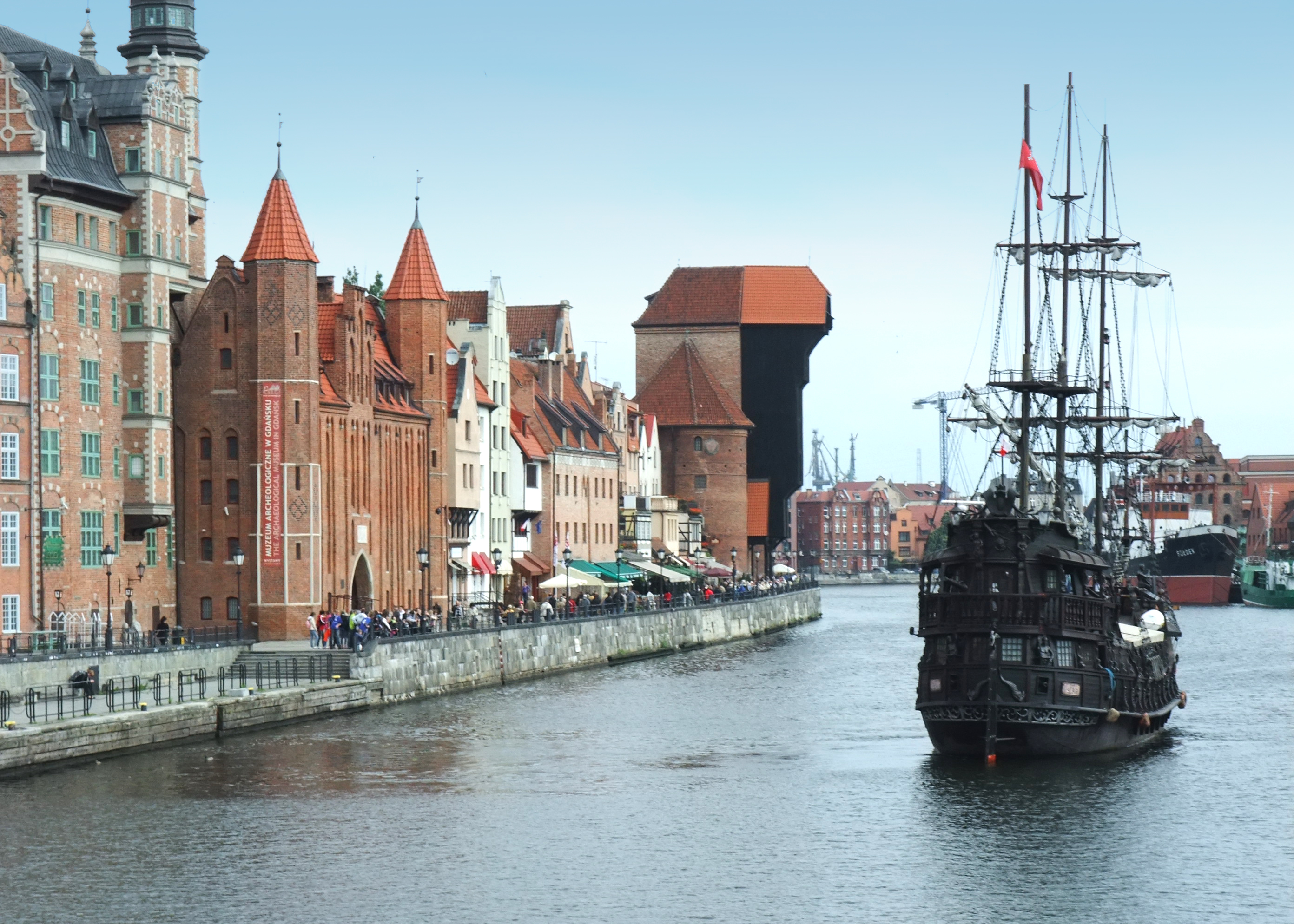
Il fiume Motława

La città è situata sul bordo orientale della Baia di Danzica, nella parte meridionale del Mar Baltico. Danzica sorge sulle rive del fiume Motława un ramo del delta della Vistola, la quale si divide in due canali formando l'isola Spichrzów e l'isola Ołowianka. Inoltre è attraversata ad est dalla Vistola Morta.
Danzica è situata nell'area fluviale di Żuławy (delta della Vistola), e le sue estremità orientali si affacciano sulla Laguna della Vistola. La città è circondata da piccoli colli e colline, che non superano i 100 m s.l.m.
La gran parte dell'area cittadina di Danzica, in particolare le colline, è costituita da boschi e dalle pinete, il 24% della superficie totale della città.

### Clima
Danzica gode di un clima temperato, con inverni moderati ed estati miti, frequenti acquazzoni e temporali. La media delle temperature annuali è di 6,5 °C, con un massimo a luglio e agosto di 21,0 °C. Le precipitazioni variano da 31,0 mm al mese a 84,0 mm al mese. In generale si tratta di un clima marittimo: umido, variabile e mite.
Le stagioni sono chiaramente differenziate. La primavera inizia a marzo ed è inizialmente fredda e ventosa, per poi diventare calda e molto spesso soleggiata. L'estate inizia nel mese di giugno, è prevalentemente calda, a volte con temperature che possono raggiungere facilmente i 30 - 35 °C, con abbondanza di sole. Luglio e agosto sono i mesi più caldi dell'anno. L'autunno arriva a settembre ed è inizialmente caldo e a volte soleggiato, per poi diventare umido e nebbioso nel mese di novembre. L'inverno inizia a dicembre e finisce a marzo, comprende periodi intervallati da nevicate. Gennaio e febbraio sono i mesi più freddi, con temperature che possono scendere fino a -15 °C.
Tabella temperature e precipitazioni: Medie mensili
| Danzica             | Mesi | Mesi | Mesi | Mesi | Mesi | Mesi | Mesi | Mesi | Mesi | Mesi | Mesi | Mesi | Stagioni | Stagioni | Stagioni | Stagioni | Anno  |
| Danzica             | Gen  | Feb  | Mar  | Apr  | Mag  | Giu  | Lug  | Ago  | Set  | Ott  | Nov  | Dic  | Inv      | Pri      | Est      | Aut      | Anno  |
| ------------------- | ---- | ---- | ---- | ---- | ---- | ---- | ---- | ---- | ---- | ---- | ---- | ---- | -------- | -------- | -------- | -------- | ----- |
| T. max. media (°C)  | 1,4  | 2,1  | 5,5  | 10,1 | 15,6 | 19,0 | 21,0 | 21,3 | 16,9 | 12,0 | 6,0  | 2,9  | 2,1      | 10,4     | 20,4     | 11,6     | 11,2  |
| T. min. media (°C)  | −3,4 | −3,0 | −0,5 | 2,7  | 7,4  | 11,0 | 13,3 | 13,1 | 9,7  | 5,8  | 1,5  | −1,6 | −2,7     | 3,2      | 12,5     | 5,7      | 4,7   |
| Precipitazioni (mm) | 24,6 | 17,9 | 22,4 | 29,5 | 48,9 | 63,5 | 66,7 | 55,8 | 54,9 | 47,4 | 42,0 | 33,7 | 76,2     | 100,8    | 186,0    | 144,3    | 507,3 |
| Giorni di pioggia   | 15   | 13   | 13   | 11   | 12   | 13   | 13   | 12   | 14   | 14   | 16   | 16   | 44       | 36       | 38       | 44       | 162   |

## Etimologia

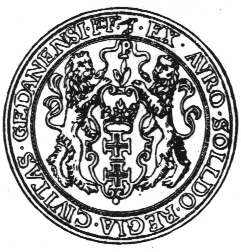
Stemma di Danzica nella moneta del 1589

Il nome polacco della città, Gdańsk, viene normalmente interpretato come la "città posta sul fiume Gdania", che si ritiene sia stato il nome originario del fiume Motława che attraversa Danzica. In casciubo la città è chiamata Gduńsk.
Il territorio dell'attuale città venne menzionato come Gothiscandza da Giordane, che registrò le tribù germaniche della Vistola e le tribù prussiane dei Vidivari, Ulmigeri e Aesti, vicine alle tribù germaniche alla foce della Vistola. L'area venne registrata di nuovo nel 997, nella Vita Adalbertis, la vita di sant'Adalberto di Praga, dove venne menzionata come: urbs Gyddanyzc (città di Danzica). Nel corso dei secoli la città venne chiamata con vari nomi, i quali hanno però, mantenuto quasi sempre invariata la radice proto-slava -gъd- del nome: Kdanzk (1148), Gdanzc (1188), Gdansk (1236), Danzc (1263), Danczk (1311, 1399, 1410, 1414-1438), Danczik (1399, 1410, 1414), Danczig (1414), Gdansk (1454, 1468, 1484), Gdańsk (1590), Gdąnsk (1636). Mentre nei documenti scritti in latino la città era chiamata: Gedanum, Dantis e Dantiscum. Di rilevante interesse storico furono anche i nomi in francese Dantzig e in olandese Danswijk, entrambi ormai caduti in disuso.
A lungo conosciuta con il nome tedesco: Danzig, dopo la prima guerra mondiale, la città divenne ufficialmente Freistadt Danzig (Città Libera di Danzica), fino alla sua annessione alla Germania nazista nel 1939. Dopo la seconda guerra mondiale e la seguente annessione alla Polonia la città ricevette la sua denominazione ufficiale polacca: Gdańsk (Danzica).

## Storia

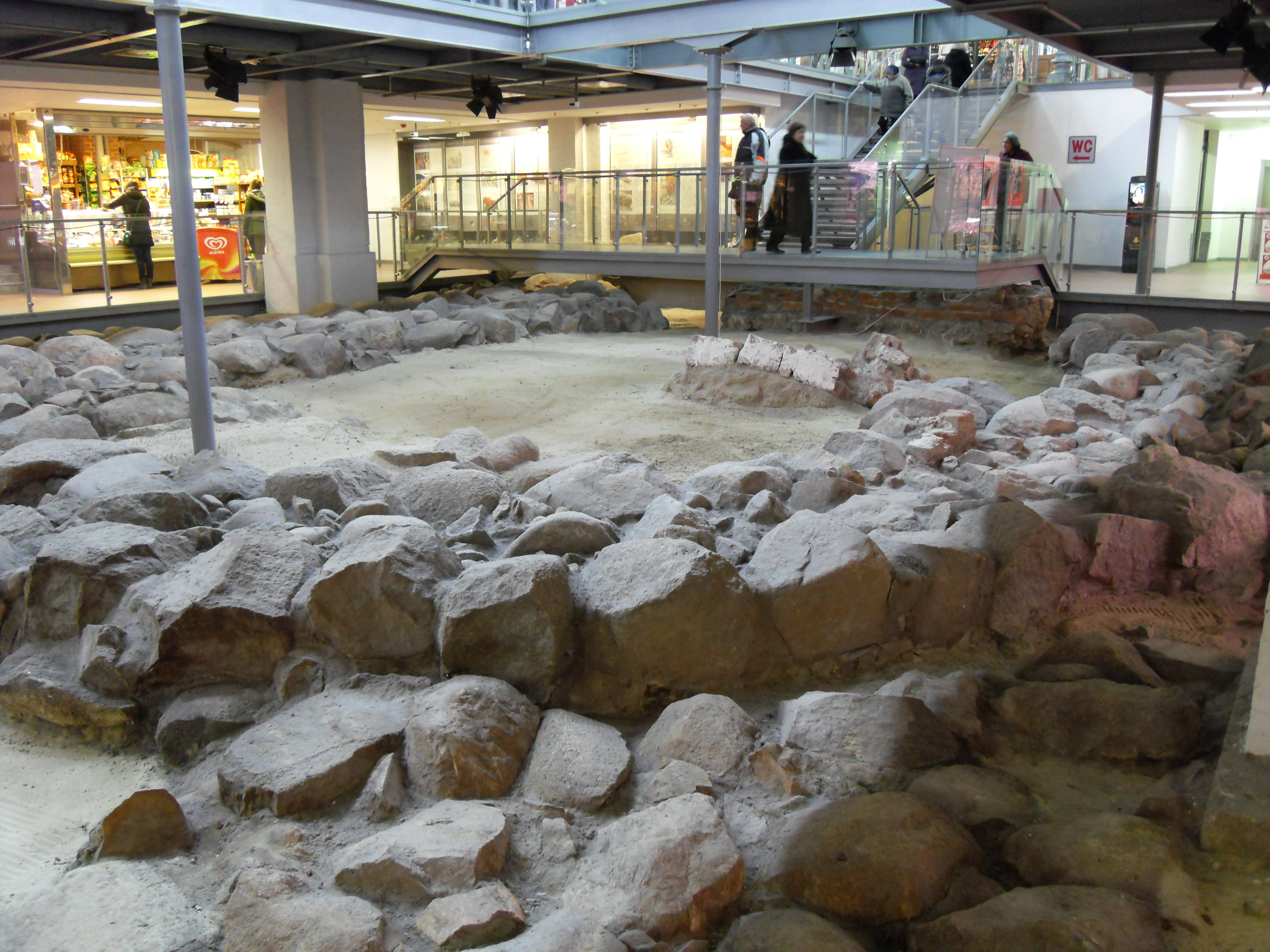
Scavi archeologici dei resti preromanici a Danzica

(Napoleone Bonaparte, Guerra della quarta coalizione, 1807)

### Età antica
L'area dell'attuale città di Danzica, era già stata popolata fin dall'età della pietra, già Tacito e Giordane riferiscono di popolazioni insediate in questa zona. Dai recenti scavi archeologici sono emerse alcune costruzioni preromaniche del VII secolo. Inoltre lungo tutta la costa nella Pomerania Orientale, sono state ritrovate simili costruzioni risalenti al X secolo.

### Età medievale

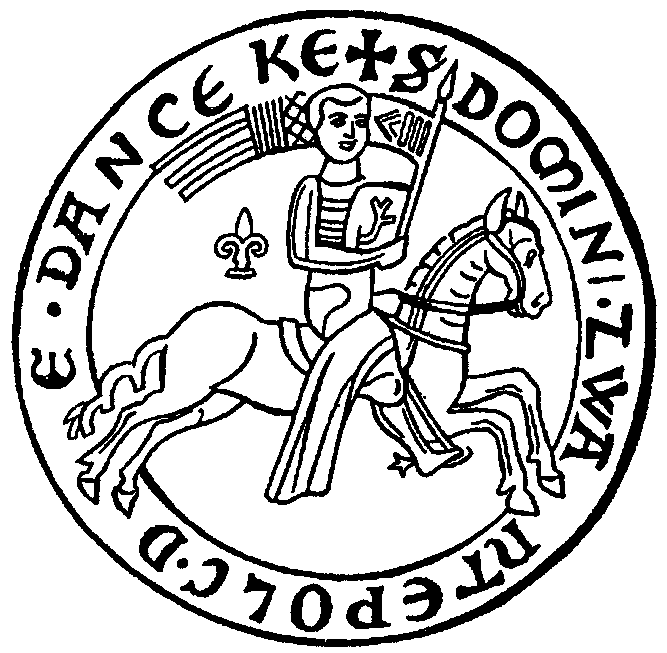
Swantipolk II il Grande, duca di Pomerelia (1228)

I Casciubi arrivarono nell'area assieme ad altre popolazioni slave dopo il 600. Nel 979 la Pomerania fu conquistata dal principe polacco Miecislao I, che fondò un castello presso l'attuale Danzica, ma il 997 è considerata la data convenzionale di fondazione della città: in quell'anno Sant'Adalberto da Praga giunse al Castello di Danzica (Gyddanyzc), invitato da Boleslao I, successore di Miecislao I, che mirava ad assicurarsi il controllo della regione, per predicare il cristianesimo tra le popolazioni baltiche dei Prussiani.
Nel XII secolo, Danzica fu la capitale di un'intera dinastia dei duchi di Pomerelia.

Bandiera di Danzica, città anseatica (XIV secolo)

Venne ufficialmente riconosciuta come città nel 1224 e battezzata con il nome: Gdańsk (Danzica), crebbe fino a diventare uno dei porti più importanti per il commercio e la pesca, lungo la costa del Mar Baltico.
Dopo la morte dell'ultimo duca di Pomerelia, nel 1294 passò sotto il controllo del sovrano polacco. All'inizio del XIV secolo, la regione venne trascinata in una guerra che coinvolgeva Polonia e Brandeburgo, quando la casata degli Ascanidi decise di fare valere i propri diritti feudali su Pomerania e Pomerelia, diritti concessi loro dall'imperatore Federico II nel 1231 e confermati nel 1295. Durante il corso della guerra, Danzica venne assediata (novembre 1308) e le truppe del Brandeburgo furono sconfitte col contributo determinante dei Cavalieri Teutonici, chiamati in aiuto da Ladislao I per riprendere la città. Tuttavia l'Ordine Teutonico non restituì la città al sovrano polacco perché questi non aveva pagato il compenso pattuito e, per assicurarsi il legittimo controllo della città e della Pomerelia, il 13 settembre 1309 col trattato di Soldin acquistò dal Margravio Valdemaro di Brandeburgo i diritti sul territorio per 10.000 marchi. Fu allora che la città viene citata per la prima volta col suo nome tedesco Danzig.
L'Ordine teutonico dovette accettare il fatto che Danzica difendesse la sua autonomia e fosse il più grande porto della regione. In seguito la città prosperò, beneficiando dei traffici lungo la Vistola e nel 1361 divenne un membro a tutti gli effetti della Lega Anseatica.
Il possesso di Danzica da parte dell'Ordine teutonico venne contestato per tutto il tempo dai re polacchi, il che portò a una serie di sanguinose guerre e azioni legali alla corte papale nel 1320 e 1333. Nel 1343 venne siglato il trattato di Kalisz, con cui i re polacchi rinunciavano a Danzica ed alla Pomerelia in cambio di altre concessioni, anche se i re polacchi continuarono ad usare il titolo di Duca di Pomerelia.

### Età moderna

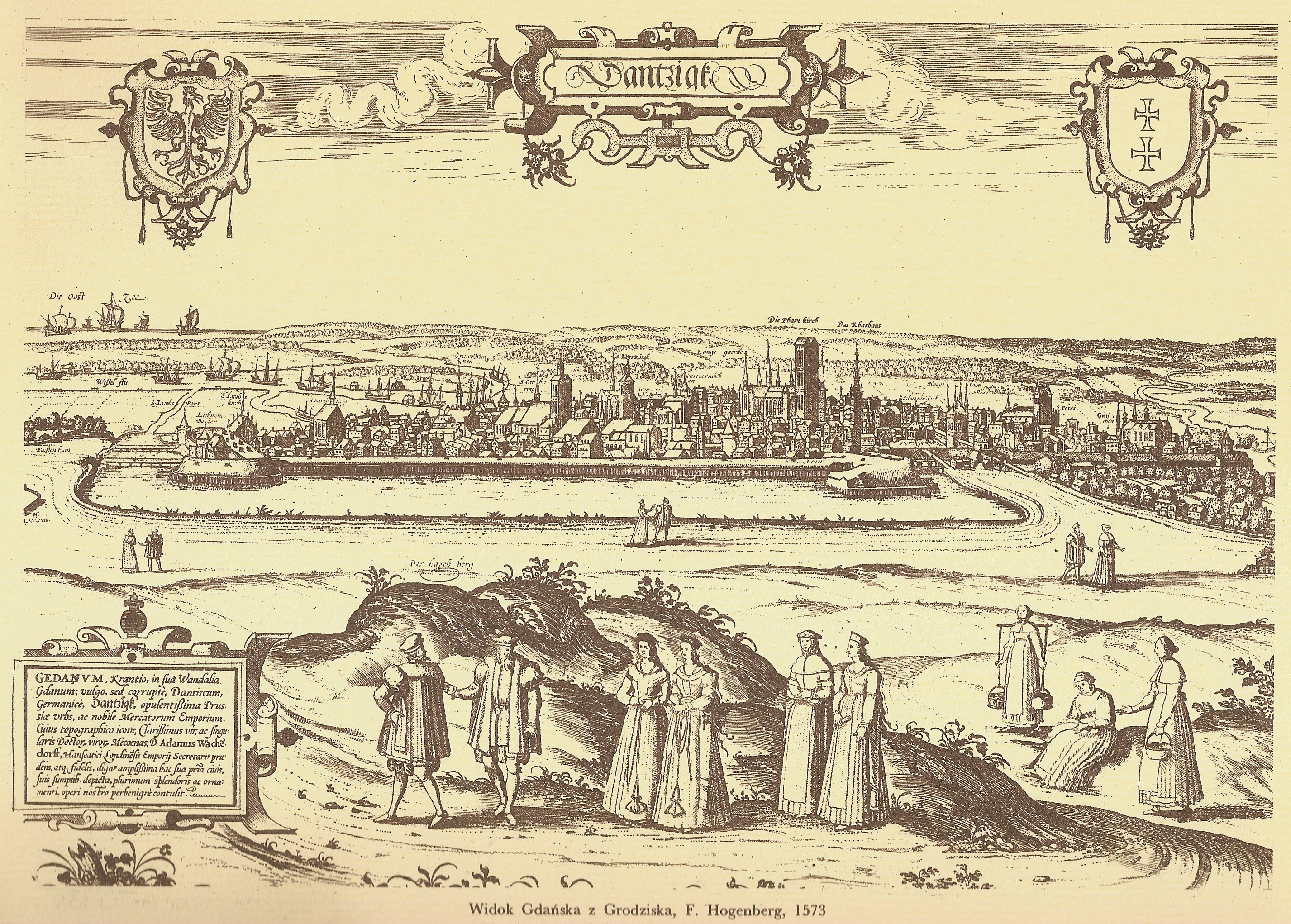
Illustrazione di Danzica nel 1573

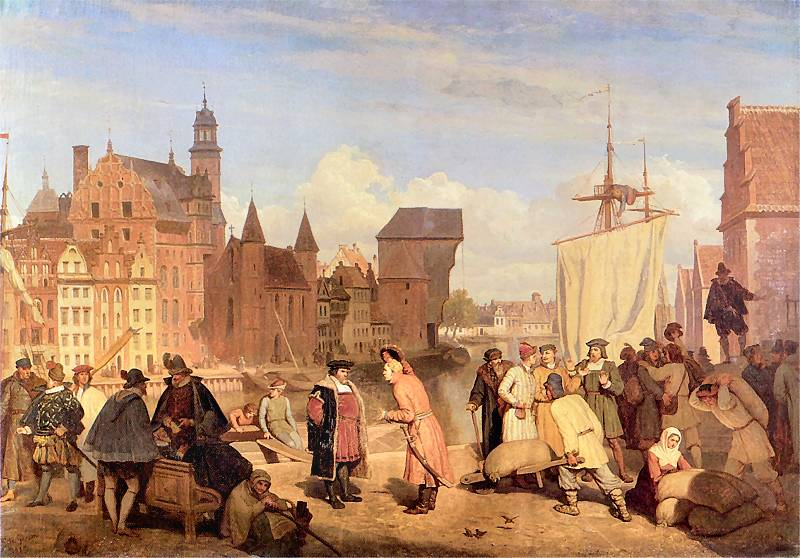
Commercio a Danzica nel XVII secolo

Nel 1440, Danzica si unì alle città anseatiche di Elbląg e Toruń per formare la Confederazione Prussiana, appoggiata da Casimiro IV di Polonia nella sua ribellione del febbraio 1454, contro il governo dell'Ordine teutonico. La risultante "Guerra delle Città" o Guerra dei tredici anni finì con la sconfitta dell'Ordine e la sua resa alla corona polacca (secondo trattato di Toruń), nell'ottobre 1466), cui passarono i diritti su Danzica, Pomerania e il resto dell'area, successivamente conosciuta come Prussia Reale o "Polacca".
Il XV e XVI secolo portarono cambiamenti all'eredità culturale della città. Questi cambiamenti si possono vedere nelle arti, nel linguaggio e nei contributi al mondo scientifico.
Nel 1566, il linguaggio ufficiale delle istituzioni di governo della città venne cambiato dal basso tedesco usato nelle città anseatiche all'alto tedesco. La città lottò per restare un membro indipendente della Lega anseatica, durante tutto il XVI secolo, contro una serie di pressioni.

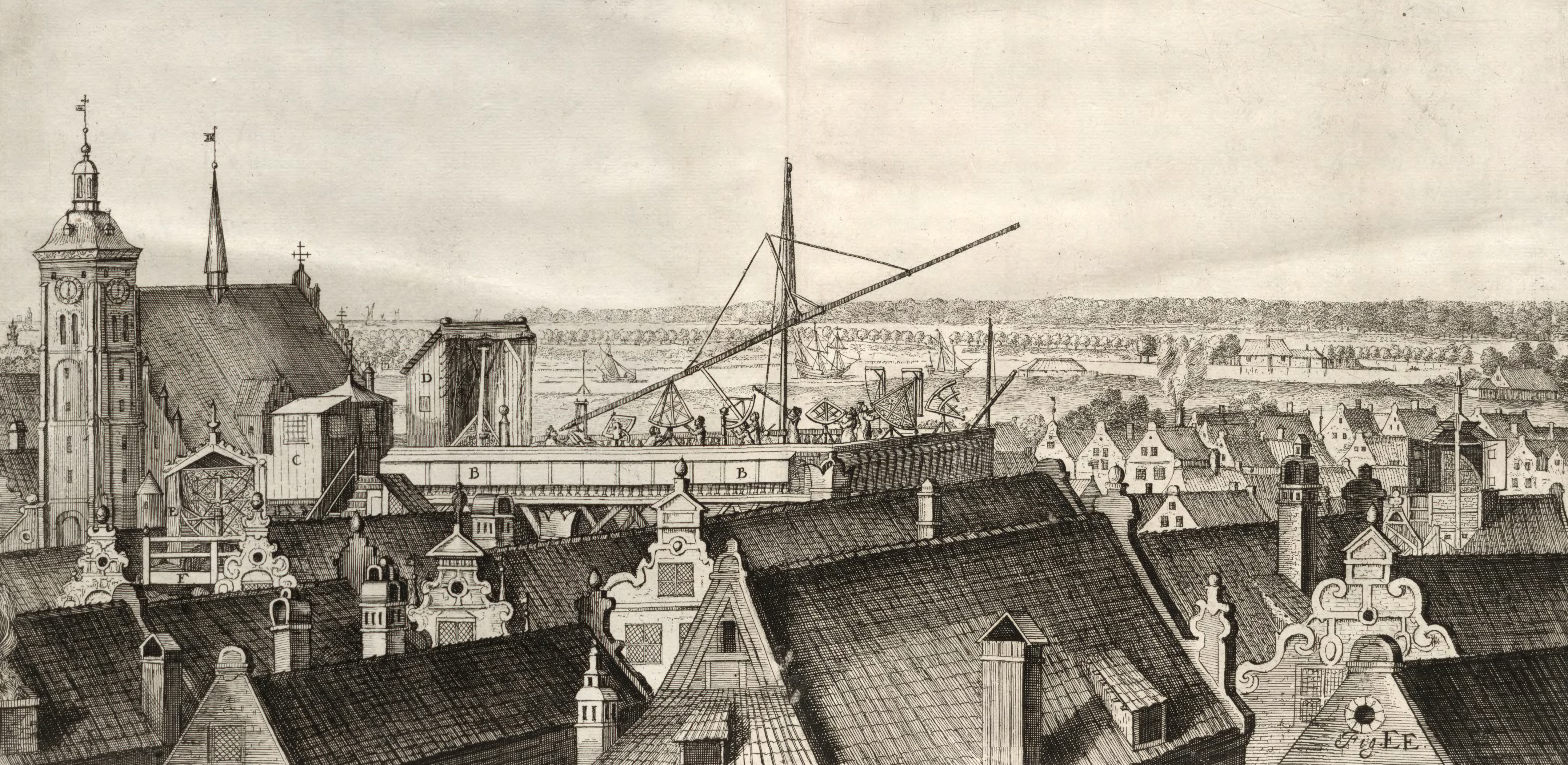
Osservatorio astronomico di Johannes Hevelius

Dal XIV secolo fino alla metà del XVII secolo, Danzica sperimentò una crescita rapida, divenendo la più grande città sulla costa del Mar Baltico nel XVI secolo e la più grande città della Polonia. Essendo la più grande e una delle città più influenti della Polonia, ha goduto dei diritti di voto durante il periodo delle elezioni reali in Polonia (come una delle dieci più importanti città polacche, come Cracovia, Varsavia, Poznań, Toruń e Leopoli). A causa dello status speciale della città e del significato all'interno della Confederazione polacco-lituana, gli abitanti della città divennero largamente bi-culturali condividendo la cultura polacca e tedesca e furono fortemente legati alle tradizioni della Confederazione polacco-lituana. Nel 1611 nacque a Danzica l'astronomo polacco Johannes Hevelius. Intorno al 1640, Johannes Hevelius fondò il suo osservatorio astronomico a Danzica. Il re polacco Giovanni III Sobieski visitò Hevelius numerose volte.

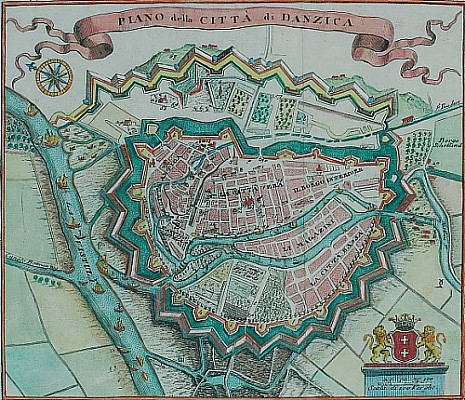
Pianta della città nel 1740

La prospettiva della città venne comunque gravemente danneggiata dalla guerra dei trent'anni (1618-1648) e dalla Seconda guerra del nord (1655-1660). Essa inoltre fu colpita da un'epidemia di peste bubbonica nel 1709. Danzica era la città più grande della Polonia fino all'inizio del XVIII secolo, prima della rapida crescita di Varsavia, la capitale della Polonia.
Verso la fine del XVIII secolo, con la spartizione della Polonia del 1772, gli abitanti di Danzica di lingua tedesca combatterono fieramente per restare indipendenti, mentre la maggioranza della Pomerania polacca ricadde sotto il Regno di Prussia. Danzica fu circondata da territori prussiani fino al 1793, data in cui venne incorporata nel Regno, come parte della provincia della Prussia Occidentale. Dalla prima spartizione della Polonia, la città perse la sua funzione di principale porto per le esportazioni polacche attraverso il Baltico, e smise di essere il principale porto della regione, vivendo così un prolungato declino economico e demografico.

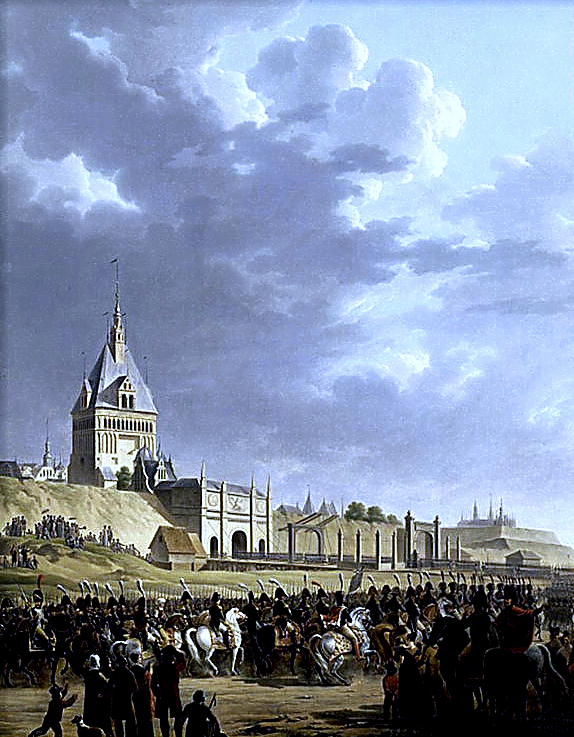
Entrata di Napoleone a Danzica nel 1807

### Età contemporanea
Un tentativo di rivolta studentesca contro la Prussia guidato da Gottfried Benjamin Bartholdi fu presto annientato dalle autorità prussiane nel 1797.
Dal 19 marzo al 24 maggio 1807 subì un duro assedio da parte dell'esercito napoleonico. Il 9 settembre 1807 Napoleone proclamò la Repubblica di Danzica come stato di fatto dipendente dall'impero napoleonico. Questo territorio, sottratto al controllo del Regno di Prussia, consisteva nella città di Danzica compresi i territori rurali alla foce della Vistola e la penisola di Hel. Dal tardo gennaio al 29 novembre del 1813 l'esercito imperiale russo assediò la città di Danzica, e le forze francesi occupanti capitolarono il 2 gennaio 1814. In seguito al Congresso di Vienna del 1815 la città venne restituita alla Prussia.
Anche se Danzica era parte del Regno di Prussia, non faceva parte della Confederazione Tedesca (Deutscher Bund) del 1815-1866. Dopo lo scioglimento della Confederazione la città venne incorporata, insieme al resto della Prussia, nella Confederazione Tedesca del Nord nel 1867. Nel 1871 divenne parte dell'Impero tedesco.

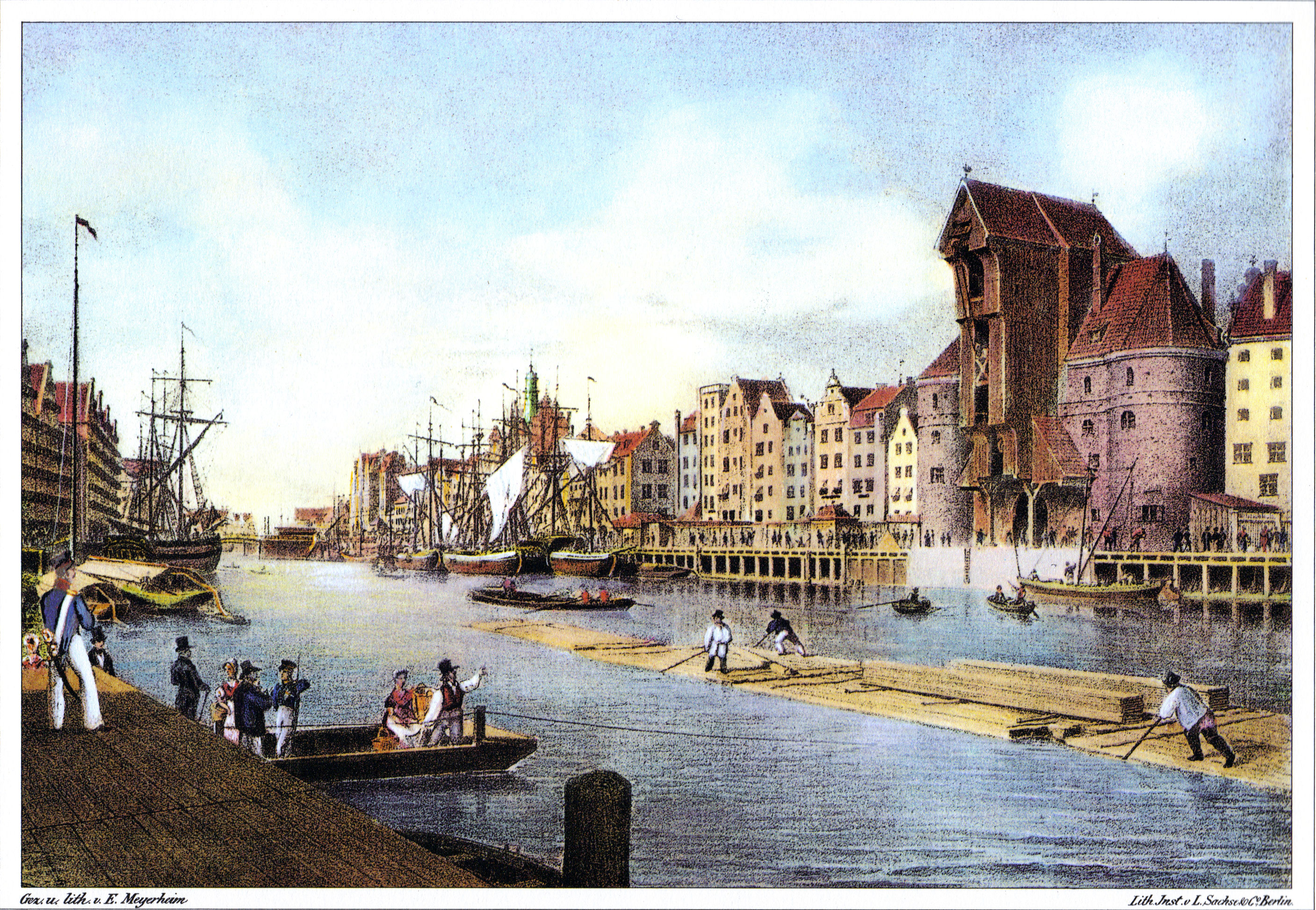
La gru portuale di Danzica nel 1850

In seguito alla sconfitta tedesca nella prima guerra mondiale le potenze alleate, nel Trattato di Versailles del 1919, decisero di creare la Città Libera di Danzica (governata da un commissario nominato dalla Società delle Nazioni) che comprendeva la città, il porto, e un piccolo territorio circostante. Lo scopo di questa decisione era di permettere ai polacchi di usare Danzica come loro porto principale, e al tempo stesso di non subordinare la popolazione tedesca della città al governo diretto della Polonia.
In seguito venne creata dalle potenze alleate un'unione doganale con la Polonia, la quale annesse il porto Westerplatte di Danzica, come deposito militare. Con grande risentimento degli abitanti di Danzica, i polacchi, usando considerevoli investimenti stranieri, iniziarono a costruire un grande porto militare a Gdynia (precedentemente Gdingen), a soli 25 km da Danzica. Dopo la prima guerra mondiale si ebbe un massiccio afflusso di polacchi nell'area. Prima della guerra, Gdynia era stata una piccola frazione di pescatori con circa 1.000 abitanti. Con l'acquisizione polacca Gdynia, vent'anni dopo, contava oltre 100.000 abitanti polacchi.
La città beneficiò marginalmente della forte economia della fine degli anni venti, in quanto le relazioni con la Polonia furono tese. La costruzione del porto nel villaggio di Gdynia, il controllo militare polacco del Westerplatte, dove stazionava una guarnigione militare, la delegazione del servizio postale alla Posta Polacca e l'imposizione del dazio doganale, crearono un grande risentimento nella popolazione.
Il desiderio generale degli abitanti, nella quasi totalità di lingua tedesca (95,03% secondo il censimento del 1923), era per una eventuale riunione alla Germania, e le elezioni nella città, generalmente diedero la vittoria agli elementi nazionalisti. Questo culminò nell'elezione di un governo del Partito Nazista nelle elezioni del maggio 1933, poco dopo l'ascesa al potere in Germania di Adolf Hitler. Con l'ascesa nazista, a Danzica si stava costruendo una società totalitaria che portò a restringimenti verso le minoranze presenti in città. In particolare ai polacchi e agli ebrei, che divennero i principali obiettivi di quotidiani atti di violenza e di persecuzione.

#### Seconda guerra mondiale

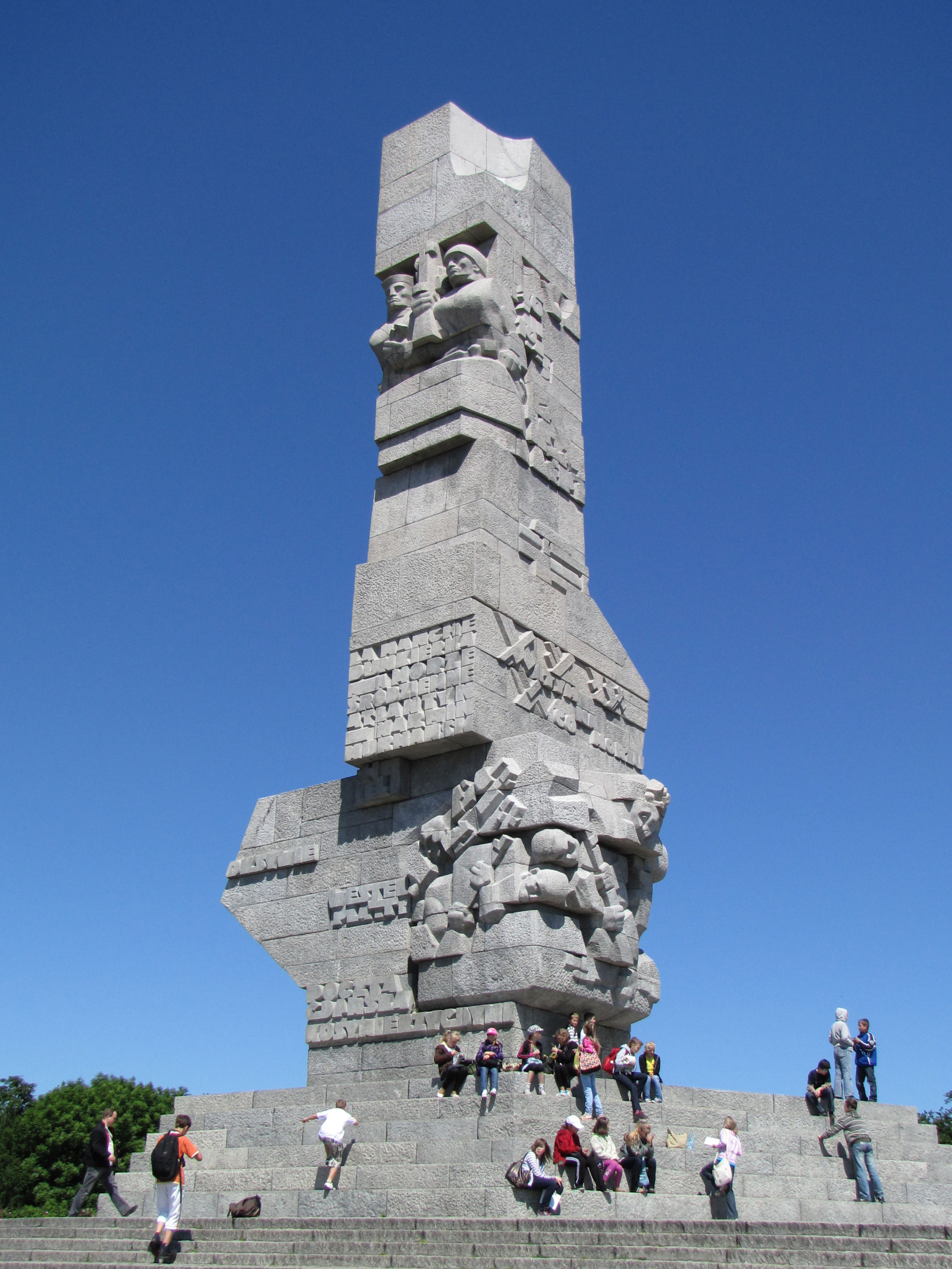
Westerplatte, monumento ai caduti polacchi durante la difesa delle coste nel settembre del 1939

Nell'ottobre del 1938 la Germania sollecitò la cessione della Città Libera di Danzica. La Polonia rifiutò di cedere alla minaccia e fu appoggiata nella sua presa di posizione dai governi di Francia e Regno Unito. Il 1º settembre del 1939, le truppe tedesche invasero la Polonia, dando l'inizio alla seconda guerra mondiale proprio nel porto della città: alle ore 4.45 del 1º settembre 1939 la cannonata sparata dalla vecchia corazzata Schleswig-Holstein, in una finta visita nella Città Libera di Danzica, dette il segnale d'inizio delle ostilità. La penisola fortificata di Westerplatte avrebbe dovuto resistere solo 12 ore in attesa dei rinforzi polacchi.
I rinforzi non vennero mai inviati e la fortezza resistette per ben una settimana, con un bilancio di 15 morti polacchi a fronte di circa 400 morti tedeschi. Il comandante tedesco restituì la spada al comandante polacco per aver sostenuto una lotta coraggiosa. Contemporaneamente alla battaglia della Westerplatte il regime nazista fece uccidere i postini polacchi che difendevano l'Ufficio Postale Polacco: questo fu uno dei primi crimini di guerra della seconda guerra mondiale. Il 2 settembre la Germania annetté la Città Libera di Danzica, sebbene solo il 17 settembre l'occupazione divenne completa. Nell'ottobre 1939 Danzica, insieme al resto della Pomerania orientale polacca, divenne il Reichsgau (distretto amministrativo) di Danzica-Prussia Occidentale (Danzig-Westpreußen). La florida comunità ebraica gedanese venne spazzata via.
I polacchi e i tedeschi dissidenti vennero inviati nei campi di concentramento, principalmente nella vicina Stutthof, dove perirono 65 000 abitanti locali. Circa 60 000 membri dell'intellighentsia casciuba e polacca vennero uccisi in massa a Piaśnica.
All'inizio del 1945 la Germania iniziò a evacuare i civili tedeschi da Danzica. Gran parte della popolazione tedesca lasciò la città.
Nei primi anni di guerra la città non subì danni eccessivi, in quanto alcune incursioni aeree alleate non causarono ingenti perdite. Il 30 marzo 1945 Danzica venne conquistata dall'Armata Rossa e dall'esercito polacco. Già durante il bombardamento della città molti importanti monumenti erano stati danneggiati o distrutti, e i combattimenti strada per strada portarono alla distruzione di ulteriori edifici.
Dopo la cessazione della resistenza tedesca i soldati sovietici ebbero mano libera in città. Danzica venne saccheggiata e gli edifici rimasti in piedi furono incendiati. Alla fine dell'aprile del 1945 la città risultava devastata da numerosi incendi.

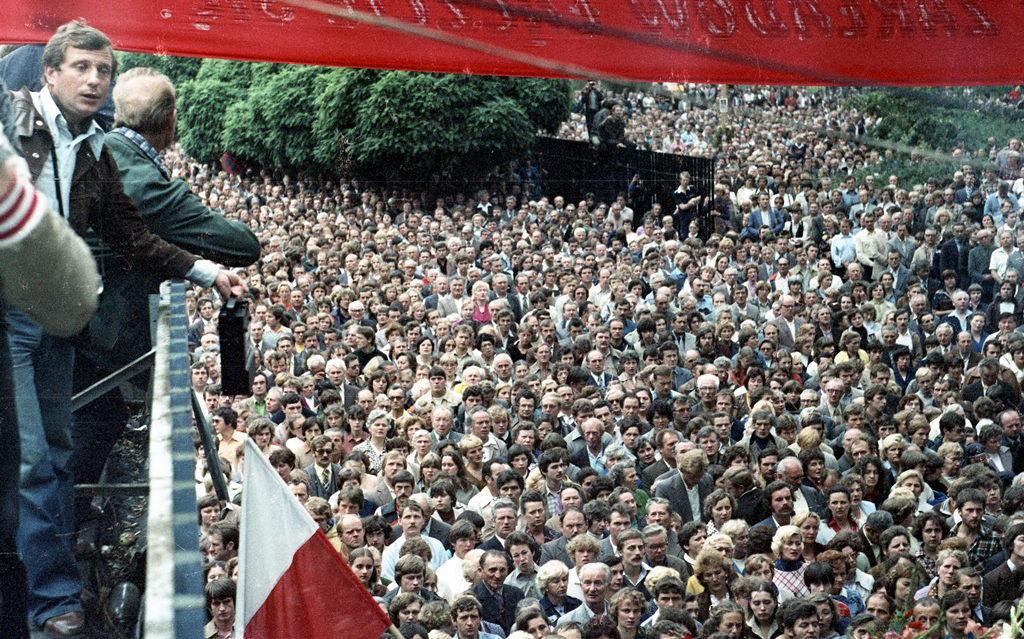
Cantieri navali di Danzica durante lo sciopero nell'agosto 1980

#### Repubblica Popolare Polacca
Ancor prima della fine della seconda guerra mondiale, la Conferenza di Jalta aveva deciso di cedere Danzica, sotto un'amministrazione polacca de facto, decisione che venne confermata dalla Conferenza di Potsdam. Un trattato tra la Polonia e la Repubblica Democratica Tedesca, nel 1950, fece ritornare Danzica e altre zone alla Polonia. La Germania Ovest non riconobbe i nuovi confini fino al 1970; nel 1990 gli stessi confini vennero poi riaffermati da un trattato fra Polonia e Germania unita.
I cittadini tedeschi che tornarono in città e o che vi erano rimasti, vennero riconosciuti come nemici della Repubblica Popolare Polacca. Gran parte di essi dovette affrontare un comitato speciale di verifica che giudicava il loro comportamento durante la guerra. Le persone di origine tedesca venivano represse e dovevano ottenere permessi speciali per l'emigrazione. Nell'intero processo, la maggior parte degli ex-cittadini tedeschi di Danzica si trasferirono nella Repubblica Federale Tedesca.
Nuovi residenti polacchi vennero insediati a Danzica da altre parti della Polonia e dalle zone che vennero annesse all'Unione Sovietica dopo la seconda guerra mondiale. Anche molti Casciubi della zona, si insediarono nella città di Danzica. La città mutava quindi da una in cui il tedesco era la lingua principale, in una in cui la maggioranza delle persone parlava polacco.
Immediatamente dopo la fine del conflitto iniziò il processo di ricostruzione del centro storico della città, un processo lungo che si protrasse fine degli anni settanta e vide gli artigiani e architetti polacchi ripristinare molta parte della vecchia architettura della città, il 90% della quale era stata distrutta nella guerra, ma rimossero quasi tutte le scritte in tedesco.

#### Epoca moderna: da Solidarność a oggi
Danzica fu la scena delle dimostrazioni anti-governative che portarono alla caduta del leader comunista polacco Władysław Gomułka nel dicembre 1970, e dieci anni dopo fu il luogo di nascita di Solidarność, il movimento sindacale la cui opposizione al governo, pose fine al regime del partito comunista nel 1989 e portò all'elezione a Presidente della Polonia il suo leader Lech Wałęsa.
Danzica rimane tutt'oggi un importante porto, città turistica e industriale.
Il 13 gennaio 2019 il sindaco di Danzica Paweł Adamowicz, 53 anni, sul palco durante un evento benefico, è stato assassinato da un uomo appena uscito di prigione, dove aveva scontato cinque anni per aver commesso varie rapine in banca. Il killer l'ha accoltellato all'addome provocandogli gravi ferite che ne hanno causato la morte il giorno successivo.

## Monumenti e luoghi d'interesse

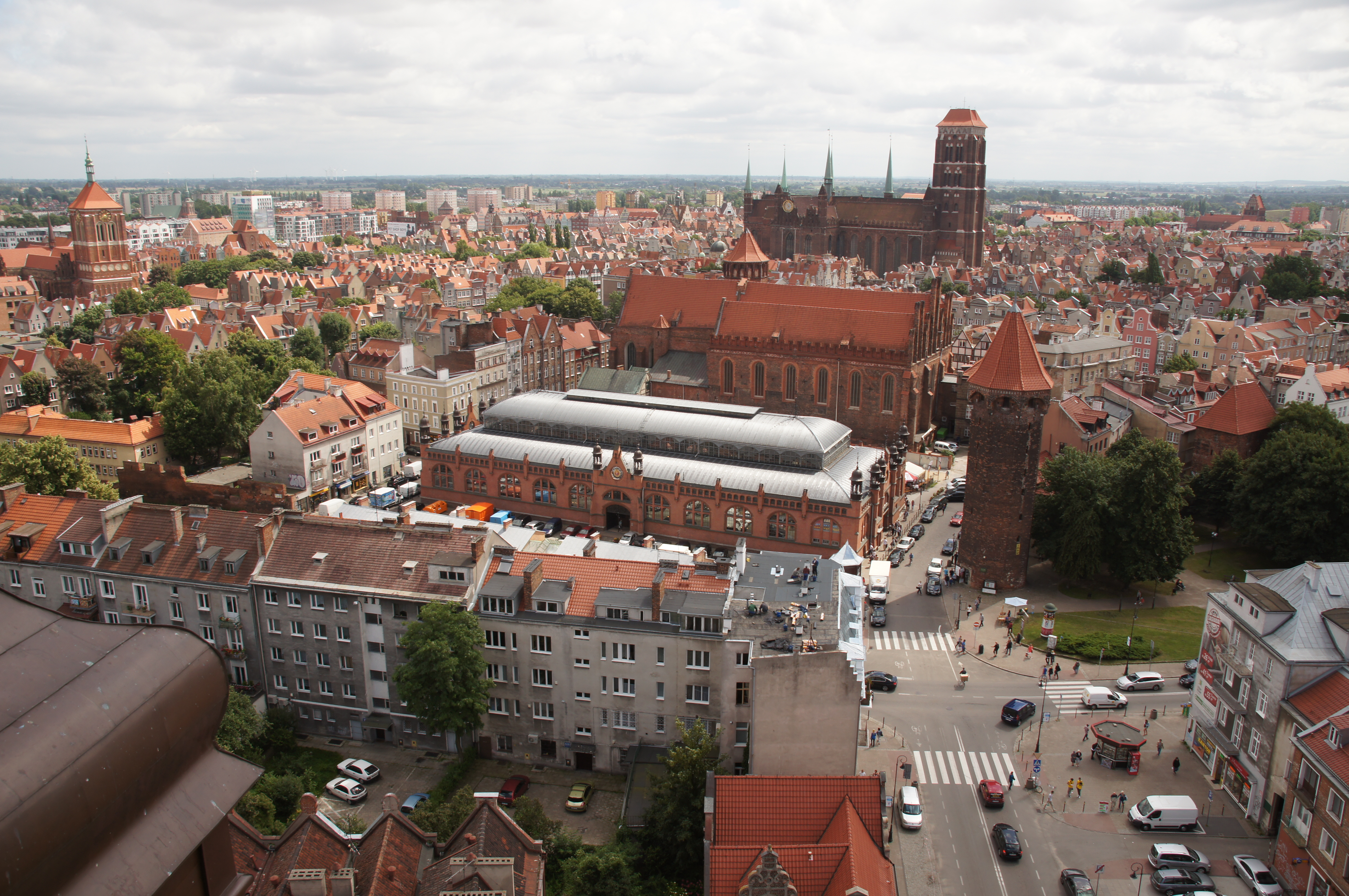
Danzica

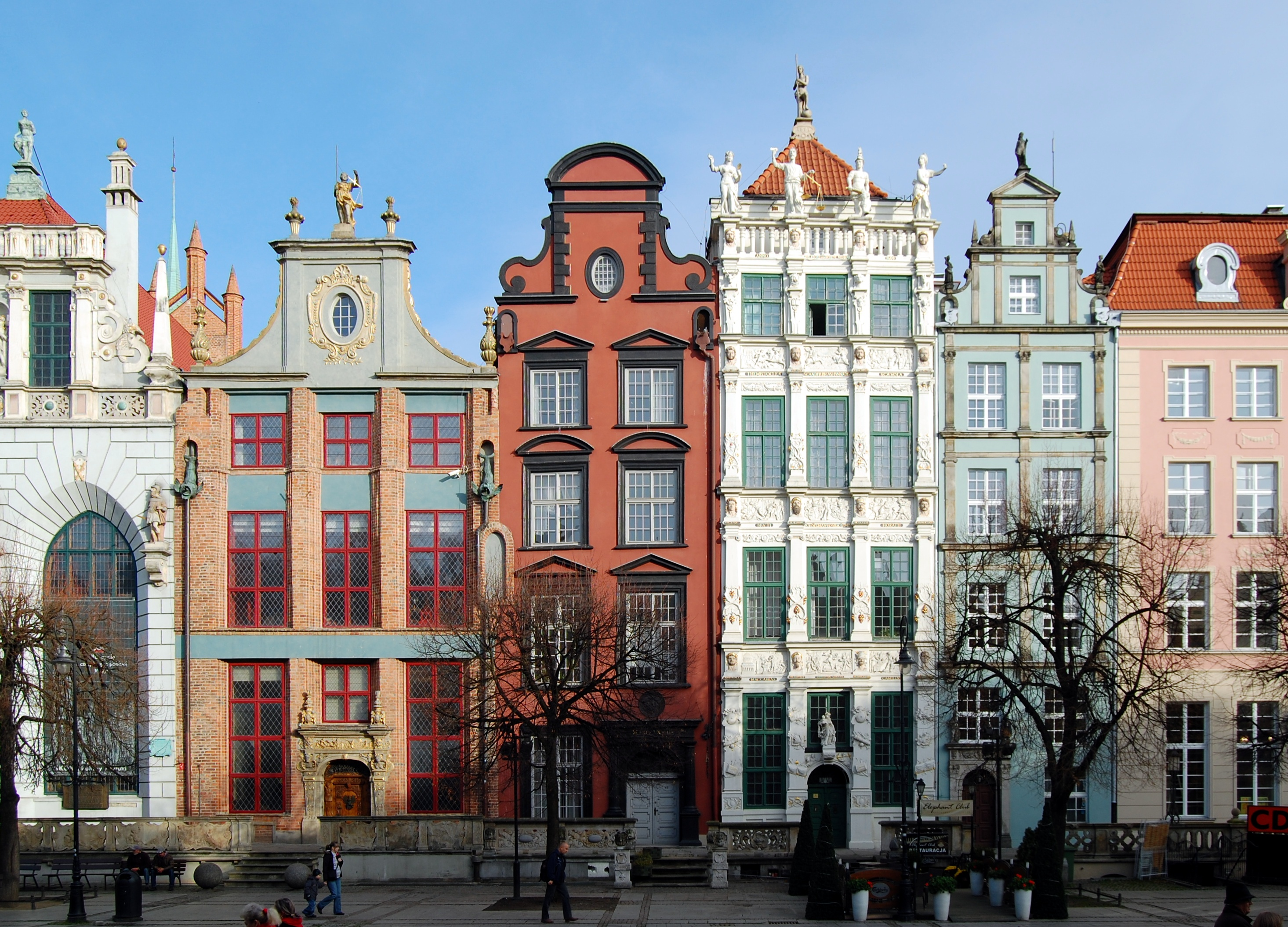
Danzica palazzi del Mercato Lungo

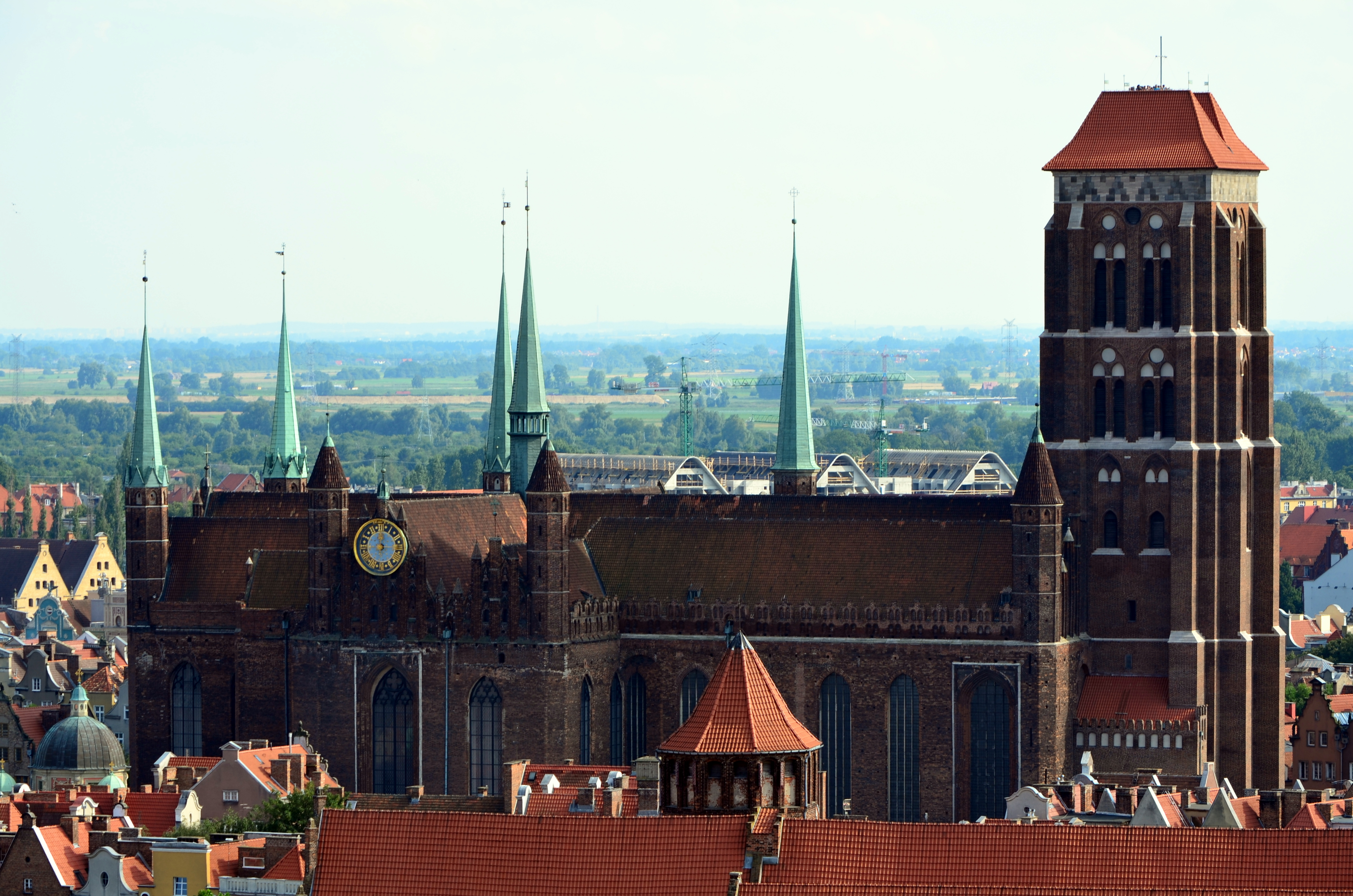
Basilica di Santa Maria (Bazylika Mariacka)

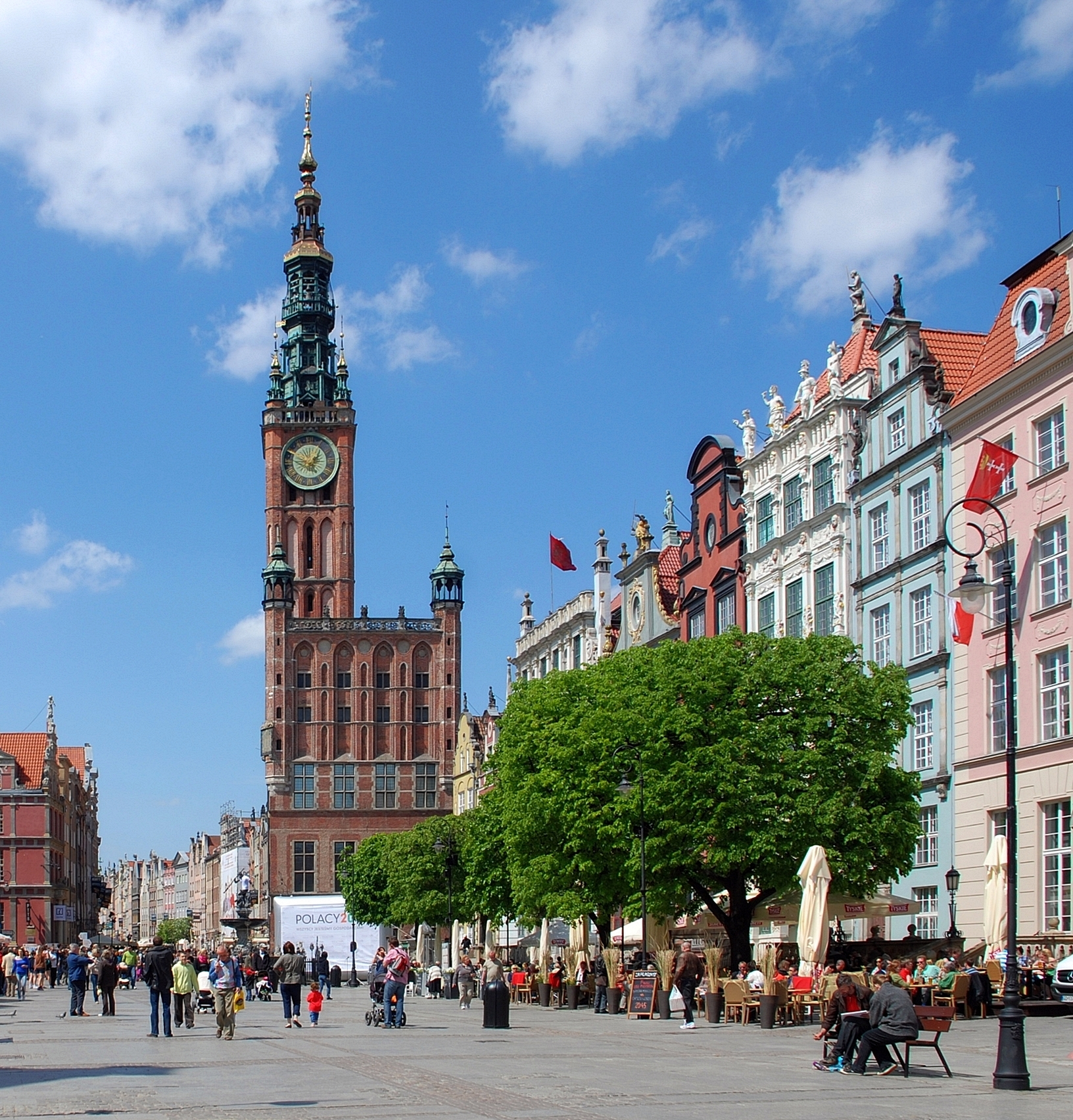
Municipio

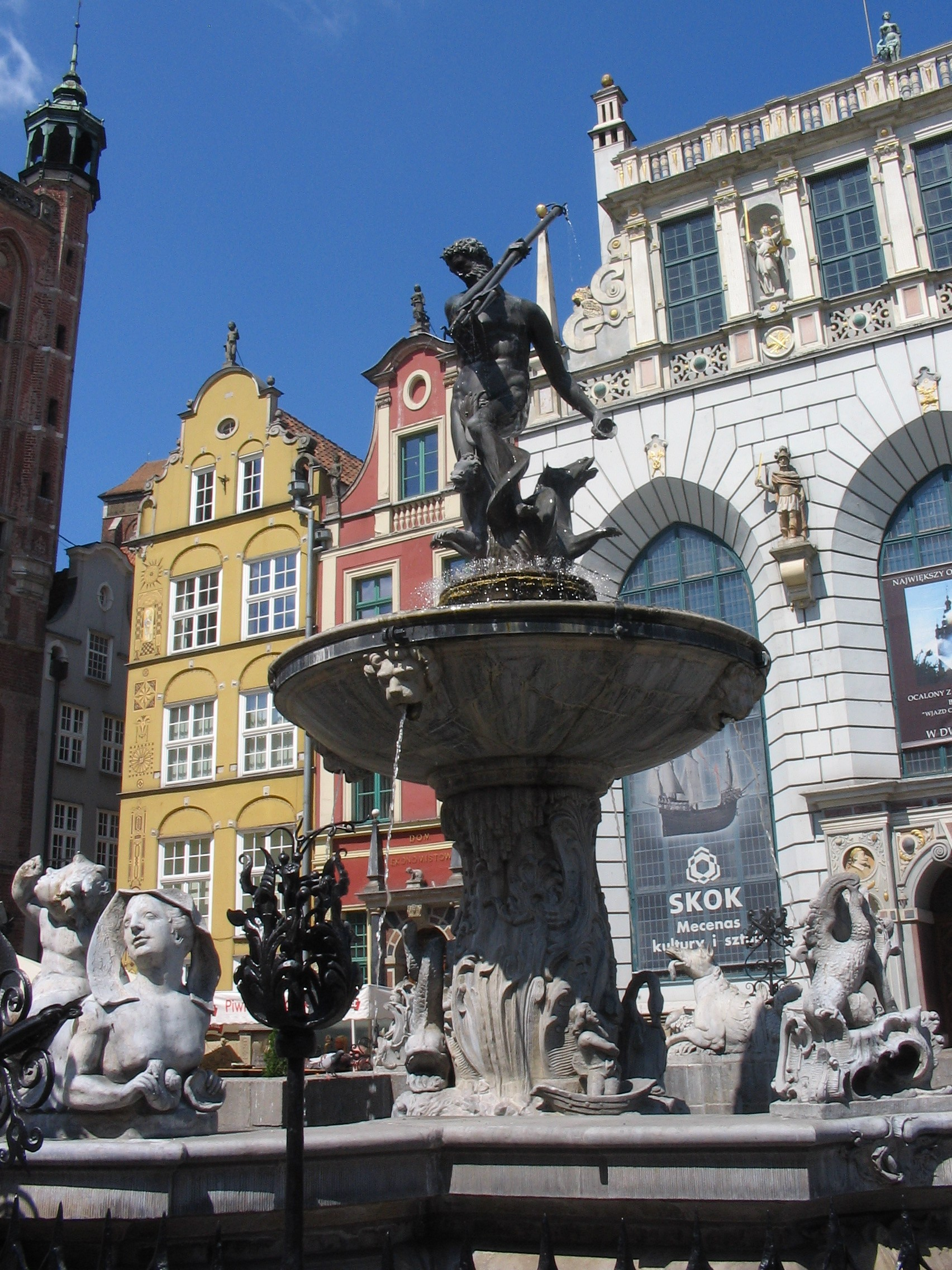
Fontana di Nettuno

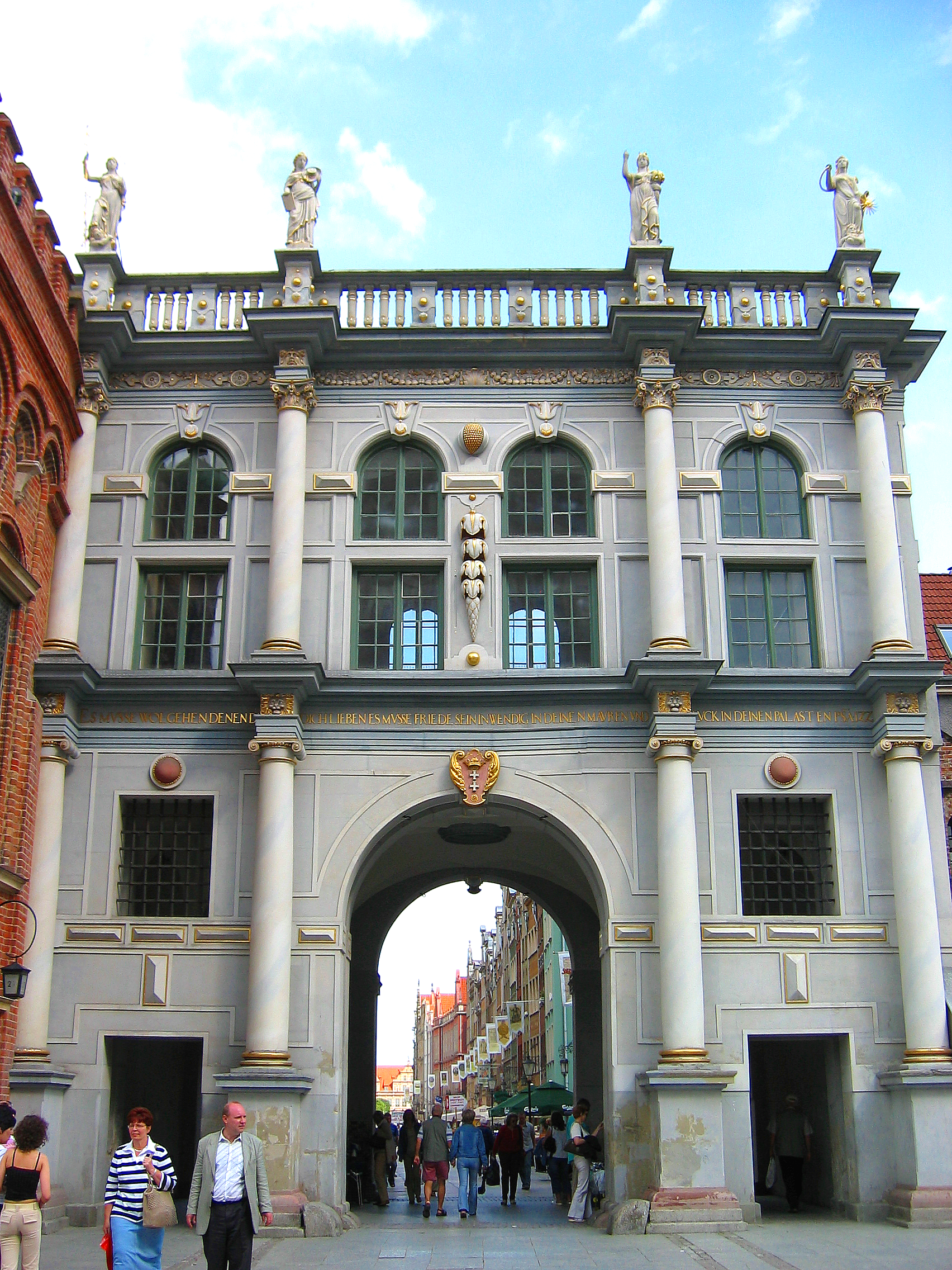
Porta d'Oro

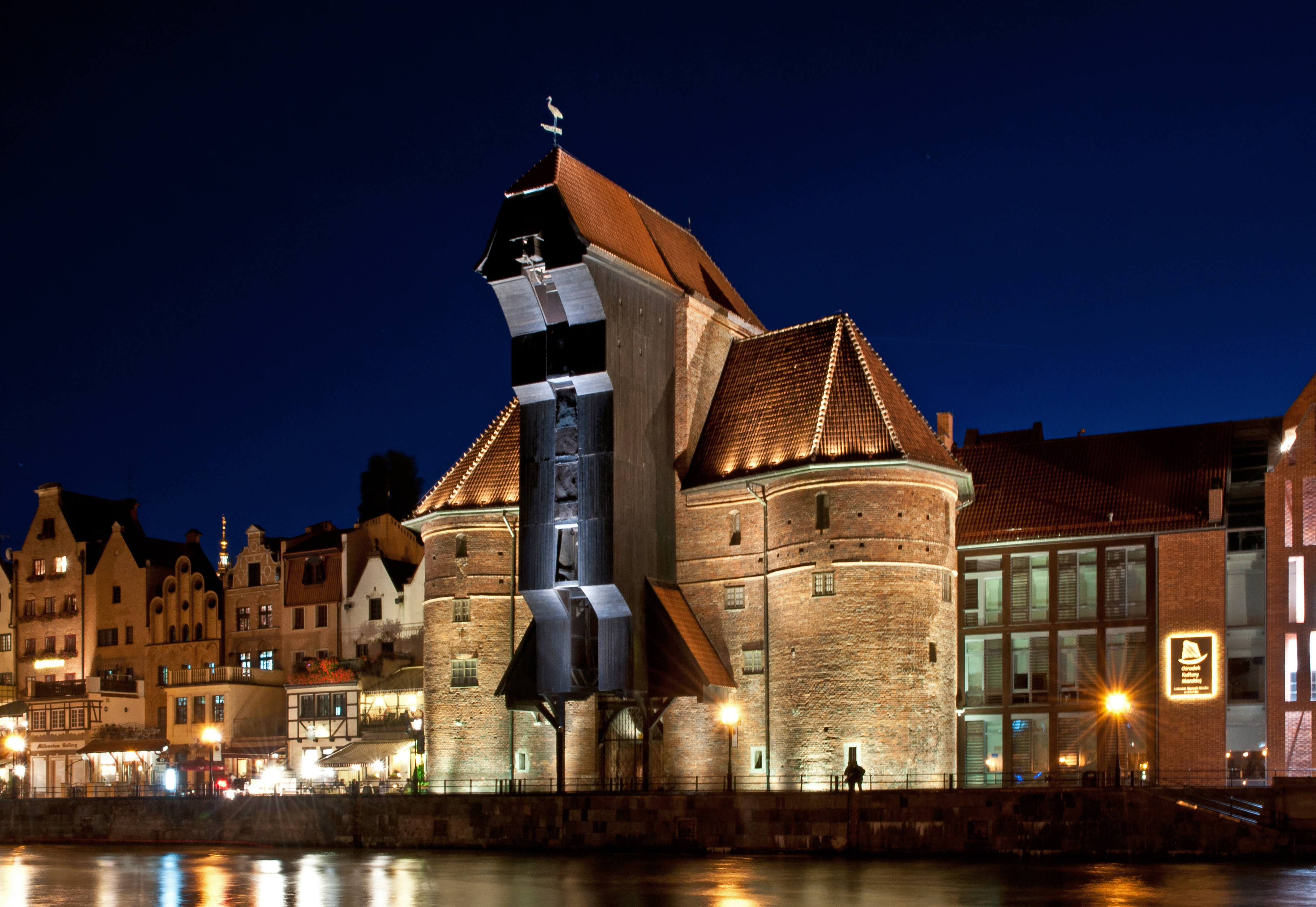
Gru portuale (Żuraw)

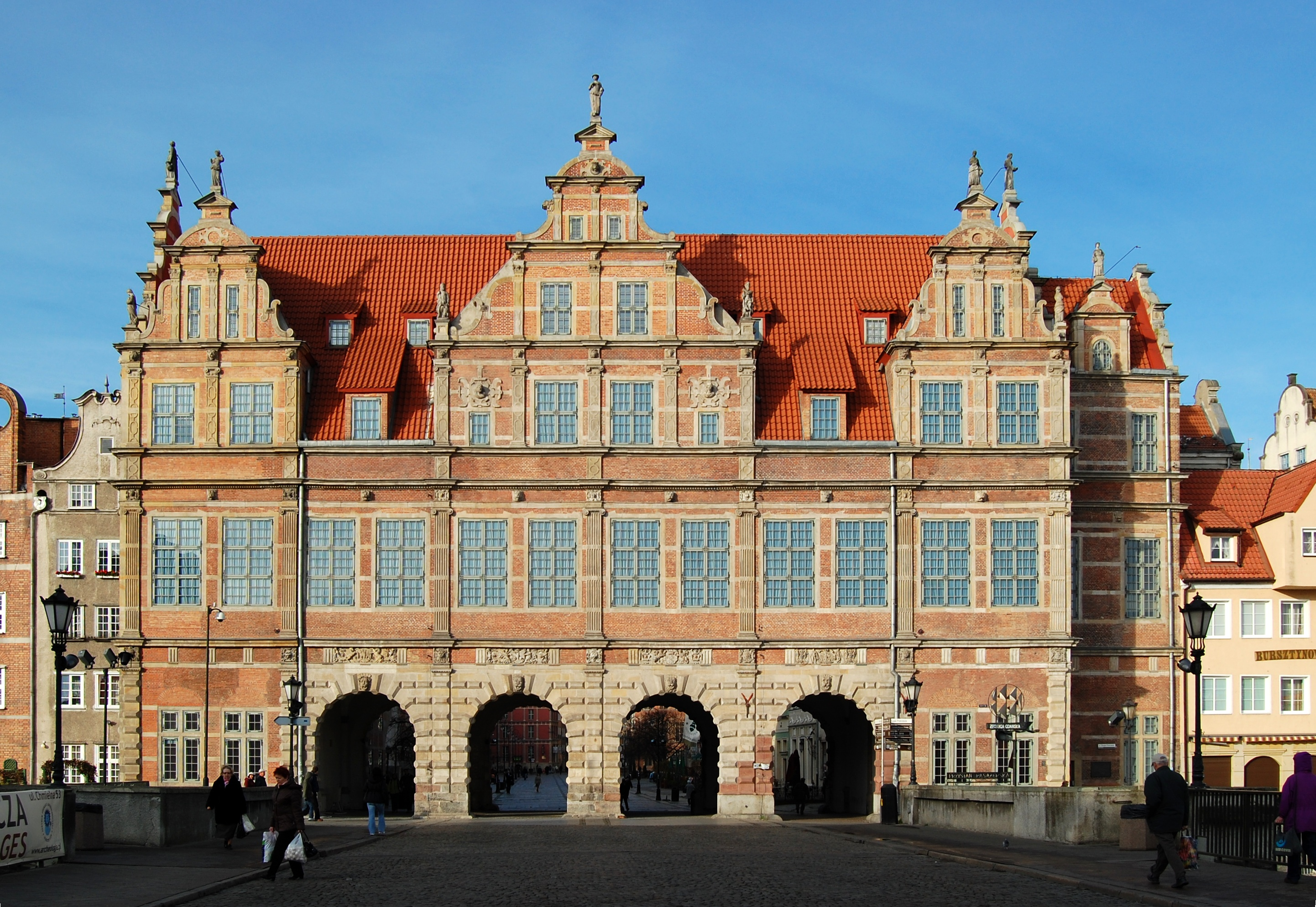
Porta Verde

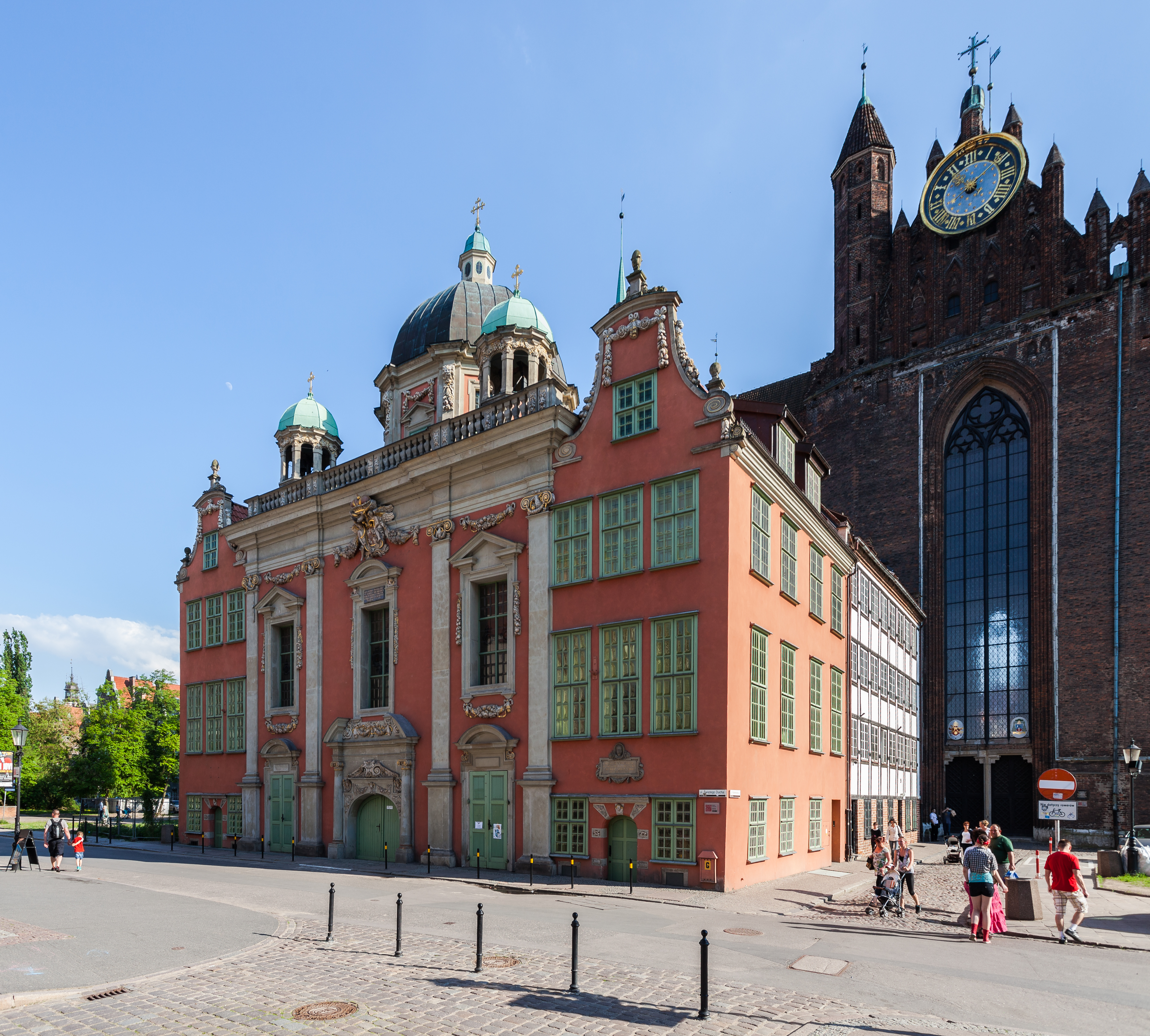
Cappella Reale

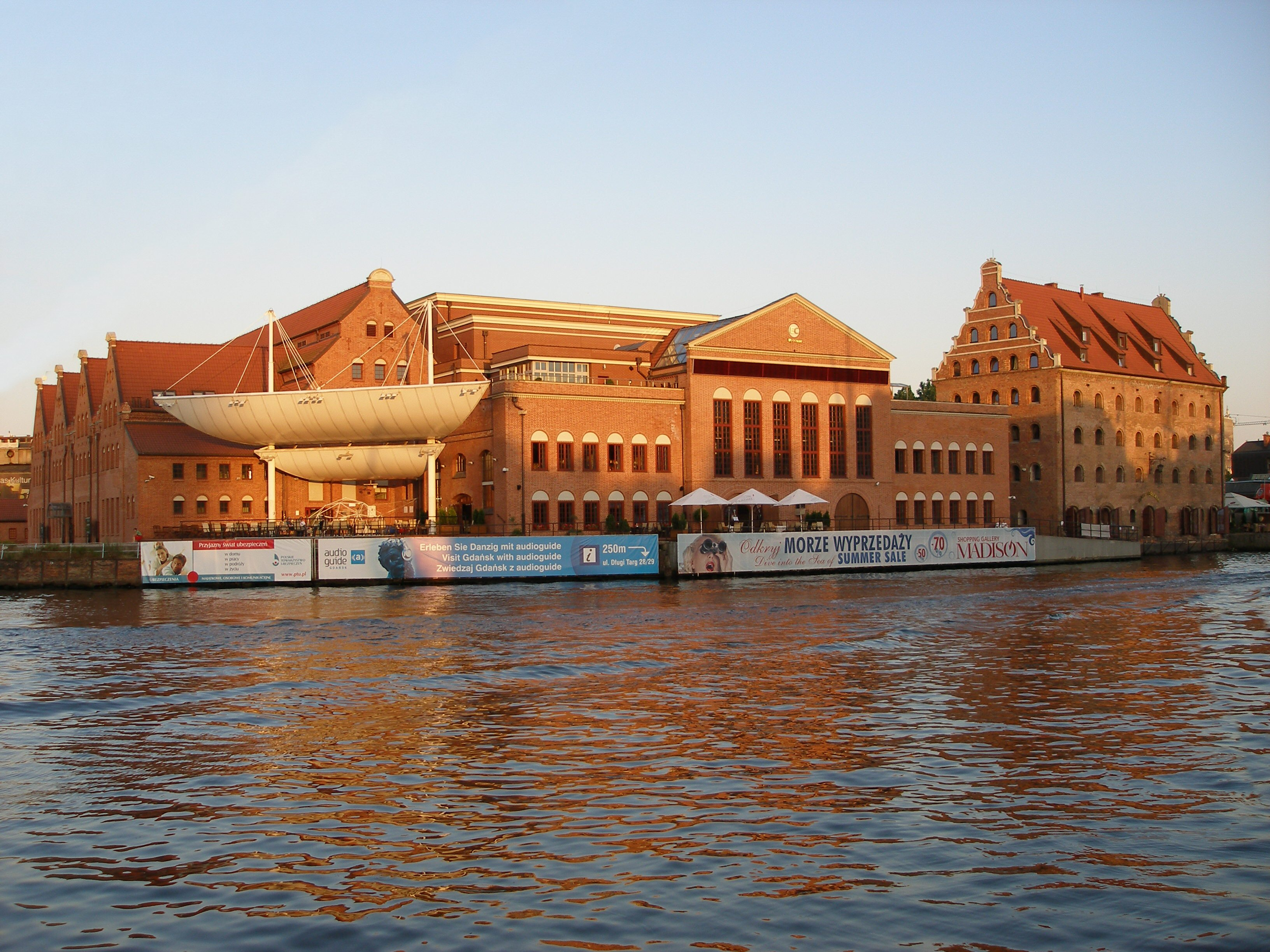
Orchestra Filarmonica Baltica

Danzica è considerata la seconda città della Polonia (dopo Cracovia), a custodire un ingente patrimonio storico e culturale. La città possiede molti edifici e monumenti di pregio in stile gotico, rinascimentale, manierista e barocco. L'architettura di Danzica è il risultato dell'eredità lasciata dalle numerose culture che nel corso dei secoli si stabilirono in questa città, fra cui: polacchi, tedeschi, scozzesi, mennoniti e olandesi. Soprattutto questi ultimi hanno contribuito a dare una forte impronta architettonica alla città, che tutt'oggi è molto visibile e caratterizza Danzica da tutte le altre città polacche.
Danzica inoltre custodisce alcuni dei più significativi esempi del gotico baltico come la Basilica di Santa Maria e del manierismo olandese come la Porta d'Oro, un risultato dato dalla presenza nella città di alcuni dei più illustri artisti e architetti di questa corrente. Sebbene gran parte dell'architettura odierna sia il risultato di una minuziosa ricostruzione del dopoguerra, Danzica resta oggi uno degli esempi più significativi dell'architettura fiamminga nell'Europa centro-orientale.
Per la sua ricchezza storico-monumentale è stata avanzata, di recente, la proposta di includere il centro storico di Danzica nella lista del patrimonio dell'umanità dell'UNESCO. La maggior parte delle attrazioni turistiche è ubicata nel Centro Città e nella Città Vecchia, ma soprattutto sulla Via Reale.
A 34 chilometri ad est di Danzica, nel comune di Sztutowo, è situato il Campo di concentramento di Stutthof.

### Architetture civili
- Fontana di Nettuno (Fontanna Neptuna)
- Porta Alta (Brama Wyżynna)
- Teatro Shakespeare (Gdański Teatr Szekspirowski)
- Casa delle torture (Katownia) e la Torre Carceraria (Wieża Więzienna)
- Porta d'Oro (Złota Brama)
- Via Lunga (Ulica Długa)
- Via Piwna (Ulica Piwna)
- Via Mariacka (Ulica Mariacka)
- Casa di Uphagen (Dom Uphagena)
- Municipio (Ratusz Głównego Miasta)
- Mercato Lungo (Długi Targ)
- Casa Inglese (Dom Angielski)
- Corte della fratellanza di San Giorgio (Dwór Bractwa św. Jerzego)
- Grande Armeria (Wielka Zbrojownia)
- Corte di Artù (Dwór Artusa)
- Palazzina d'Oro (Złota Kamienica)
- Porta Verde (Zielona Brama)
- Gru portuale (Żuraw)
- Palazzo della Società di Ricerca di Danzica (Dom Towarzystwa Przyrodniczego)
- Mulino Grande (Wielki Młyn)
- Mercato Coperto (Hala Targowa)
- Mulino Piccolo (Mały Młyn)
- Municipio della Città Vecchia (Ratusz Starego Miasta)
- Monumento agli operai del cantiere navale caduti nel 1970 (Pomnik Poległych Stoczniowców 1970)

### Architetture religiose
- Basilica di Santa Maria (Bazylika Mariacka), (costruita nel XV secolo, è la più grande chiesa in mattoni del mondo)
- Cattedrale di Oliwa (Bazylika archikatedralna w Oliwie)
- Cappella Reale (Kaplica Królewska)
- Chiesa di Santa Brigida (Kościół św. Brygidy)
- Chiesa di Santa Caterina (Kościół św. Katarzyny)
- Chiesa di San Giovanni (Kościół św. Jana)
- Chiesa e convento dei domenicani di San Nicola (Kościół św. Mikołaja)
- Chiesa di San Pietro e San Paolo (Kościół św. Piotra i Pawła)
- Chiesa della Santissima Trinità (Kościół Świętej Trójcy)

## Geografia antropica

### Suddivisioni amministrative
La città di Danzica è divisa in 34 frazioni:
| Nº | Nome                                   | Abitanti (2011) | Superficie (km²) | Densità (ab./km²) |
| -- | -------------------------------------- | --------------- | ---------------- | ----------------- |
| 1  | Aniołki                                | 4.922           | 2,31             | 2.133             |
| 2  | Brętowo                                | 7.643           | 7,08             | 1.079             |
| 3  | Brzeźno                                | 13.457          | 2,74             | 4.910             |
| 4  | Chełm                                  | 45.704          | 11,08            | 4.125             |
| 5  | Jasień                                 | 8.157           | 11,48            | 710               |
| 6  | Kokoszki                               | 7.465           | 19,84            | 376               |
| 7  | Krakowiec-Górki Zachodnie              | 1.994           | 8,38             | 238               |
| 8  | Letnica                                | 1.333           | 4,03             | 331               |
| 9  | Matarnia                               | 5.787           | 14,43            | 401               |
| 10 | Młyniska                               | 3.404           | 4,18             | 814               |
| 11 | Nowy Port                              | 10.684          | 2,28             | 4.689             |
| 12 | Oliwa                                  | 17.728          | 18,40            | 963               |
| 13 | Olszynka                               | 3.209           | 7,97             | 403               |
| 14 | Orunia-Św. Wojciech-Lipce              | 15.867          | 19,63            | 808               |
| 15 | Osowa                                  | 13.245          | 14,13            | 937               |
| 16 | Piecki-Migowo                          | 22.852          | 4,32             | 5.294             |
| 17 | Przeróbka                              | 4.816           | 7,10             | 679               |
| 18 | Przymorze Małe                         | 15.348          | 2,33             | 6.594             |
| 19 | Przymorze Wielkie                      | 30.346          | 3,12             | 9.736             |
| 20 | Rudniki                                | 1.452           | 14,19            | 102               |
| 21 | Siedlce                                | 14.359          | 2,64             | 5.433             |
| 22 | Stogi                                  | 12.128          | 10,96            | 1.106             |
| 23 | Strzyża                                | 5.759           | 1,09             | 5.301             |
| 24 | Suchanino                              | 11.234          | 1,40             | 8.018             |
| 25 | Śródmieście                            | 30.648          | 5,62             | 5.449             |
| 26 | Ujeścisko-Łostowice                    | 17.797          | 7,79             | 2.283             |
| 27 | VII Dwór                               | 3.820           | 3,01             | 1.268             |
| 28 | Wrzeszcz Dolny                         | 25.817          | 3,52             | 7.330             |
| 29 | Wrzeszcz Górny                         | 24.298          | 6,46             | 3.763             |
| 30 | Wyspa Sobieszewska                     | 3.443           | 35,79            | 96                |
| 31 | Wzgórze Mickiewicza                    | 2.570           | 0,53             | 4.870             |
| 32 | Zaspa-Młyniec                          | 14.295          | 1,23             | 11.601            |
| 33 | Zaspa-Rozstaje                         | 12.794          | 2,03             | 6.296             |
| 34 | Żabianka-Wejhera-Jelitkowo-Tysiąclecia | 18.546          | 2,33             | 7.947             |

## Società

### Evoluzione demografica
L'evoluzione demografica di Danzica:
dal 1939 al 2020

## Cultura

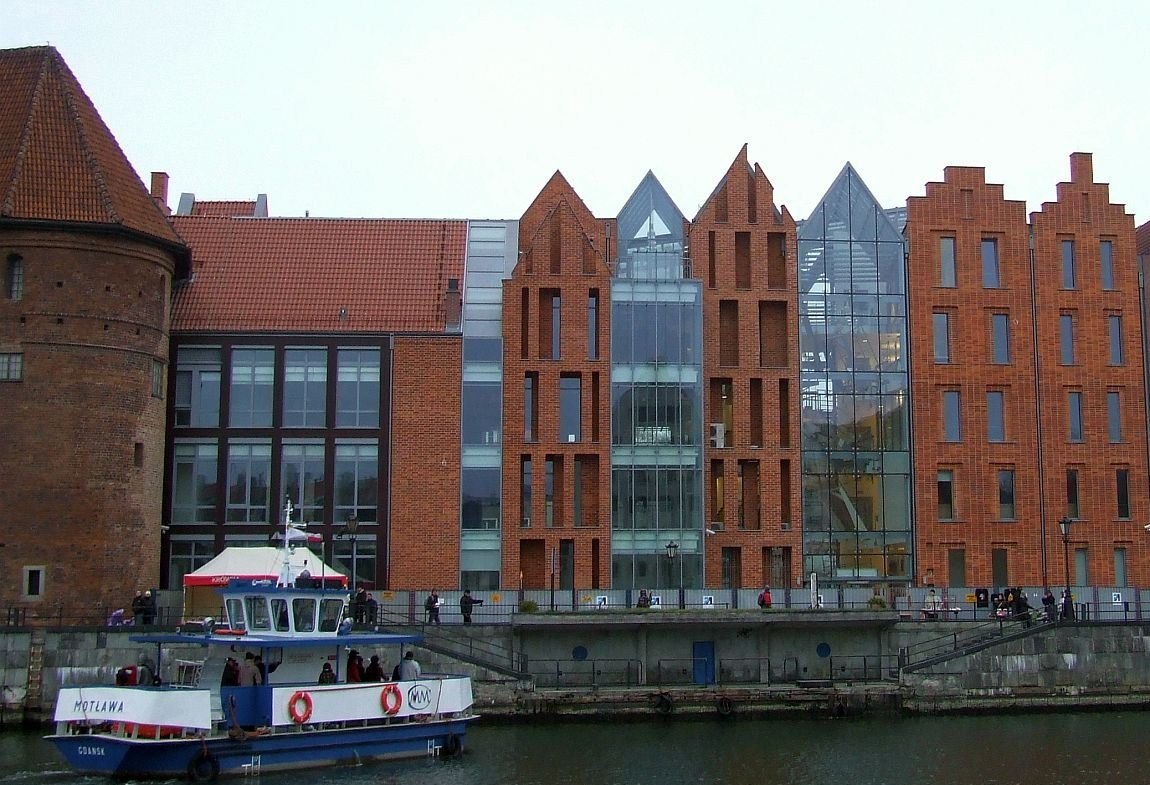
Museo Marittimo Centrale di Danzica

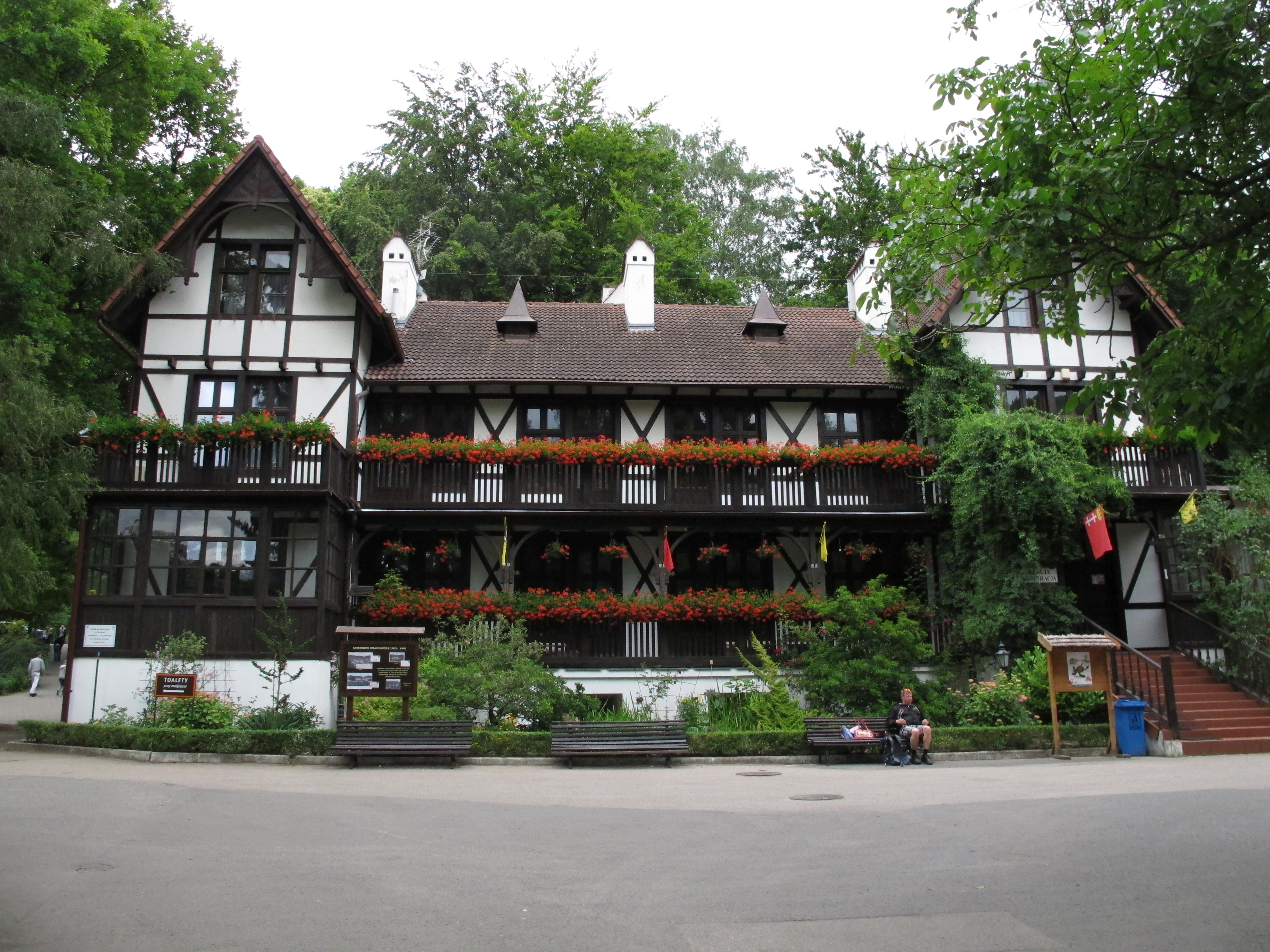
Edificio storico dello zoo

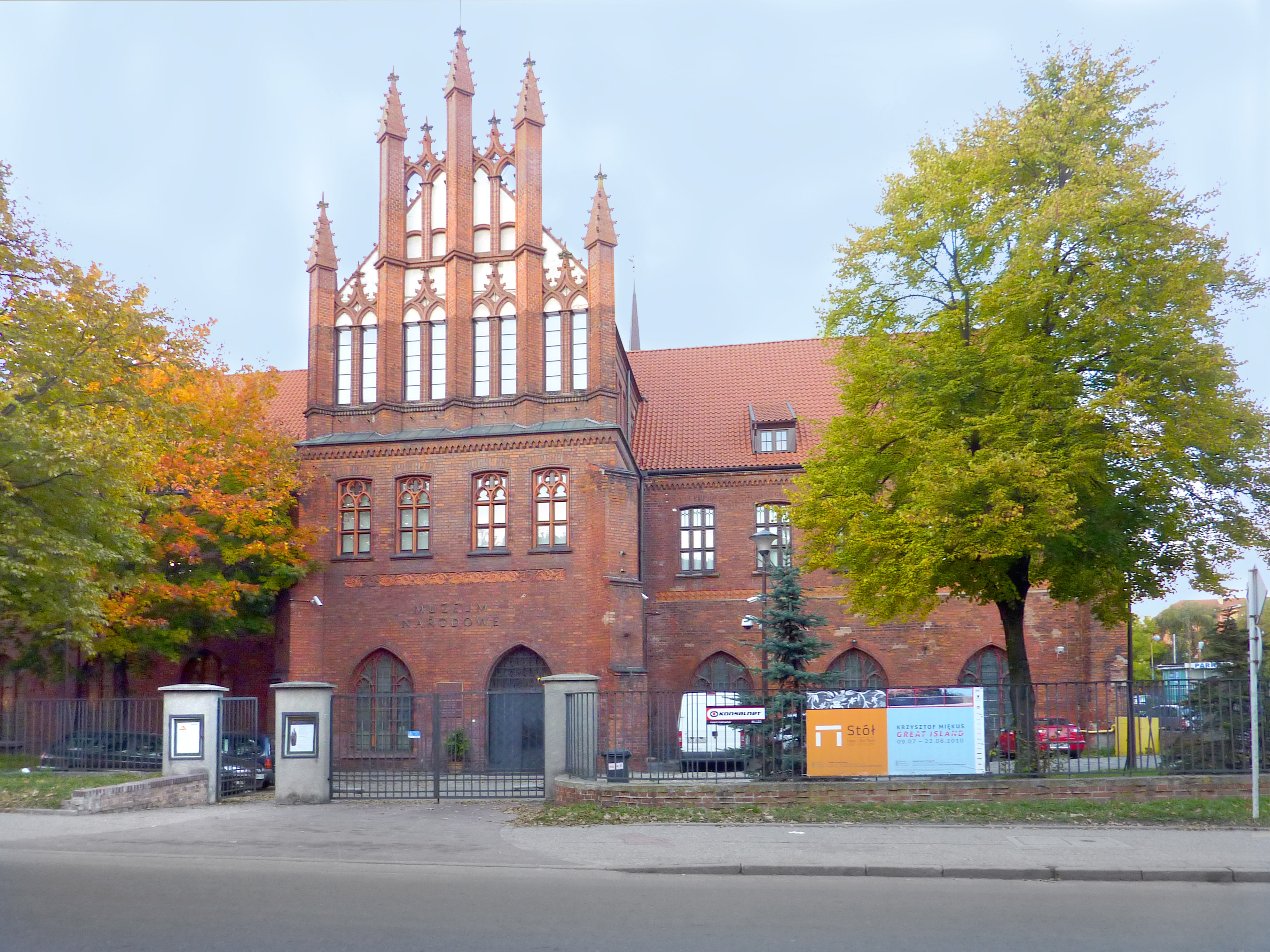
Museo Nazionale di Danzica

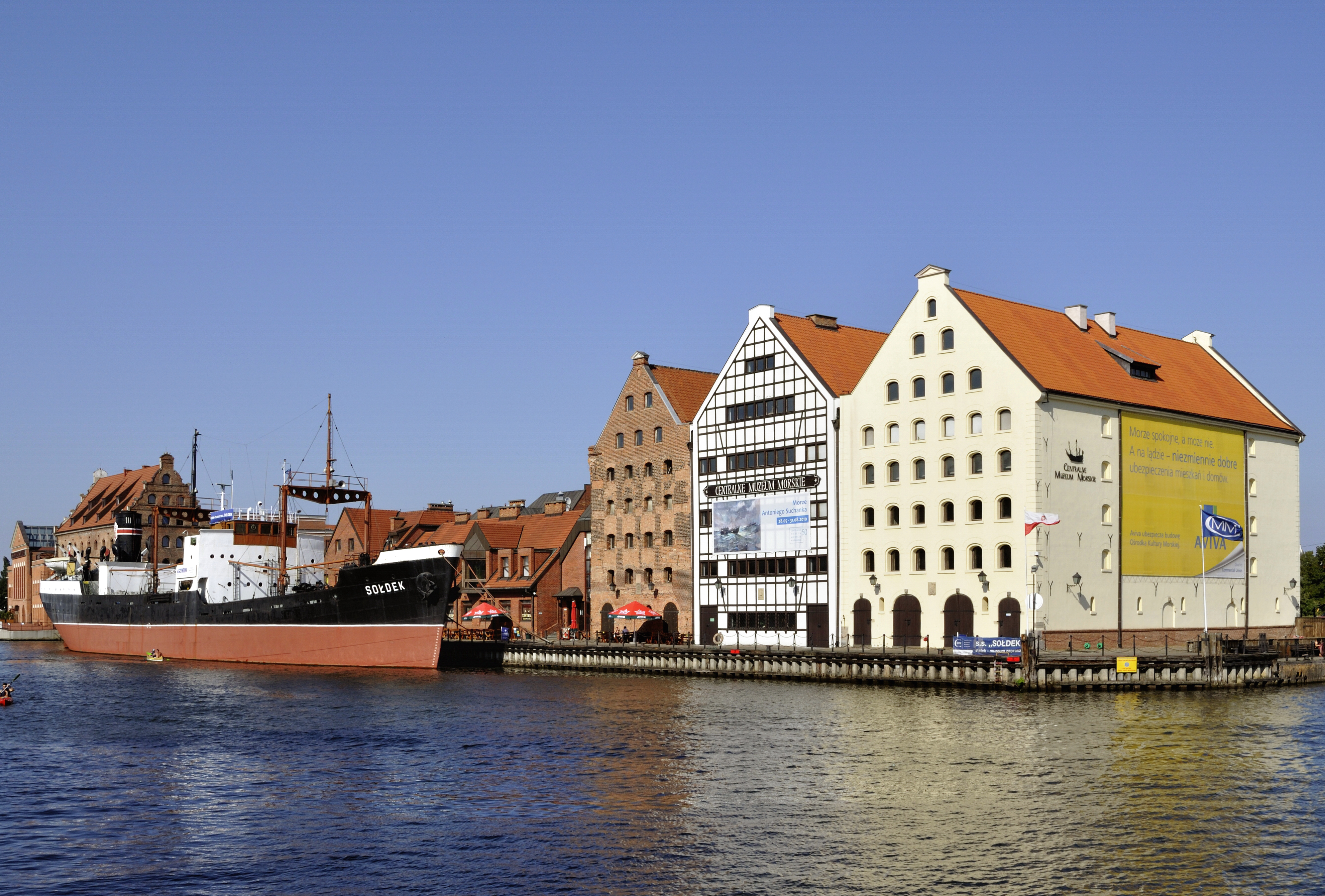
Museo Marittimo e SS Sołdek

Danzica è uno dei più grandi centri culturali della Polonia. A Danzica si trovano numerosi musei, 4 teatri, l'Opera Baltica, l'Orchestra Filarmonica Baltica e il parco zoologico di Oliwa (il più grande della Polonia).

### Festival
Ogni anno si svolge la tradizionale Fiera di San Domenico (Jarmark św. Dominika), un evento risalente al 1260, celebrato in onore di San Domenico, venne istituito dai frati domenicani giunti in città per onorare il santo ed è perdurato quasi senza interruzioni fino a oggi. L’evento è tra i più antichi del mondo oltre ad essere il più grande evento all'aperto, commerciale e culturale della Polonia e uno dei più grandi d'Europa. Si svolge nel centro storico in estate, dalla metà di luglio fino alla fine di agosto. Nei giorni della fiera vengono organizzati eventi, spettacoli, mostre, parate e allestite numerose bancarelle adibite al commercio e alla gastronomia.
Nella città durante l'anno, si svolgono numerosi festival ed eventi come il Festival Shakespeariano che si tiene una volta all'anno. Nel XVI secolo, Danzica ospitò il teatro shakespeariano in tour all'estero. Il 19 settembre 2014 è stato inaugurato il nuovo Teatro Shakespeariano (Teatr Szekspirowski), progettato e realizzato dall'architetto Renato Rizzi, che risorge nel luogo originario del storico teatro di Shakespeare.

### Musei
La città grazie al suo ingente patrimonio storico-culturale, ospita numerosi musei con opere di grande valore artistico e culturale. Il Museo Storico di Danzica custodisce monumenti ed edifici di grande pregio, il museo è diviso in varie succursali che costituiscono il suo patrimonio artistico come: la corte d'Artù, casa di Uphagen ecc. Il Museo Nazionale di Danzica contiene una serie di importanti opere, tra cui Giudizio Universale di Hans Memling, è diviso in diverse succursali, le quali conservano opere secondo diverse categorie come: il dipartimento di Arte antica o il dipartimento di Arte contemporanea ecc. Il Museo Nazionale Marittimo di Danzica, ha sede accanto alla gru portuale, e si occupa della storia marittima della città. Il museo ha diverse succursali come: la nave museo SS Sołdek, che è ancorata sul fiume Motława, fu la prima nave costruita nel dopoguerra in Polonia. Invece gli altri dipartimenti, si trovano al di fuori della città.
Nel 2014 è stato inaugurato il Centro Europeo Solidarność (Europejskie Centrum Solidarności), museo dedicato al movimento sindacale Solidarność, con lo scopo di promuovere e preservare il patrimonio di "Solidarność" per le generazioni future. Il 23 marzo 2017 apre il "Museo della seconda guerra mondiale di Danzica" (Muzeum II Wojny Światowej w Gdańsku), il quale offre una intensa testimonianza, con installazioni multimediali e oggetti storici, delle violenze accadute durante la seconda guerra mondiale nella città, in Polonia e nel mondo. L'area espositiva è di 23 000 m² di cui 5 000 m² di esposizione fissa.
I principali musei della città sono:
- Museo Nazionale di Danzica (Muzeum Narodowe w Gdańsku) e le sue succursali;
- Museo Storico di Danzica (Muzeum Historyczne Miasta Gdańska) e le sue succursali;
- Museo Nazionale Marittimo di Danzica (Narodowe Muzeum Morskie) e le sue succursali;
- Museo Archeologico di Danzica (Muzeum Archeologiczne w Gdańsku);
- Centro Europeo Solidarność (Europejskie Centrum Solidarności w Gdańsku);
- Museo della Seconda Guerra Mondiale di Danzica (Muzeum II Wojny Światowej w Gdańsku).

### Istruzione

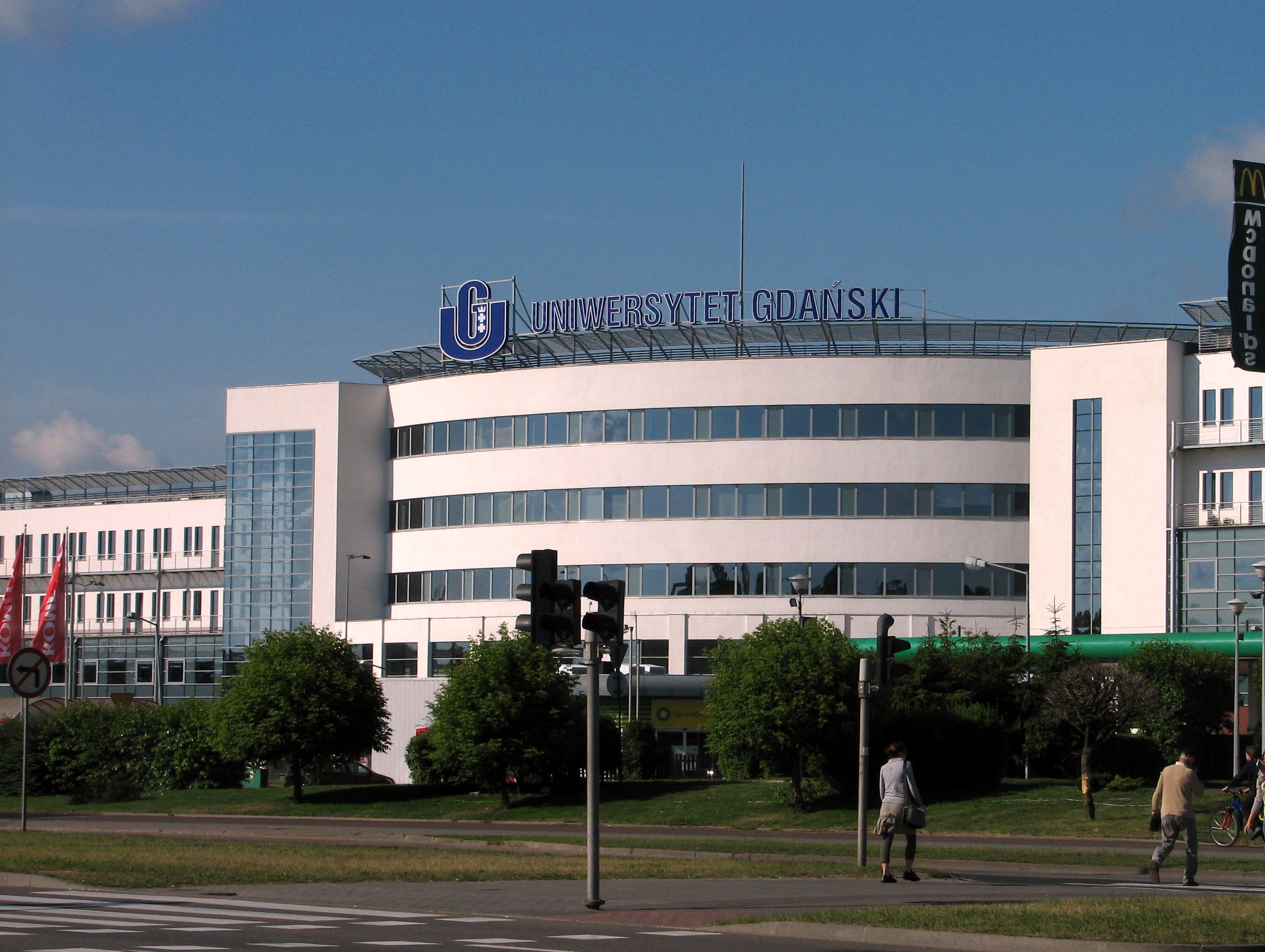
Università di Danzica

Politecnico di Danzica

Nel 2008, nella città studiavano: 78.626 studenti, rendendo così Danzica uno dei più grandi centri universitari della Polonia.
Principali atenei di Danzica:
- Università di Danzica (Uniwersytet Gdański);
- Politecnico di Danzica (Politechnika Gdańska);
- Accademia medica di Danzica (Gdańska akademia medyczna);
- Accademia di educazione fisica di Danzica (Gdańska akademia wychowania fizycznego);
- Accademia di belle arti di Danzica (Akademia Sztuk Pięknych);
- Accademia di musica (Akademia Muzyczna);
- Università del turismo e dell'industria alberghiera di Danzica (Wyższa Szkoła Turystyki i Hotelarstwa w Gdańsku).

Oltre alle università statali, a Danzica vi si trovano alcune università private e diversi centri di ricerca.

## Economia

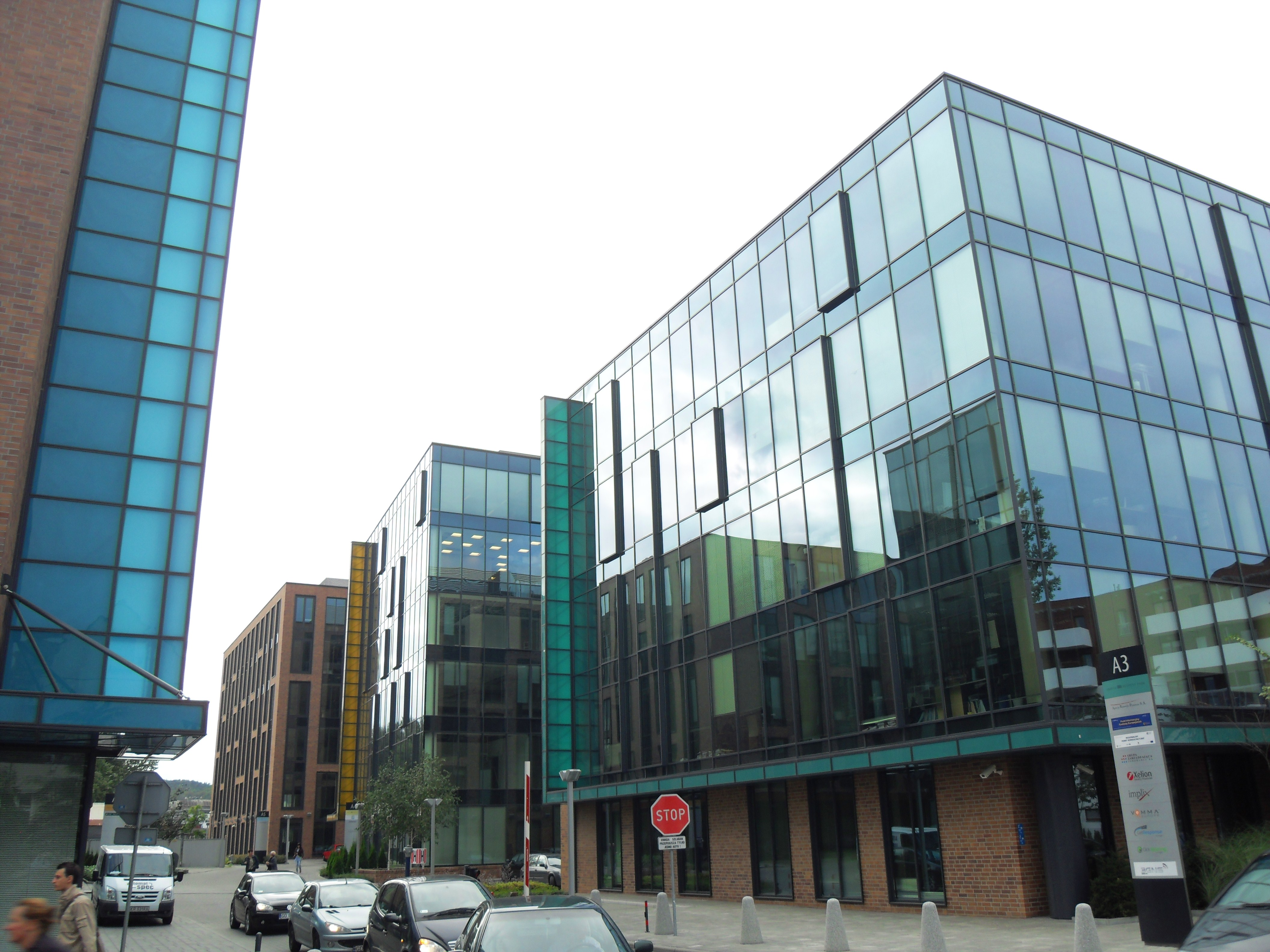
Centro finanziario di Danzica

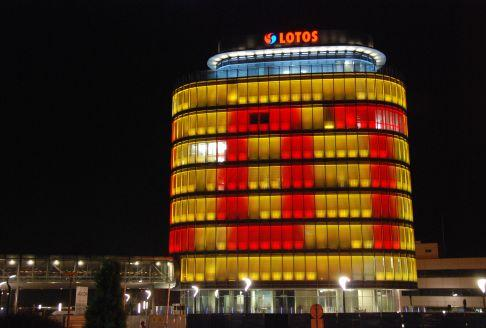
Sede del gruppo Lotos

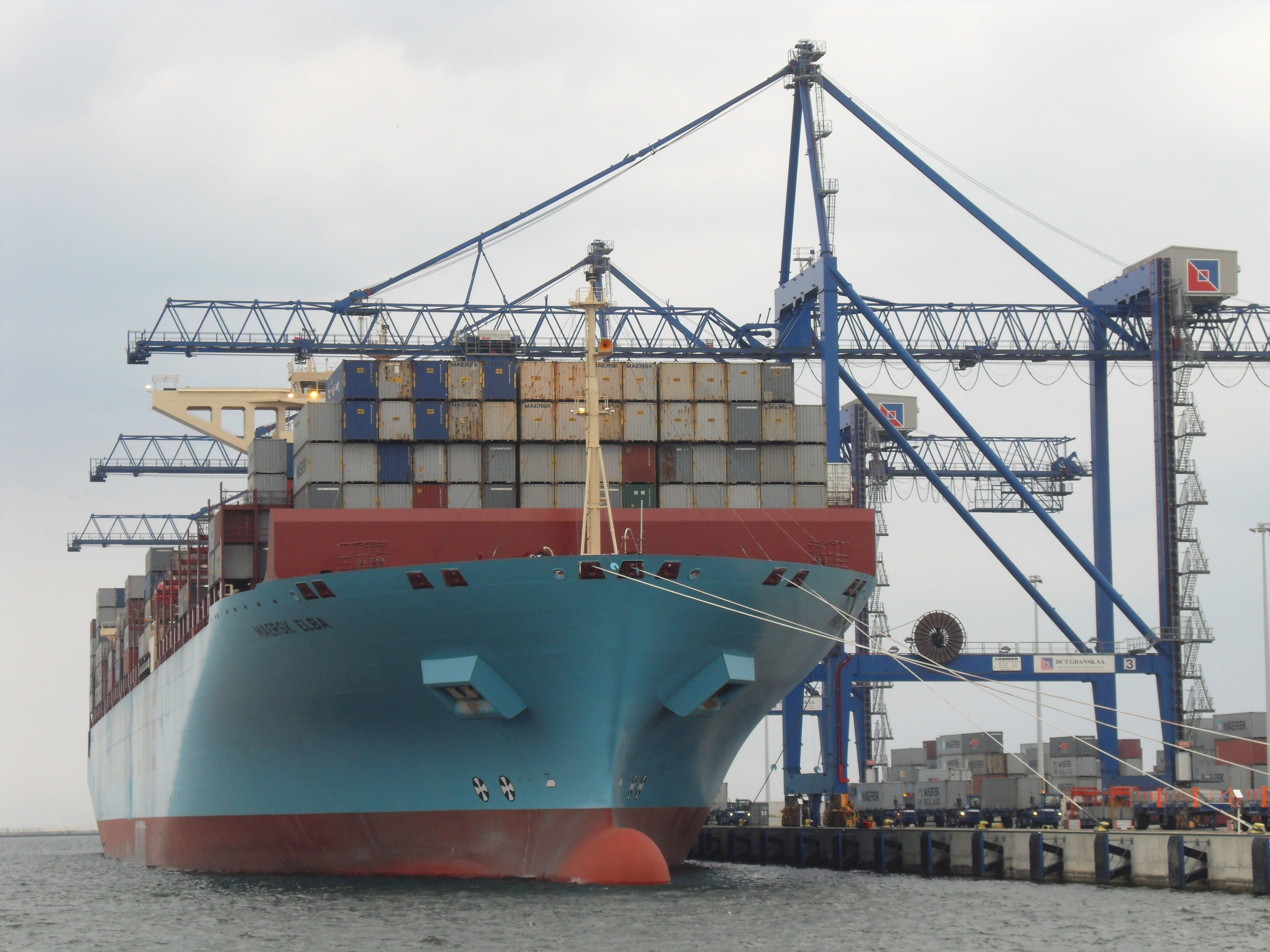
Il porto commerciale di Danzica

Il panorama industriale della città è dominato dalle costruzioni navali, dall'industria petrolchimica e chimica e dall'agroalimentare. Sono attive molte aziende del settore high-tech, in particolare nei comparti dell'elettronica, telecomunicazioni, ingegneria informatica e servizi internet. Molto presenti sono i settori cosmetico e farmaceutico.
La lavorazione dell'ambra è una parte fondamentale dell'economia locale, come nella maggior parte dei depositi dell'ambra nel mondo. La si trova in abbondanza lungo la costa del Mar Baltico.
Il voivodato della Pomerania, Danzica e le altre due città che costituiscono la Tripla Città sono le principali destinazioni turistiche, nei mesi estivi, per milioni di polacchi e cittadini dell'Unione europea, che affollano le spiagge della costa del Mar Baltico.
Nella storia Danzica per più di trecento anni, dal XV secolo fino al XVIII secolo, grazie al suo porto e alle esportazioni in tutta l'Europa, ebbe un intenso periodo di attività economica, che portò allo sviluppo della città e alla crescita demografica.
Le principali aziende presenti a Danzica sono:
| - Gruppo Lotos, petrolchimico - Petrobaltic, petrolchimico - Elnord, energia - Llentabhallen, siderurgico - Elektrociepłownie Wybrzeże, energia - Energa Trading, energia - PKN Orlen, petrolchimico - Fosfory Ciech, chimico - Compuware, high-tech - Lufthansa Systems, high-tech | - Intel, high-tech - IBM, high-tech - Fineos, high-tech - Wirtualna Polska, servizi internet - Skanska, edilizia - Stocznia Gdańskа, cantiere navale - Stocznia Północna, cantiere navale - Dr. Oetker, agroalimentare - Stabilator, edilizia - Crist, cantiere navale |

## Infrastrutture e trasporti

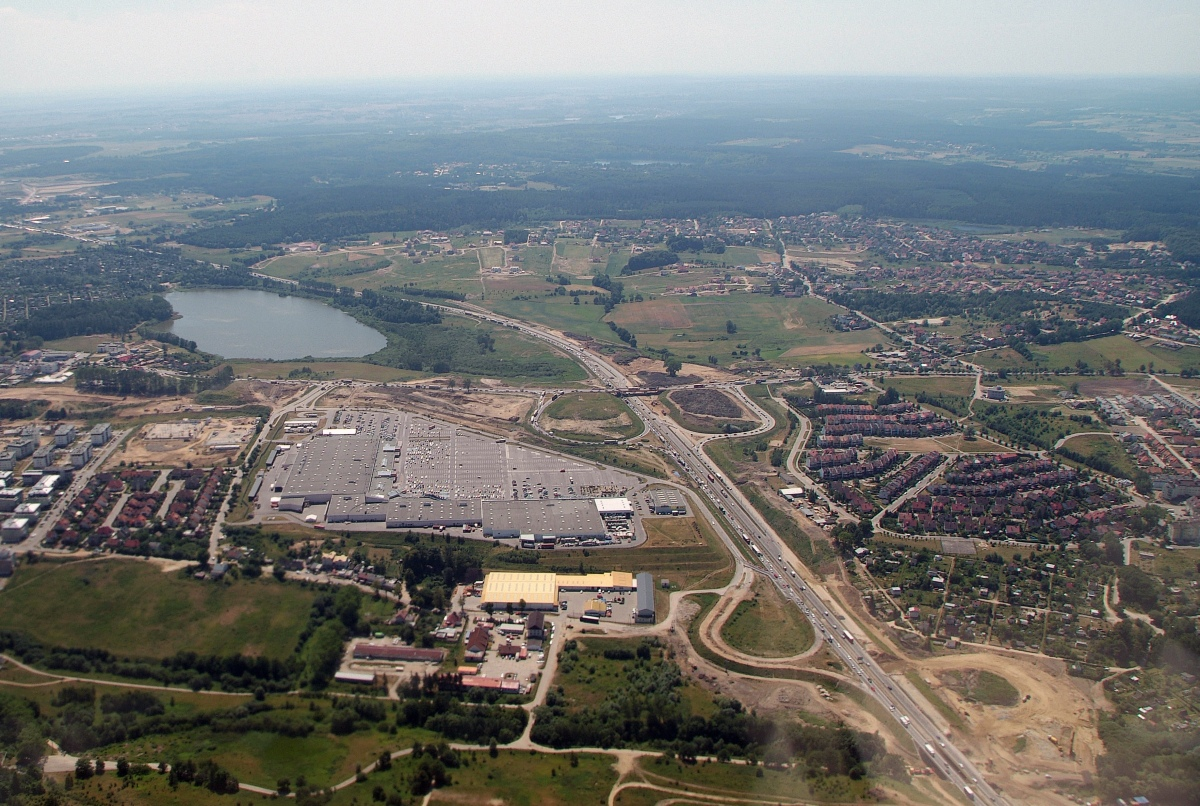
Circonvallazione della Tripla Città

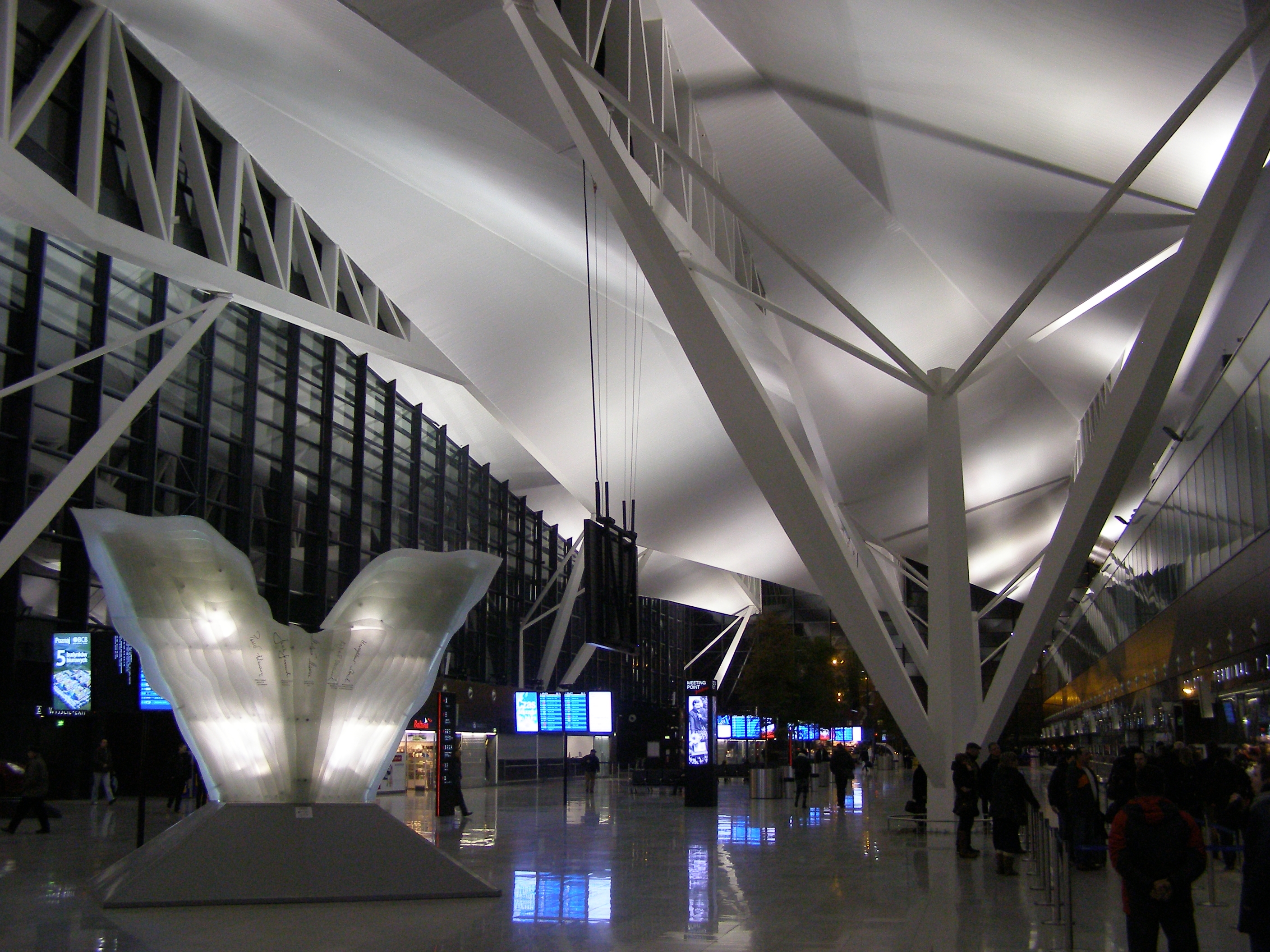
Aeroporto di Danzica-Lech Wałęsa

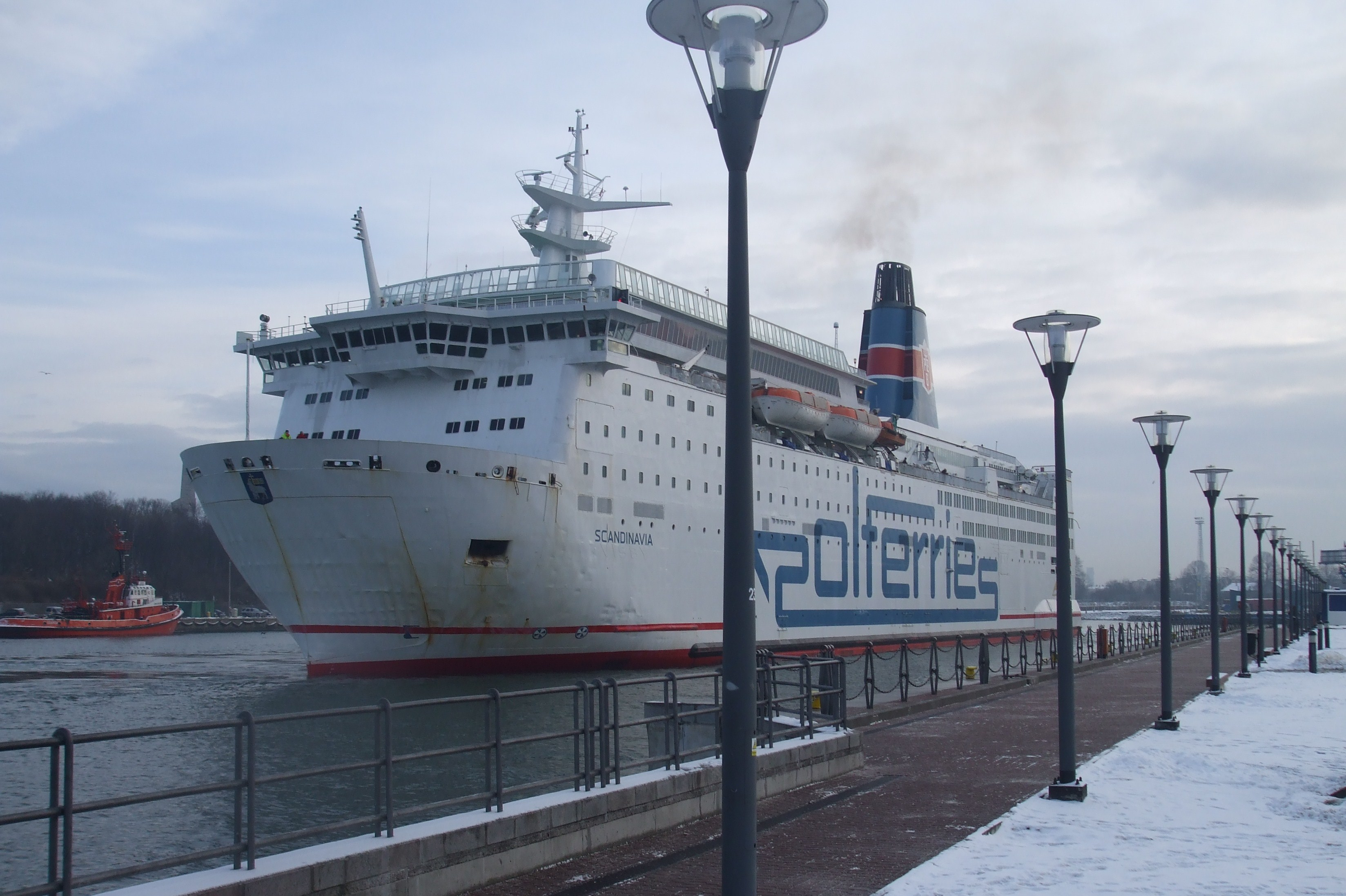
Nuovo Porto di Danzica

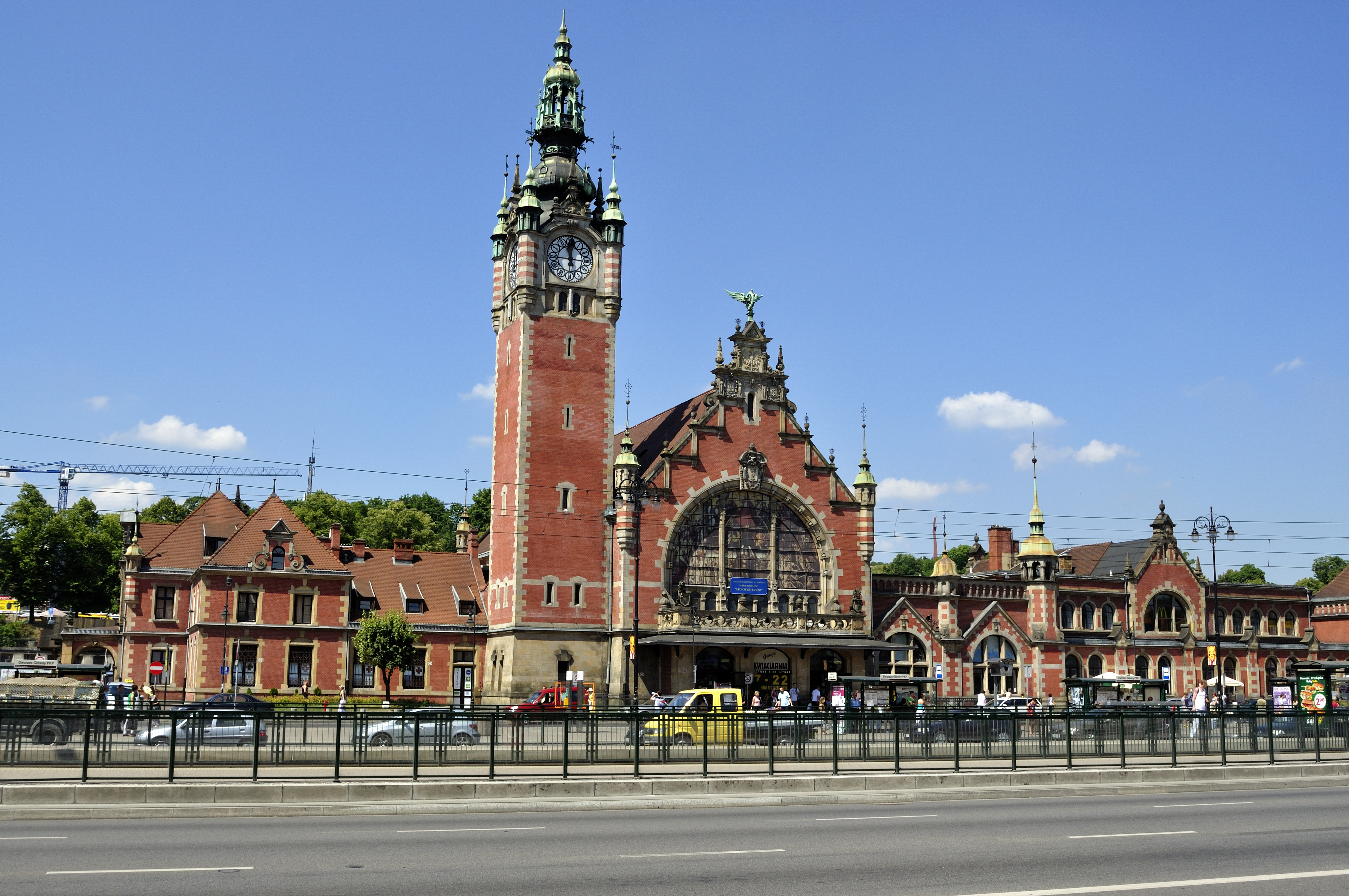
Stazione centrale di Danzica

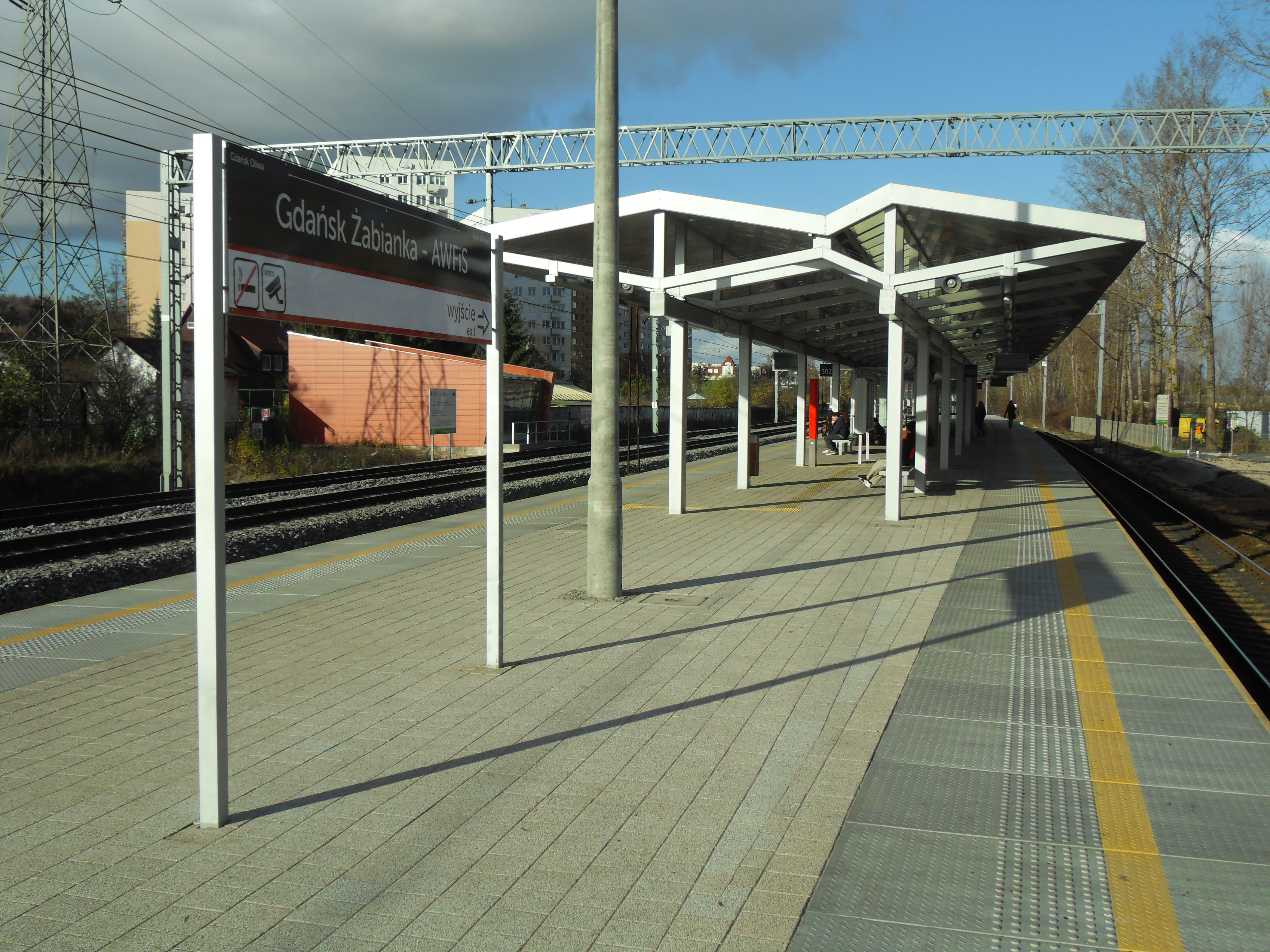
Fermata SKM di Żabianka

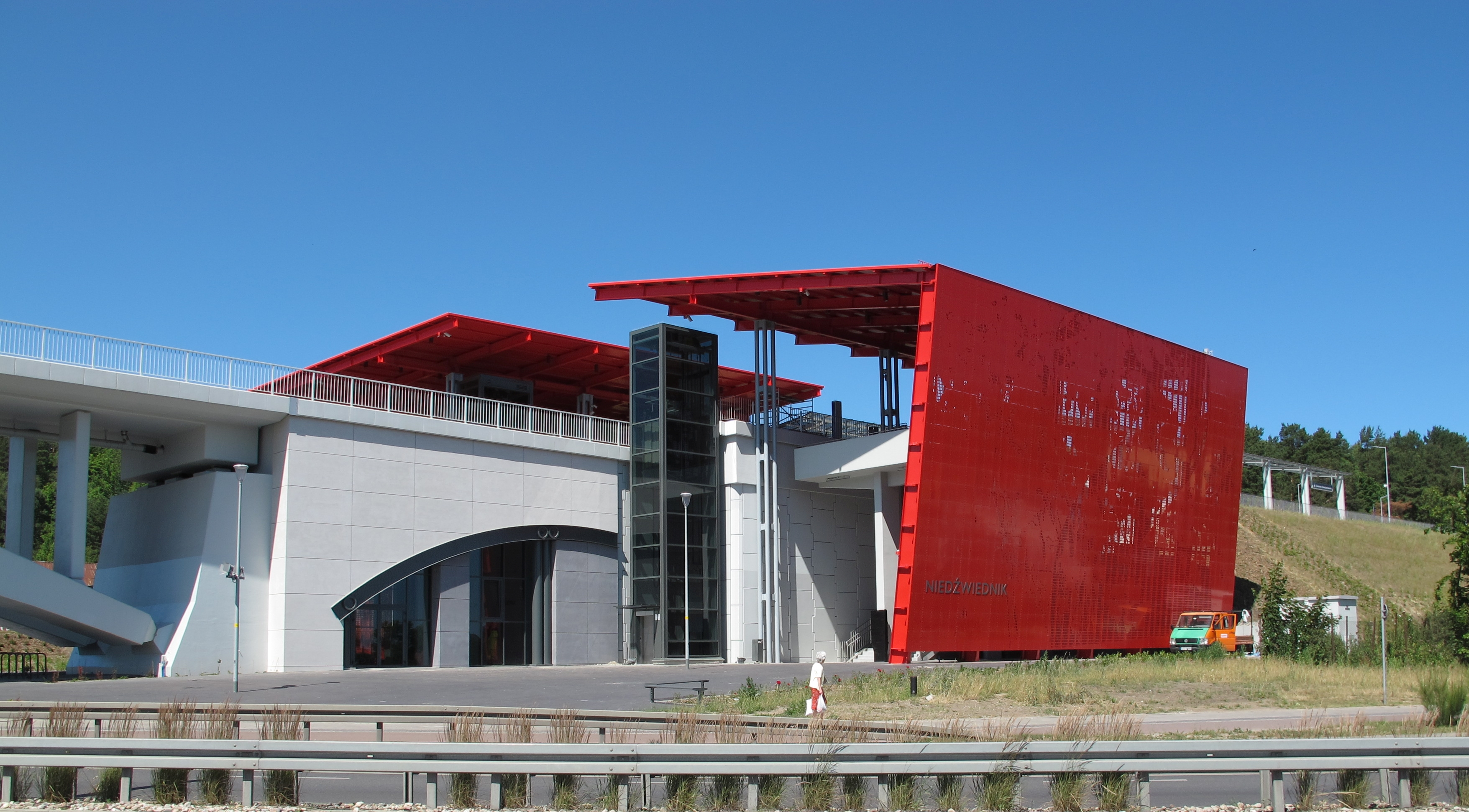
Ferrovia Metropolitana Pomerana

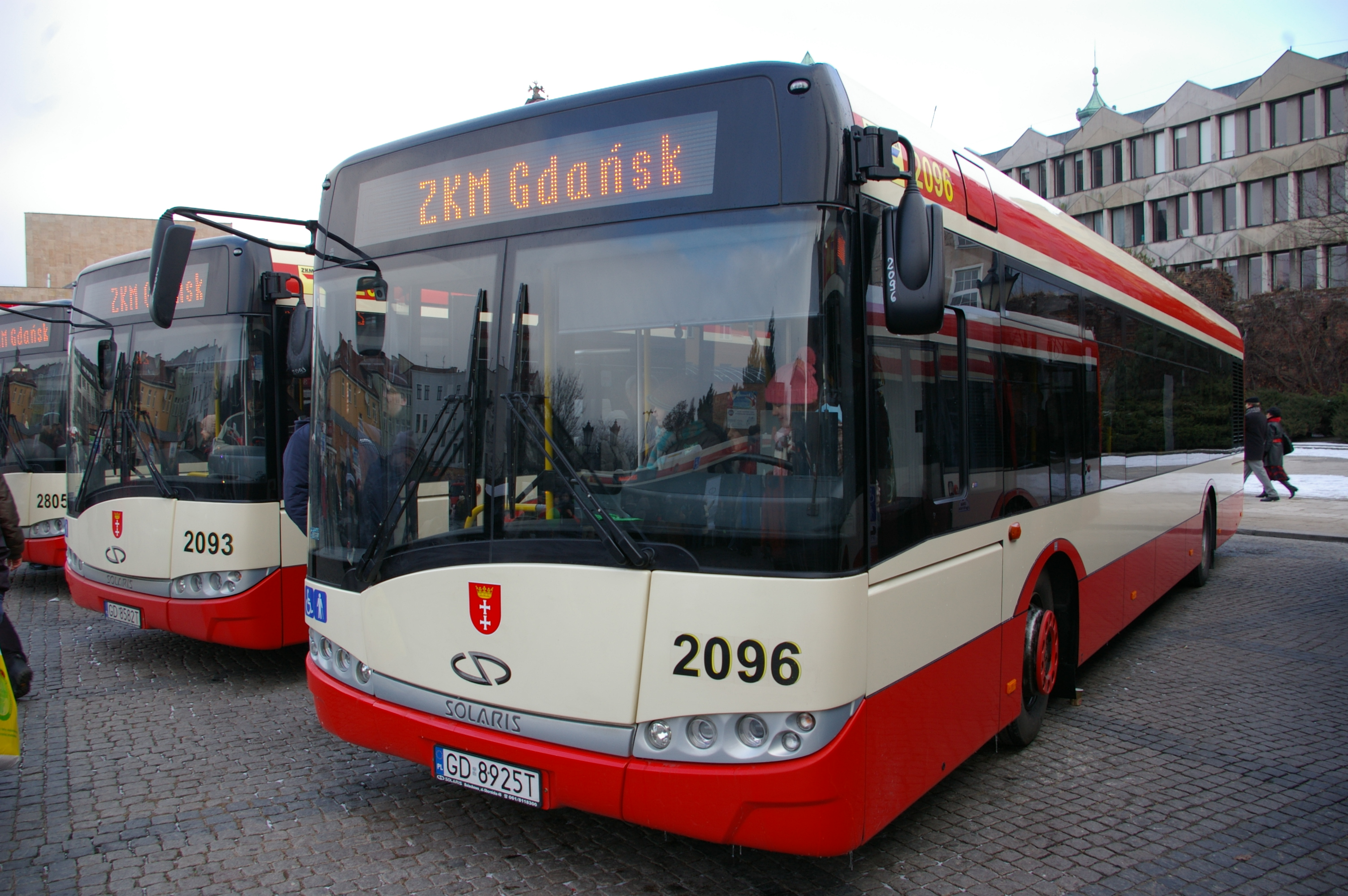
Autobus di Danzica

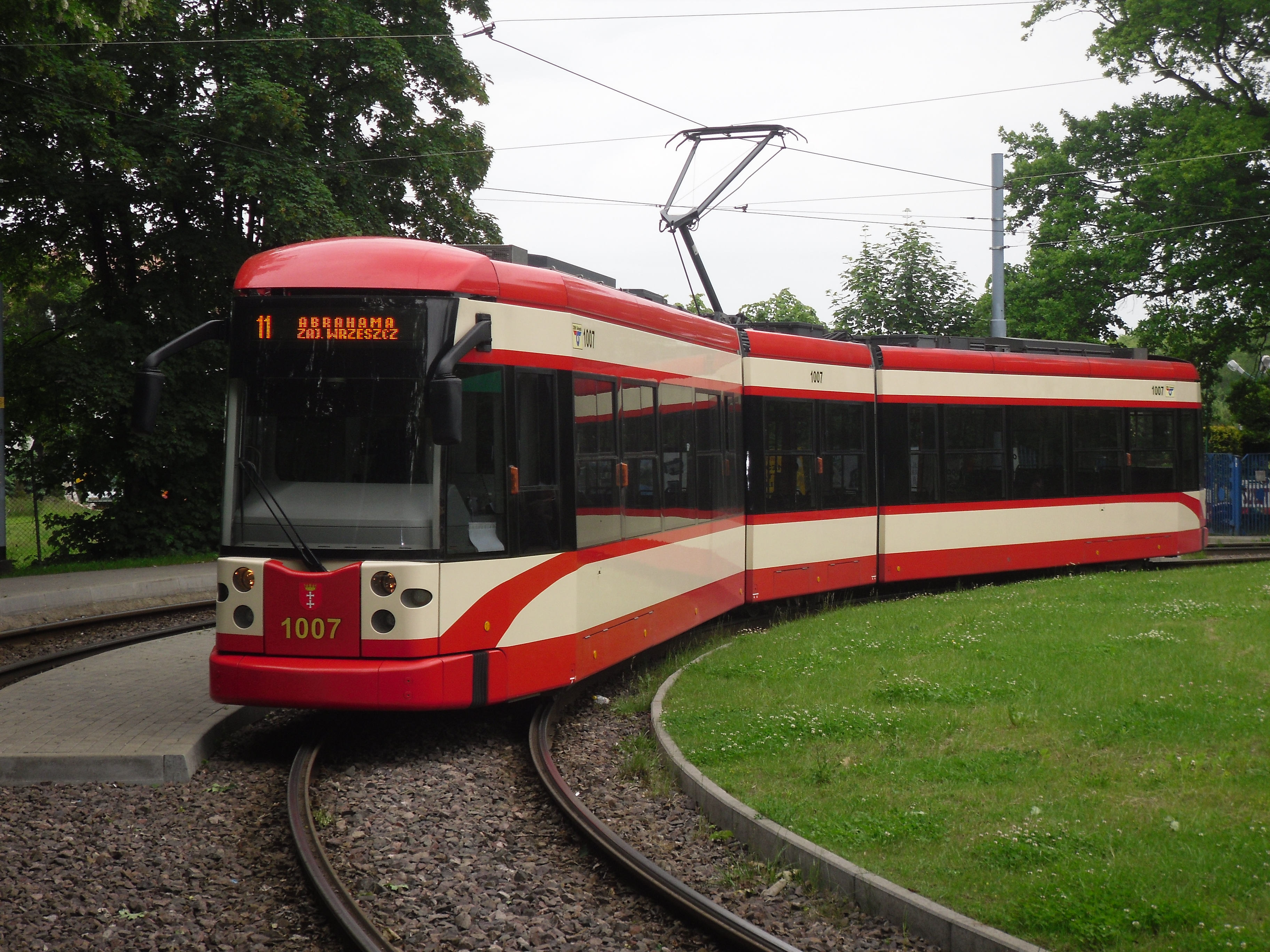
Tram di Danzica

La città possiede una rete stradale ben sviluppata. A Danzica si incrociano tre strade europee: E28, E75 e la E77. Inoltre la circonvallazione lunga 38.6 km, a veloce percorrenza, collega la città di Danzica con Gdynia e Sopot (Tripla Città), e costituisce un'estensione dell'autostrada A1.
I trasporti pubblici di Danzica sono garantiti dalle società: ZTM (Zarząd Tansportu Miejskiego), di proprietà della ZKM (Zakład Komunikacji Miejskiej sp. z o.o.), PKS Gdańsk, e dalla PKP.
Nell'ambito del trasporto turistico estivo, le città di Danzica, Sopot e Hel hanno avviato nel 2006 il tram d'acqua. Si tratta di motonavi come quelle che operano a Venezia, collegano Danzica con Hel e Sopot. Sono divisi in tre linee:
- F1 – Danzica-Hel
- F2 – Sopot-Hel
- F4 – Danzica-Sobieszewo

### Aereo
L'aeroporto di Danzica-Lech Wałęsa (Gdańsk-Rębiechowo), è situato entro i confini della città, nel quartiere di Matarnia. Il terzo aeroporto della Polonia  in termini di volume di traffico dei passeggeri (dopo Varsavia, Cracovia e subito davanti a Katowice), nel 2024 ha gestito 6 714 149 passeggeri su linee nazionali e internazionali.

### Marittimo
Il porto marittimo di Danzica è il più grande porto della Polonia. Nel 2008 ha gestito merci con un peso complessivo di 17,07 milioni di tonnellate.
Il vecchio porto di Danzica svolge il compito di attracco per le navi e barche private, in particolare sulle rotte crociere dal porto, a Westerplatte, Sopot e Gdynia (è gestito dalla compagnia di navigazione di Danzica).
Il nuovo porto di Danzica (nowy port Gdański), dispone di un terminal passeggeri, da quale partono traghetti per la Svezia (tramite la compagnia Polferries).

### Ferrovie
La linea ferrovia di Danzica fu inaugurata il 6 agosto 1852, faceva parte della Preußische Ostbahn (Ferrovia della Prussia Orientale). La linea partiva da Berlino passando per Danzica e arrivando a Königsberg (oggi Kaliningrad). Danzica è un importante nodo per il traffico ferroviario sia passeggeri che merci. La città è raggiunta da alcune delle principali linee ferroviarie della Polonia e collegata con tutte le città più grandi del paese. La stazione Centrale è la principale della città e una delle più grandi della Polonia.
Le stazioni principali di Danzica sono:
- PKP Gdańsk Główny (stazione Centrale)
- PKP Gdańsk Oliwa
- PKP Gdańsk Wrzeszcz

#### SKM
Nel dopoguerra è stata creata la SKM (Szybka Kolej Miejska) di proprietà della PKP, diventando la più importante linea ferroviaria a trasporto passeggeri della regione. 
La SKM è un servizio ferroviario suburbano, che collega Danzica con la conurbazione della Tripla Città. Inizialmente il sistema collegava Danzica con Sopot e Gdynia, ma in seguito è stato esteso anche alle città di Słupsk, Lębork, Wejherowo e Tczew. Tuttavia, la linea principale resta la rotta Danzica - Rumia. Il servizio garantisce collegamenti frequenti, che variano da sei minuti a un'ora, a seconda del momento della giornata e della rotta.

#### Ferrovia metropolitana pomerana PKM
È stato completato il progetto della ferrovia metropolitana pomerana (Pomorska Kolei Metropolitalna). Si tratta di una ferrovia suburbana che collega il centro di Danzica con la parte meridionale della città (aeroporto-Lech Wałęsa), oltre ad una estensione verso le città di Gdynia e Żukowo. Il progetto della ferrovia è il più grande investimento infrastrutturale del voivodato della Pomerania, con il costo complessivo di 760 milioni złoty. L'inaugurazione della ferrovia è avvenuta il 30 agosto 2015.

### Bus
La principale azienda adibita al trasporto pubblico locale tramite autobus è la ZTM (ZKM). La rete copre l'intera area della città di Danzica, inoltre collega le città di Sopot, Gdynia, Żukowo e Kolbudy. La rete degli autobus di Danzica è divisa in: 73 linee giornaliere, 11 linee notturne e 2 linee stagionali.
Le principali aziende adibite al trasporto pubblico locale sono:
- ZKM Danzica
- PKS Danzica
- Warbus-line

### Tram
Il primo tram entrò in funzione il 23 giugno 1873. Durante la seconda guerra mondiale il servizio tranviario fu interamente distrutto, nell'aprile del 1945 iniziarono i primi lavori di ricostruzione della linea, la quale non tornò in funzione fino al 1947. I tram come gli autobus di Danzica sono di due colori: il bianco e il rosso, come i colori dello stemma della città.
Attualmente la compagnia ZTM di proprietà della ZKM opera con 126 tram, su una rete di 116,7 km di binari con 211 fermate.

## Specialità

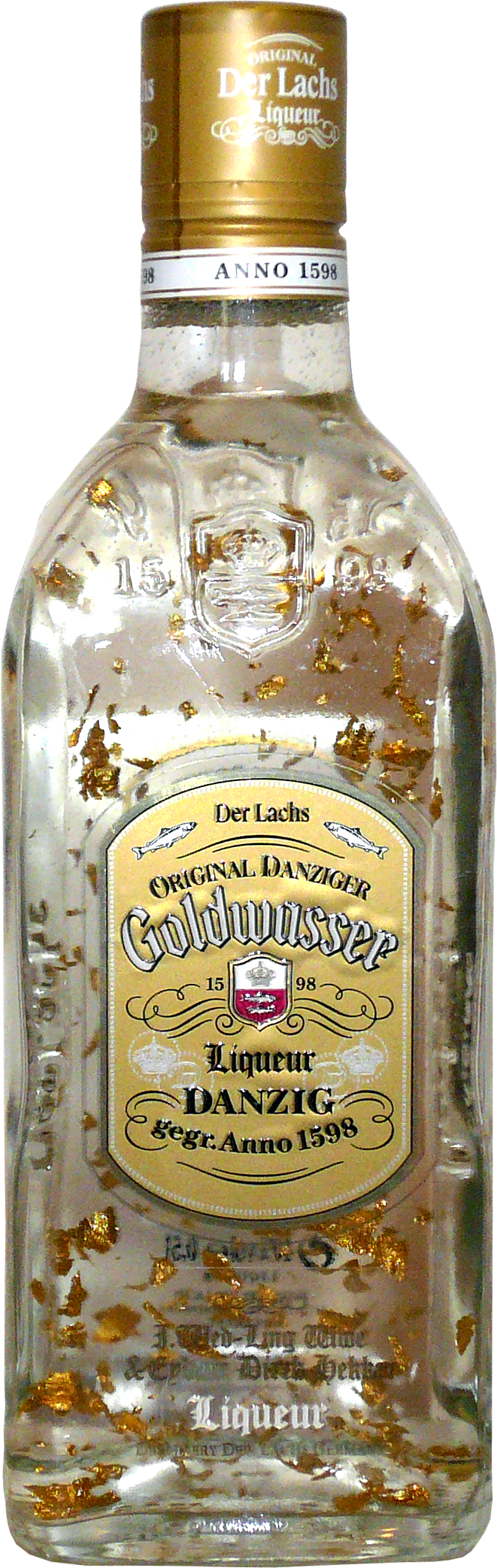
Danziger Goldwasser

Una delle più conosciute specialità di Danzica è la Danziger Goldwasser, è un liquore a base di oli essenziali, erbe aromatiche e scaglie d'oro di circa 22 carati, ha una gradazione alcolica di 40°. Questa bevanda fu inventata dall'olandese Ambrosius Vermöllen, trasferitosi a Danzica nel 1598.
La leggenda narra, che quando il re Sigismondo III, dopo la sua incoronazione avvenuta nel 1587, visitò Danzica. All'arrivo del re gli fu offerta la Goldwasser, come dono di benvenuto nella città. Il quale dopo averla bevuta cantò le lodi alla bevanda dorata per tutto il tragitto nella città.
Oggi è possibile acquistare la Danziger Goldwasser in tutta la città (ad un prezzo molto accessibile). Tuttavia non la si produce più, poiché la produzione è stata spostata in Germania dopo l'acquisto del marchio. L'edificio originario della distilleria Der Lachs Goldwasser esiste tutt'oggi, anche se non più operativo, rimane intatto ed ospita l'esclusivo ristorante "Pod Łososiem" (Sotto il salmone).
Vari marchi polacchi di Danzica, producono bevande simili, come: Gdańska Złotówka (Danzica d'Oro) o Złota Woda (Acqua d'Oro) ecc.

## Amministrazione
Danzica è il capoluogo del voivodato della Pomerania, e uno dei maggiori centri economici ed amministrativi della Polonia. Molte agenzie vitali del governo locale e statale hanno i loro uffici centrali in questa città:
- Ufficio dell'Amministrazione Distrettuale
- Governo Distrettuale
- Agenzia Ministeriale per il Tesoro Statale
- Agenzia per la Protezione dei Consumatori e della Concorrenza
- Ufficio Regionale dell'Assicurazione Nazionale
- Corte d'Appello
- Alta Corte Amministrativa.

### Gemellaggi
| - Brema, dal 1976 - Turku, dal 1987 - Barcellona, dal 1990 - Cleveland, dal 1990 - Kalmar, dal 1991 - Helsingør, dal 1992 - Marsiglia, dal 1992 - Rouen, dal 1992 - Kaliningrad, dal 1993 - Sefton, dal 1993 - Astana, dal 1996 | - Odessa, dal 1996 - San Pietroburgo, dal 1997 - Rotterdam, dal 1998 - Vilnius, dal 1998 - Nizza, dal 1999 - Newcastle upon Tyne, dal 2001 - Shanghai, dal 2004 - Palermo, dal 2005 - Bytów, dal 2007 - Omsk, dal 2008 - Gand, dal 2009 |

## Sport

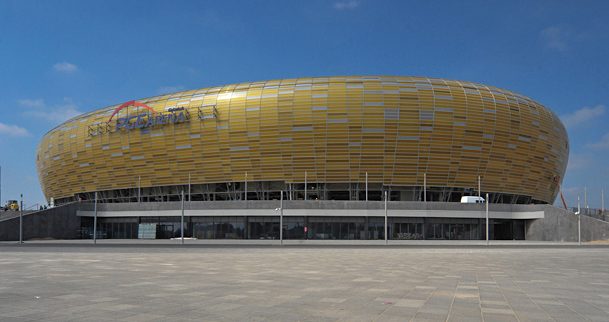
PGE Arena Gdańsk

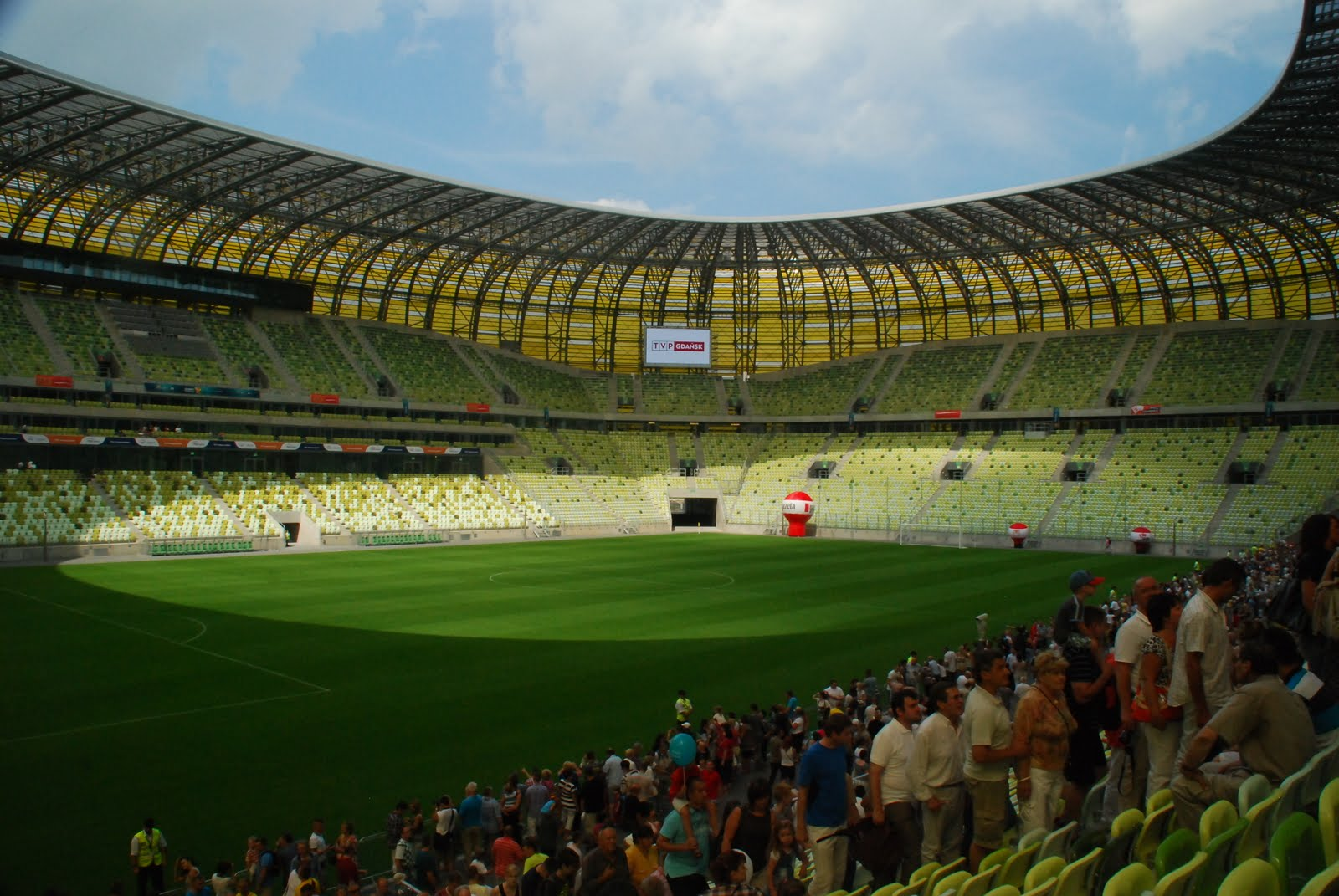
Interno di PGE Arena Gdańsk

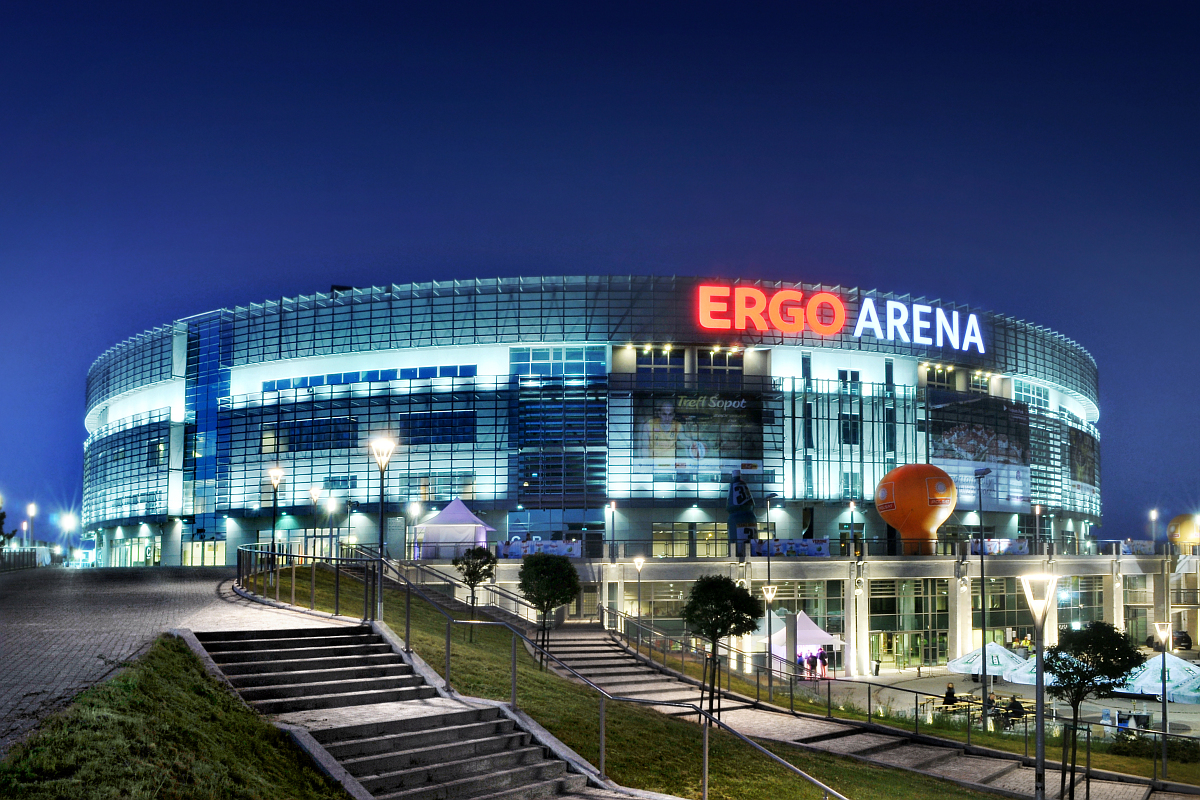
Ergo Arena

La città ospita numerose società sportive professionali, di tutte le categorie. La più importante società calcistica è Lechia Gdańsk, fondata nel 1945 di prima divisione nel campionato polacco. La società ha sede nel nuovo stadio PGE Arena Gdańsk, che ha ospitato gli Europei di calcio 2012. Lo stadio è stato progettato in modo da assomigliare all'ambra, la quale si trova in abbondanza sulla costa della Pomerania. Inoltre è uno tra gli stadi più moderni al mondo ed è considerato anche uno dei più belli stadi d'Europa.
Oltre alla PGE Arena Gdańsk, Danzica possiede numerose altre strutture sportive fra cui lo Stadio MOSiR adibito attualmente per gli allenamenti di Lechia Gdańsk, mentre una delle più grandi al coperto è Ergo Arena. Trattandosi di una città marittima vi si trovano molti club di vela, canottaggio, nuoto ecc.
Società sportive di Danzica:
- Lechia Gdańsk - calcio
- Gedania Gdańsk - calcio
- Polonia Gdańsk - calcio
- GKS Wybrzeże - speedway
- Gdański Auto Moto Klub - motocross
- Stoczniowiec Gdańsk - hockey
- Trefl Gdańsk - pallavolo
- GTS Gdańsk - pallavolo
- Seahawks Gdynia - football americano
- TKKF Stoczniowiec Gdańsk - pugilato, kick-boxing e muay thai
- TKKF Crossroads di Gdańsk - calcio, ecc.
- UKS Jasieniak - pallavolo
- Żabi Kruk - Canoa/kayak
- SMS Gdańsk - pallamano
- AZS AWFiS Gdańsk - ginnastica, judo, atletica, nuoto, rugby, tennis, canottaggio e vela
- Champion Gdańsk - kick-boxing e muay thai
- GKS Morena - calcio
- UKS Suchanik - pallavolo
- Gdański Klub Żeglarski- vela
- Gdańskie Boule - bocce

## Galleria d'immagini

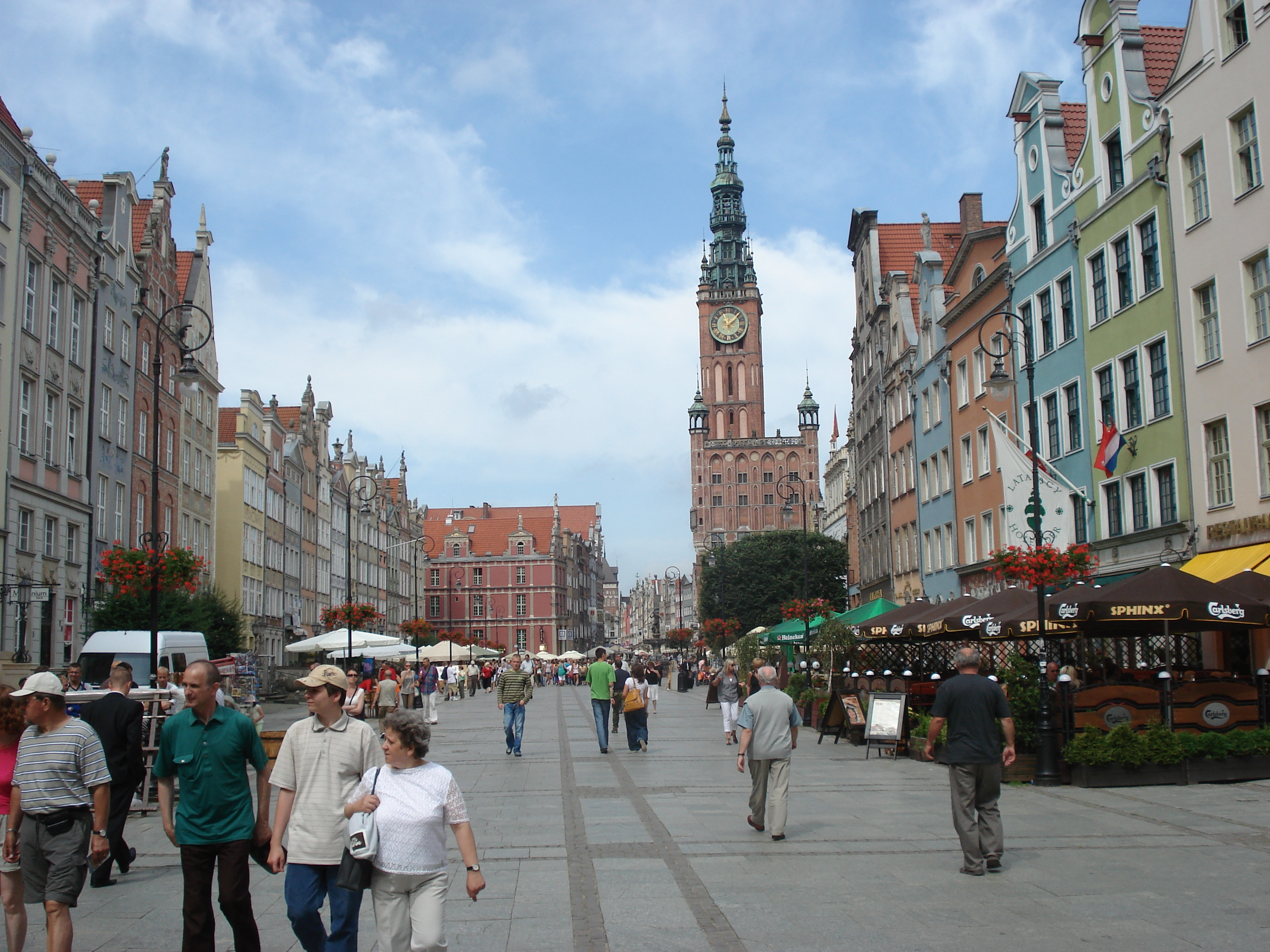
Mercato Lungo
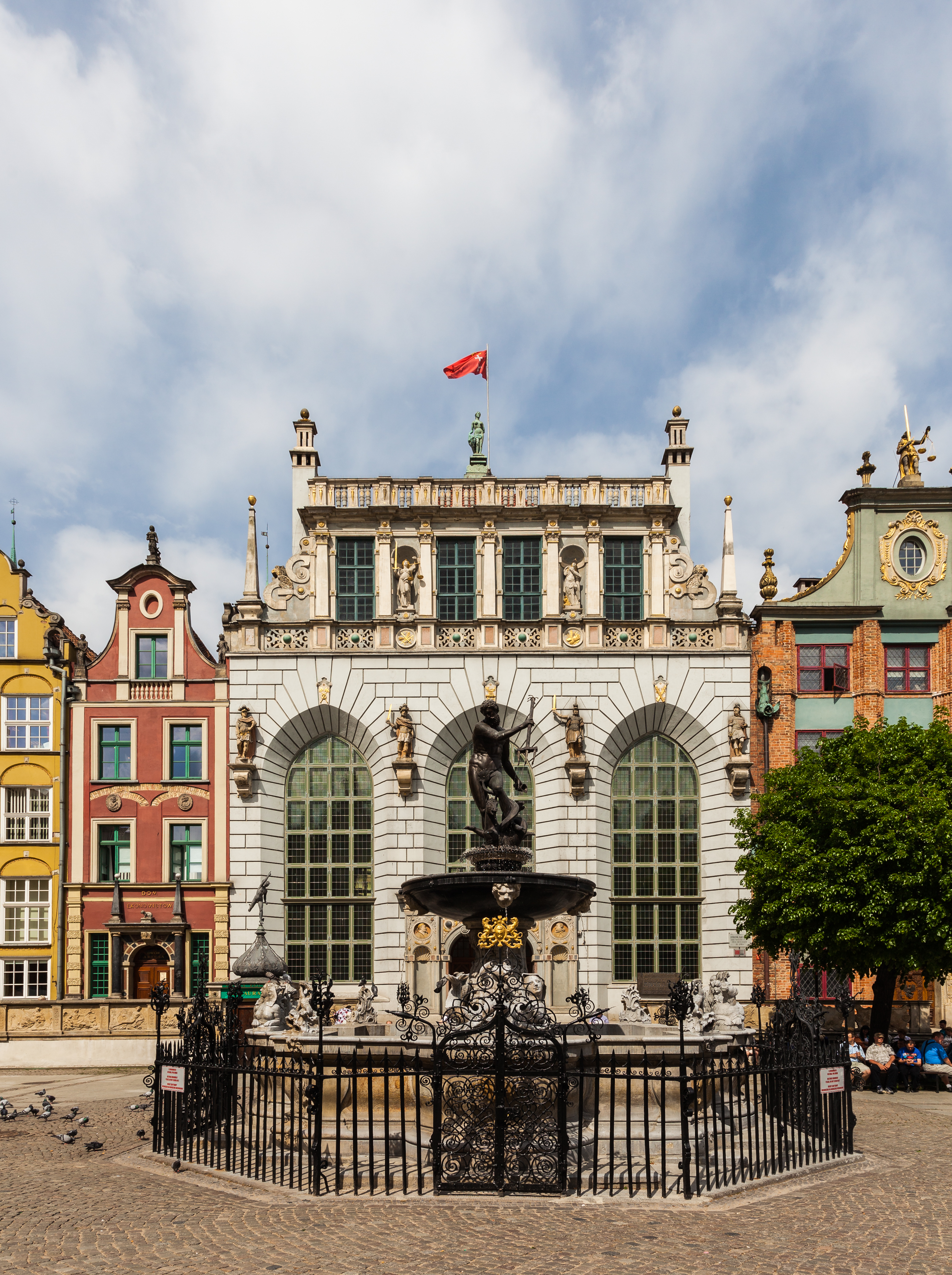
Corte d'Artù
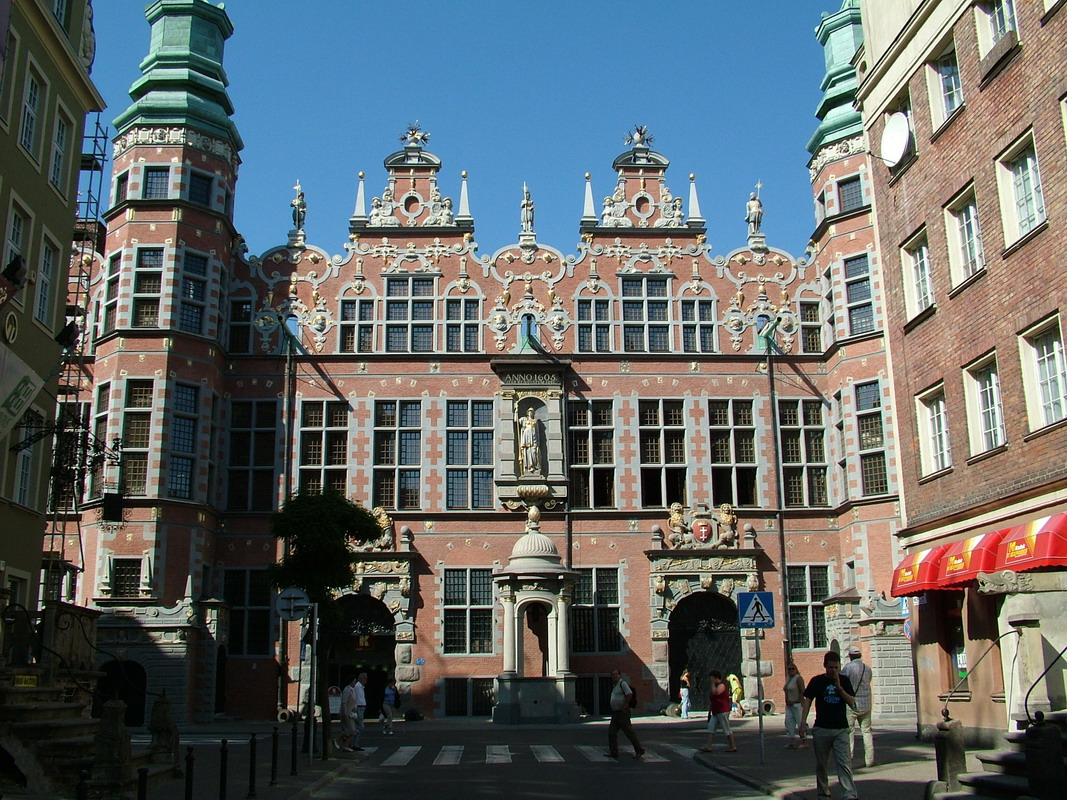
Grande Armeria
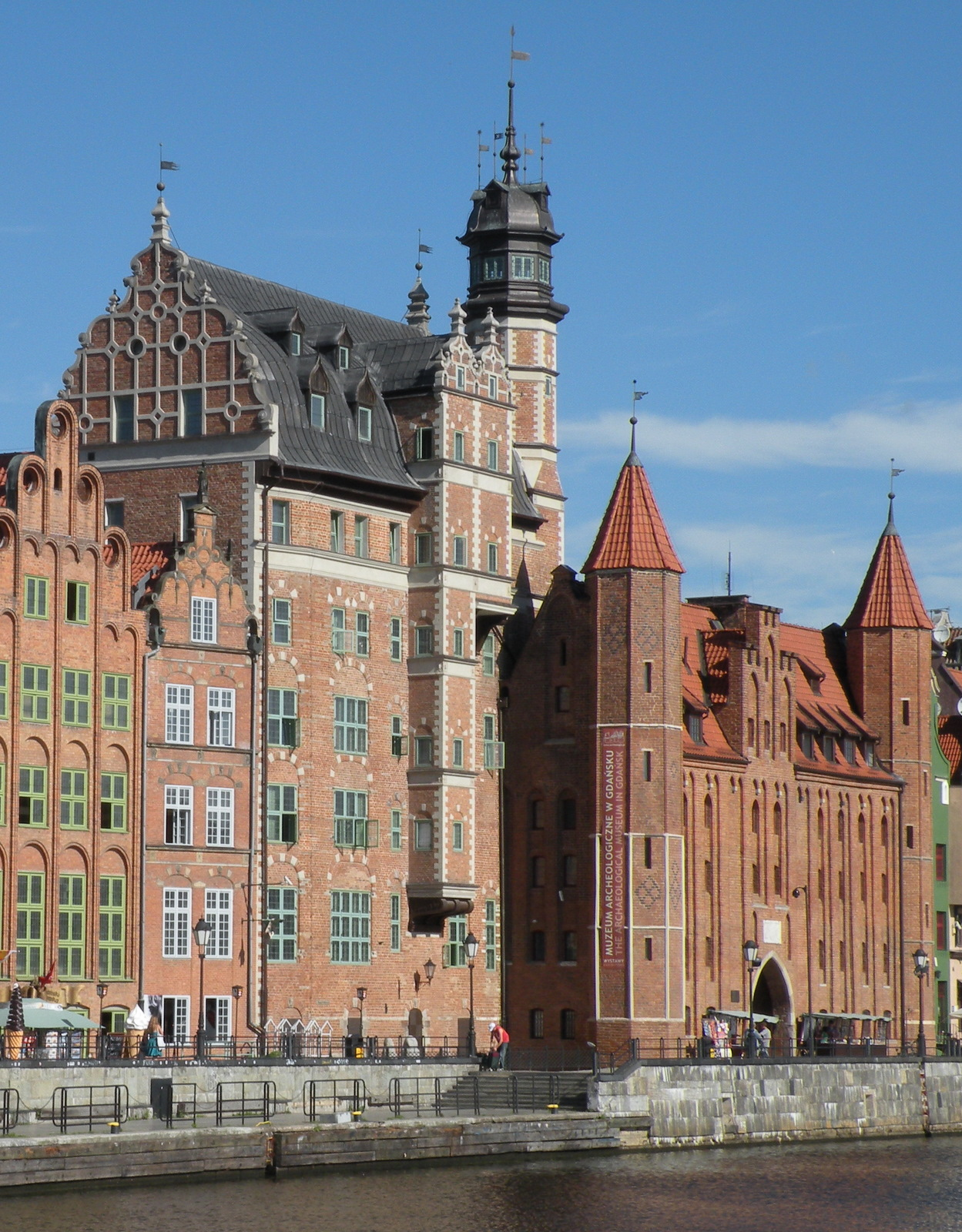
Porta Mariacka
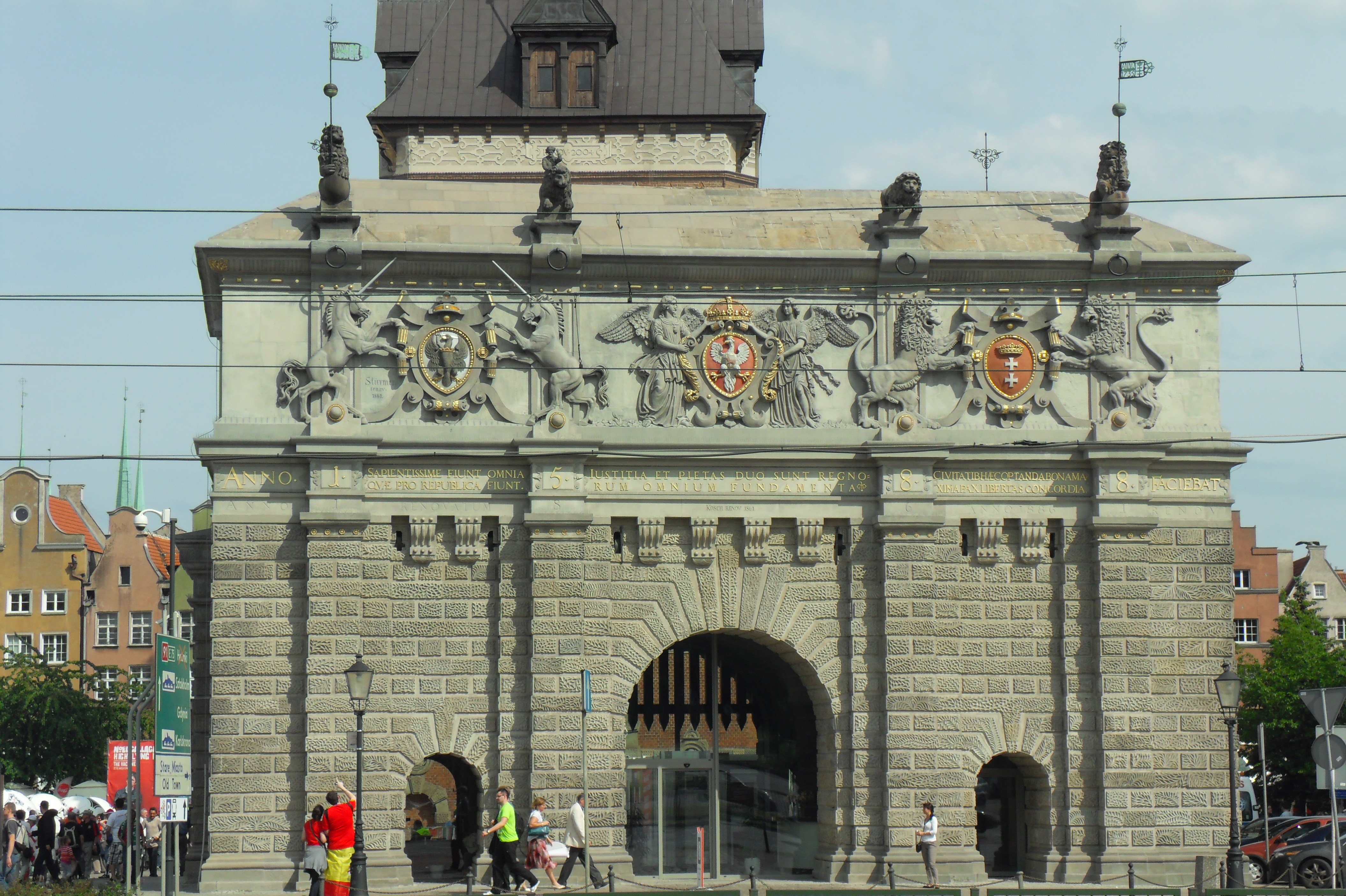
Porta Alta
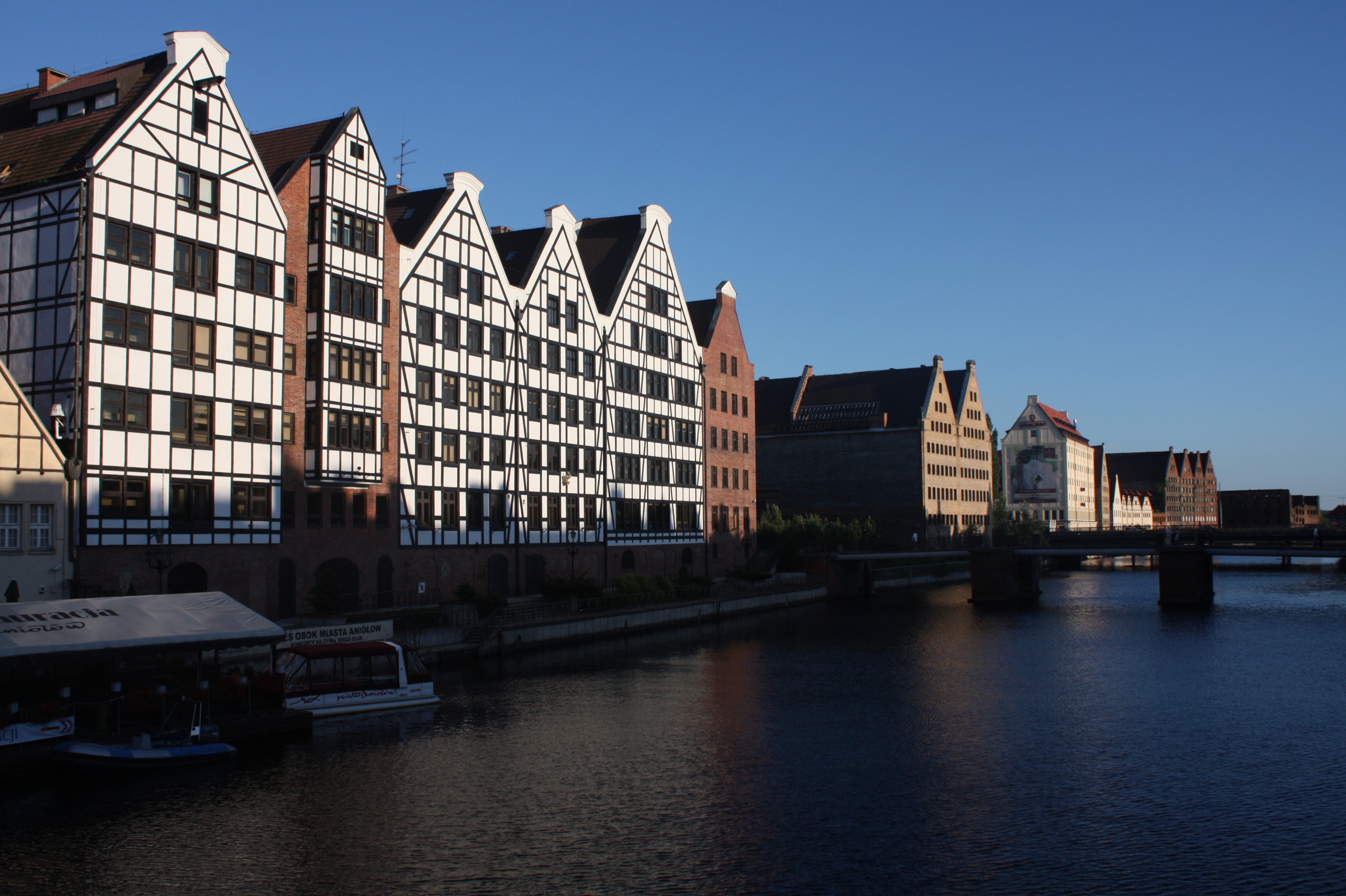
Magazzini e granai dell'isola di Spichrzów
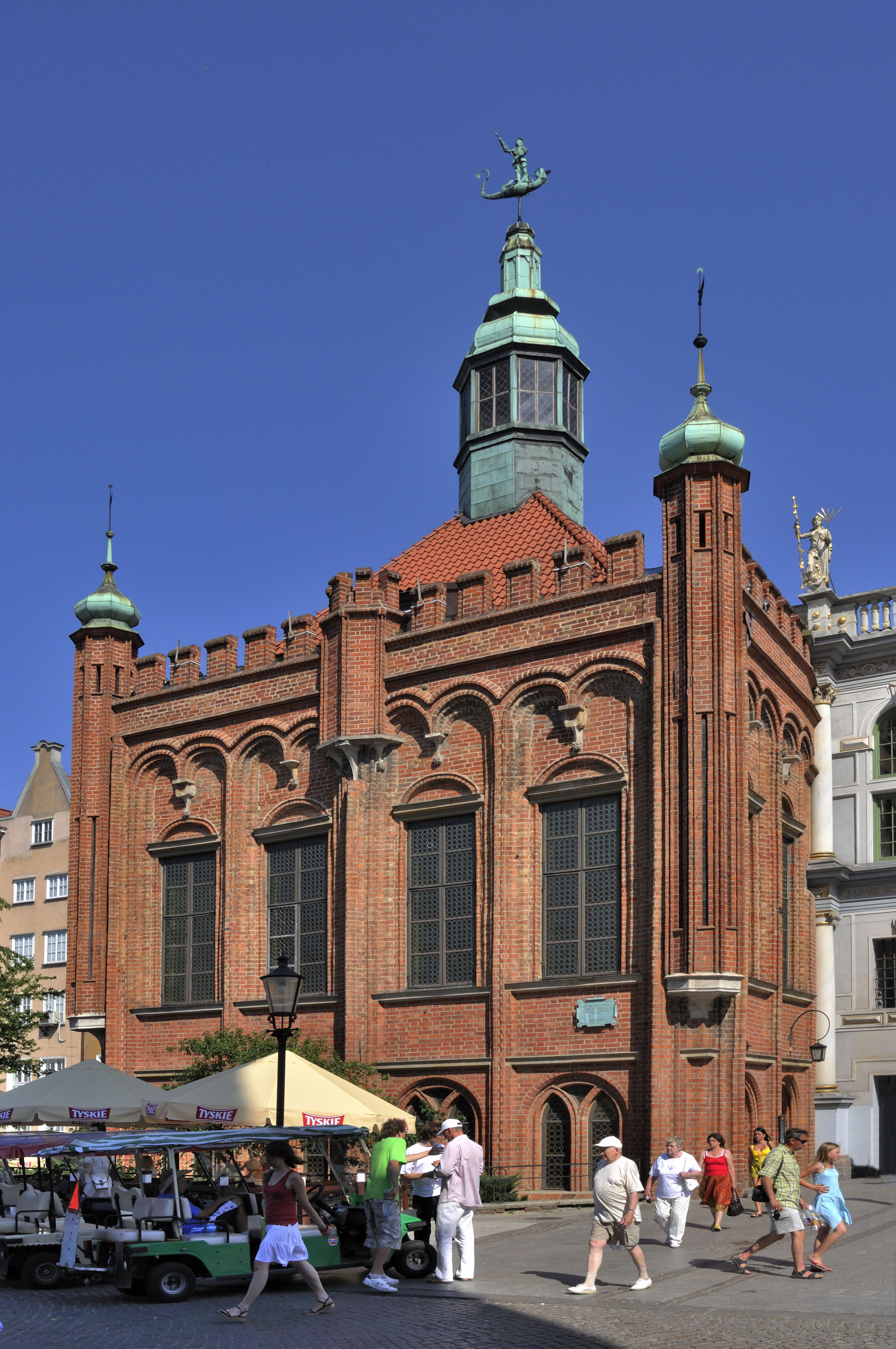
Corte della fratellanza di San Giorgio
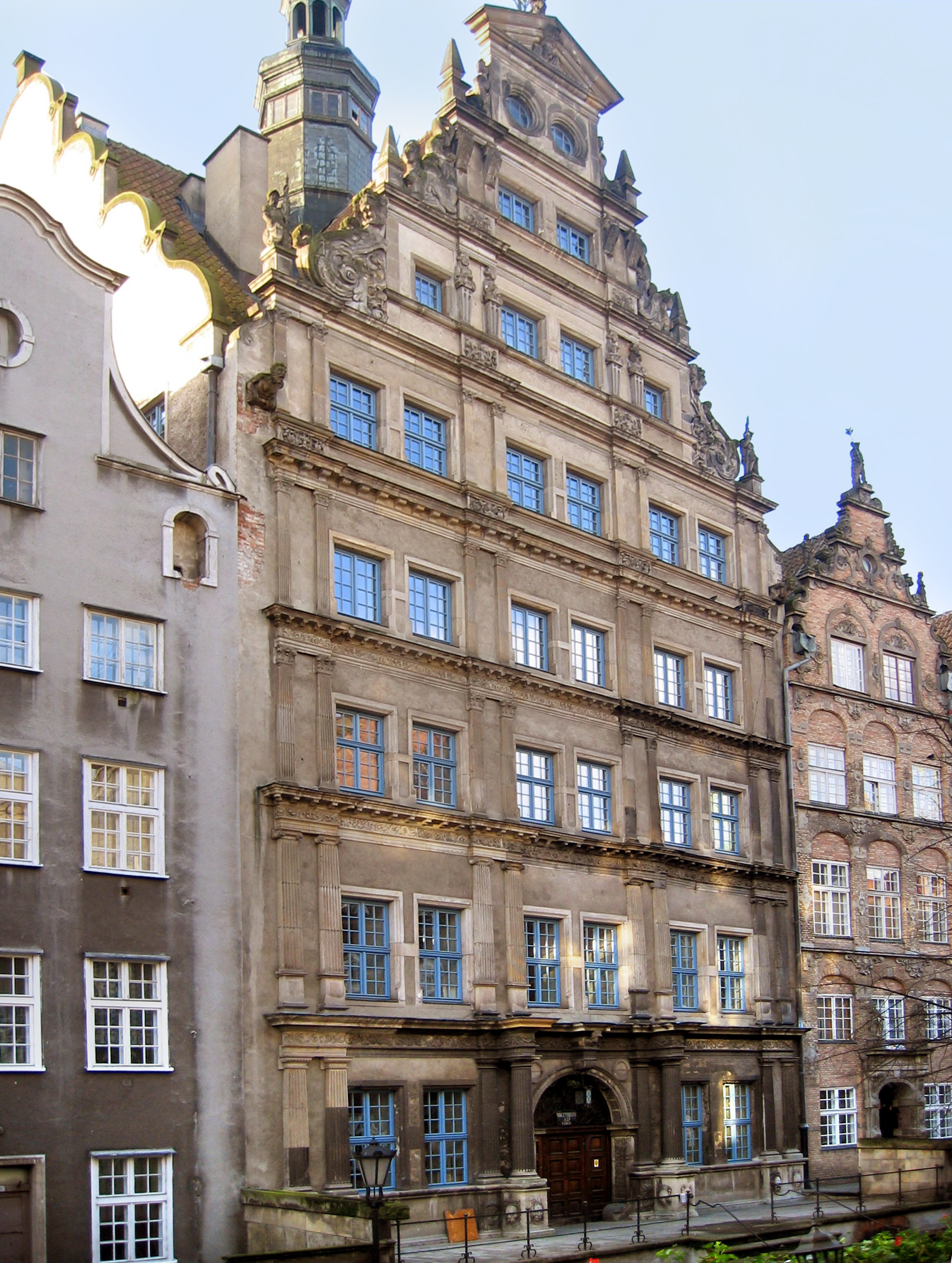
Casa Inglese
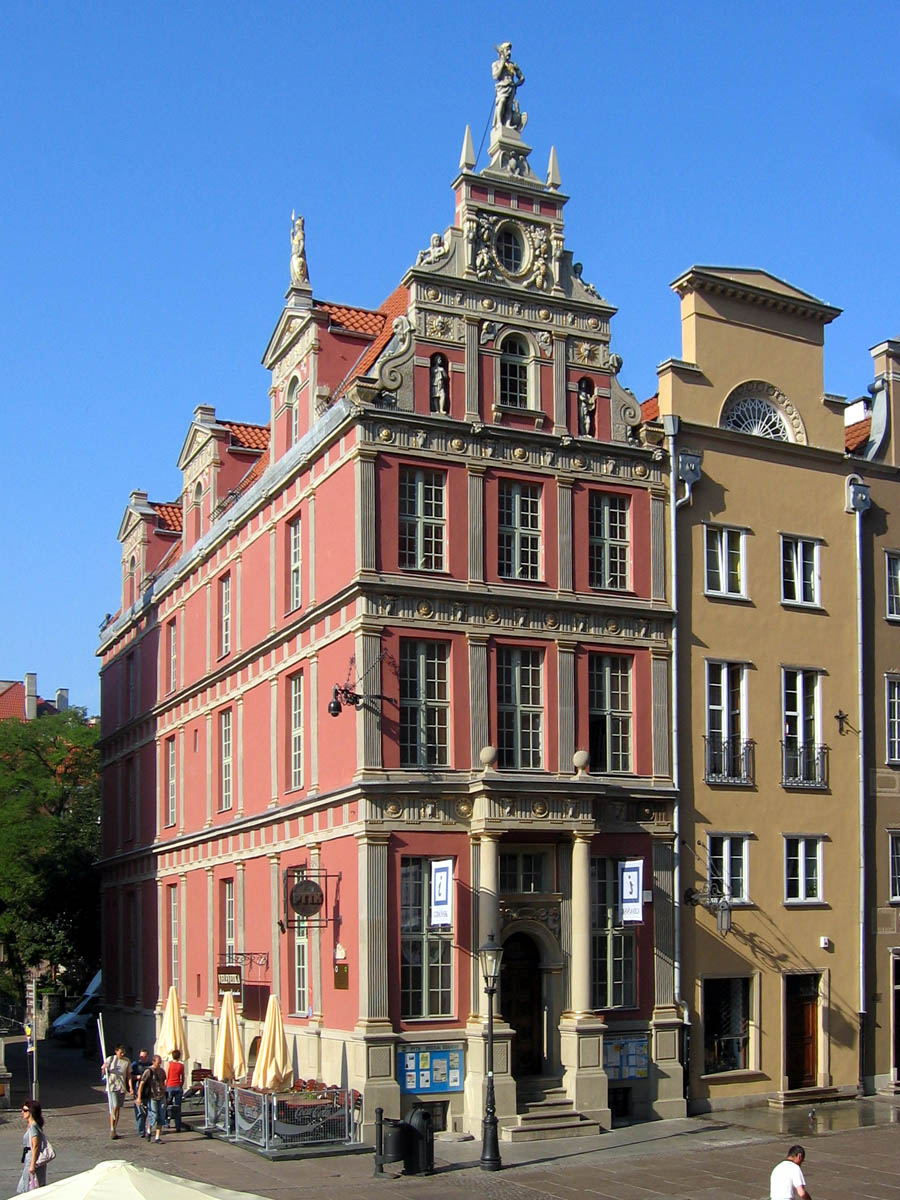
Casa dei Schumann
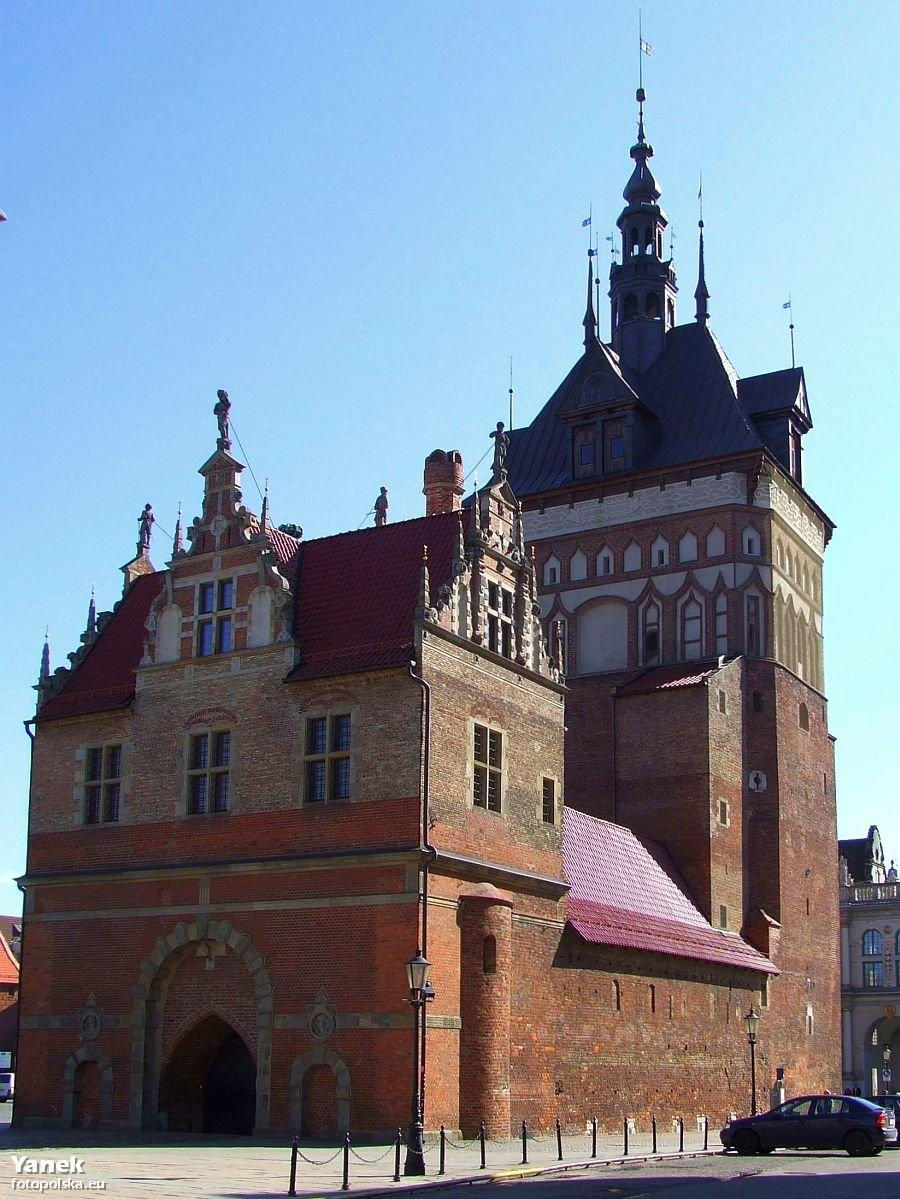
Casa delle torture e la torre carceraria
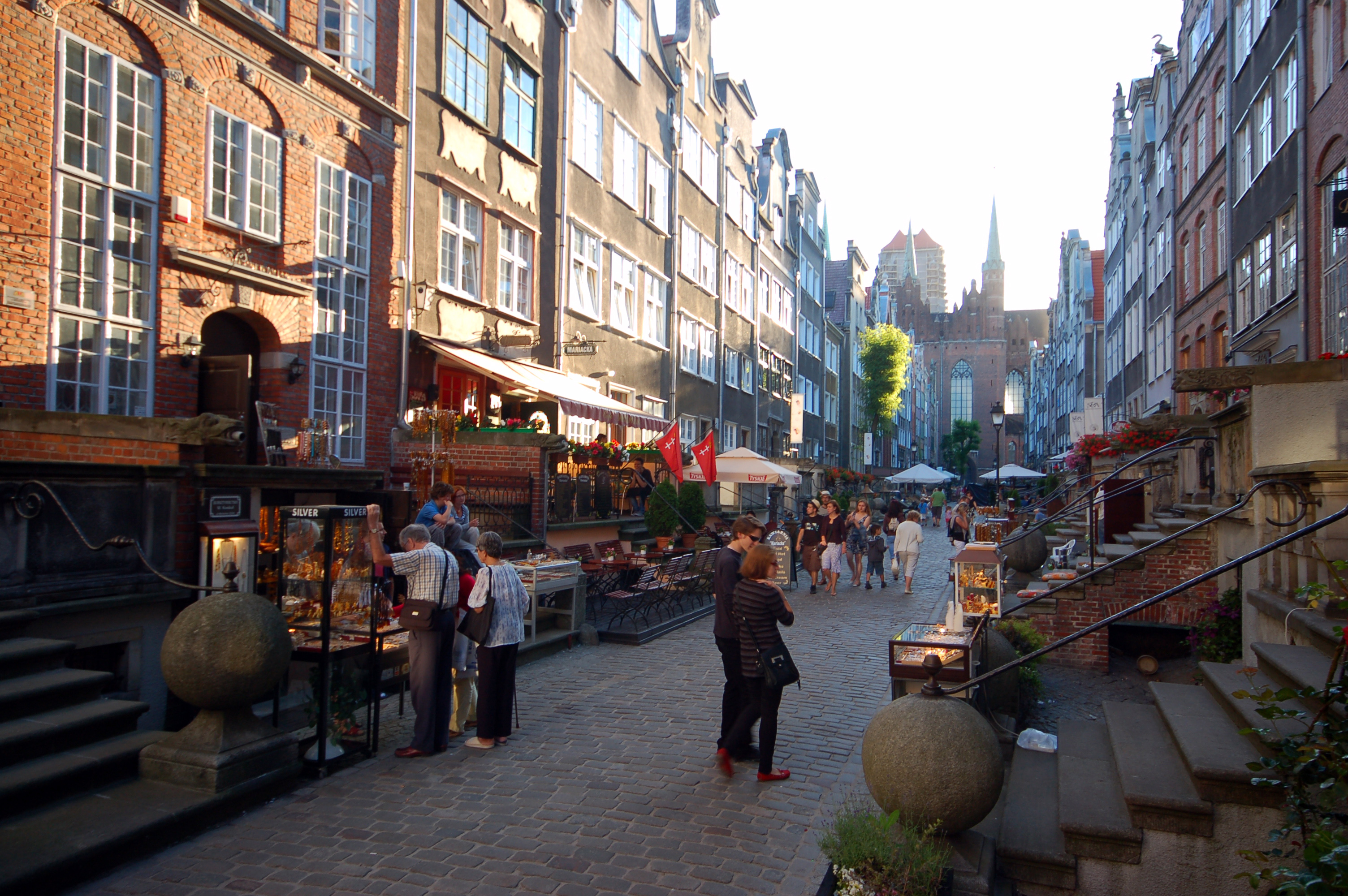
Via Mariacka
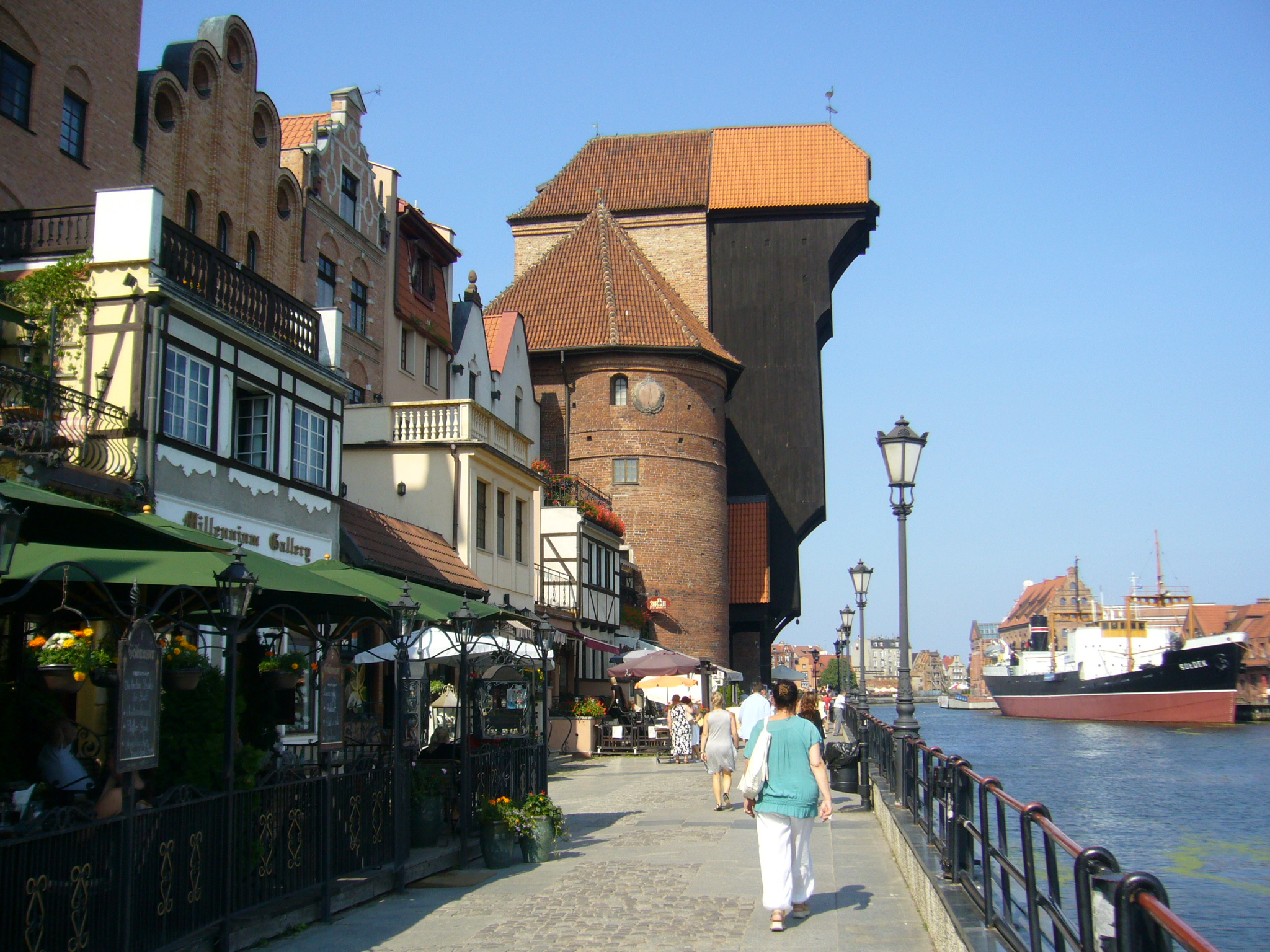
Lungo porto di Danzica
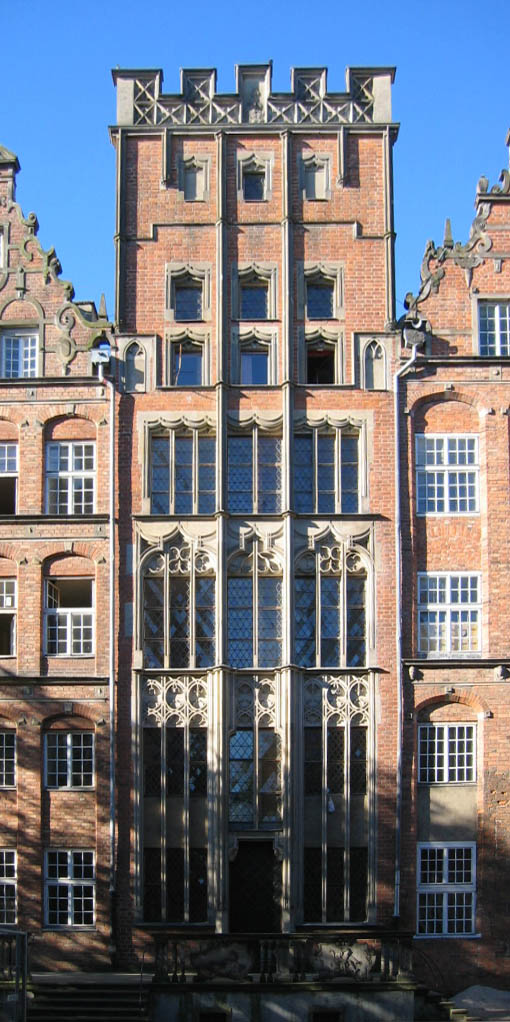
Casa dei Schlieff
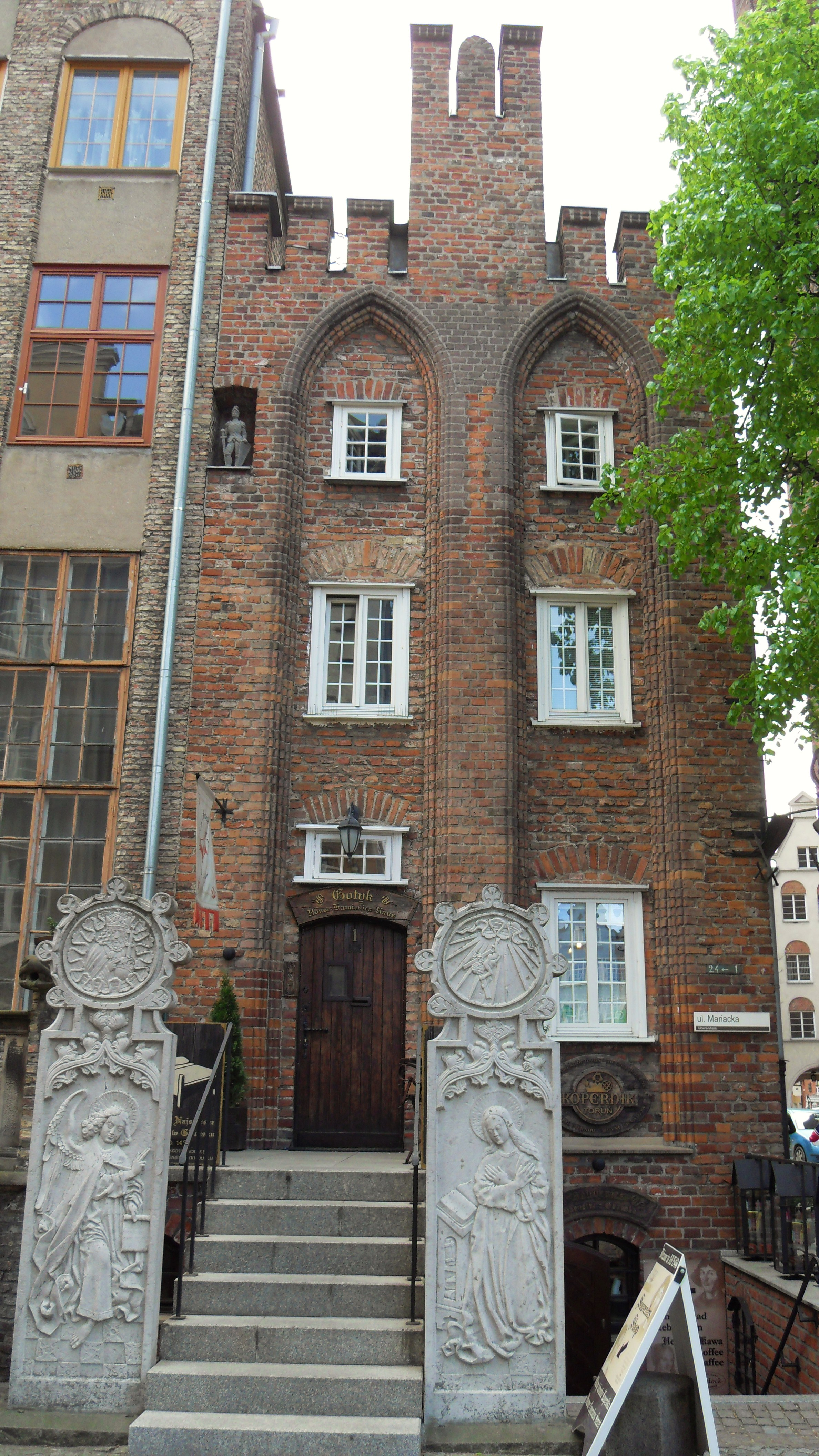
Palazzina Gotica
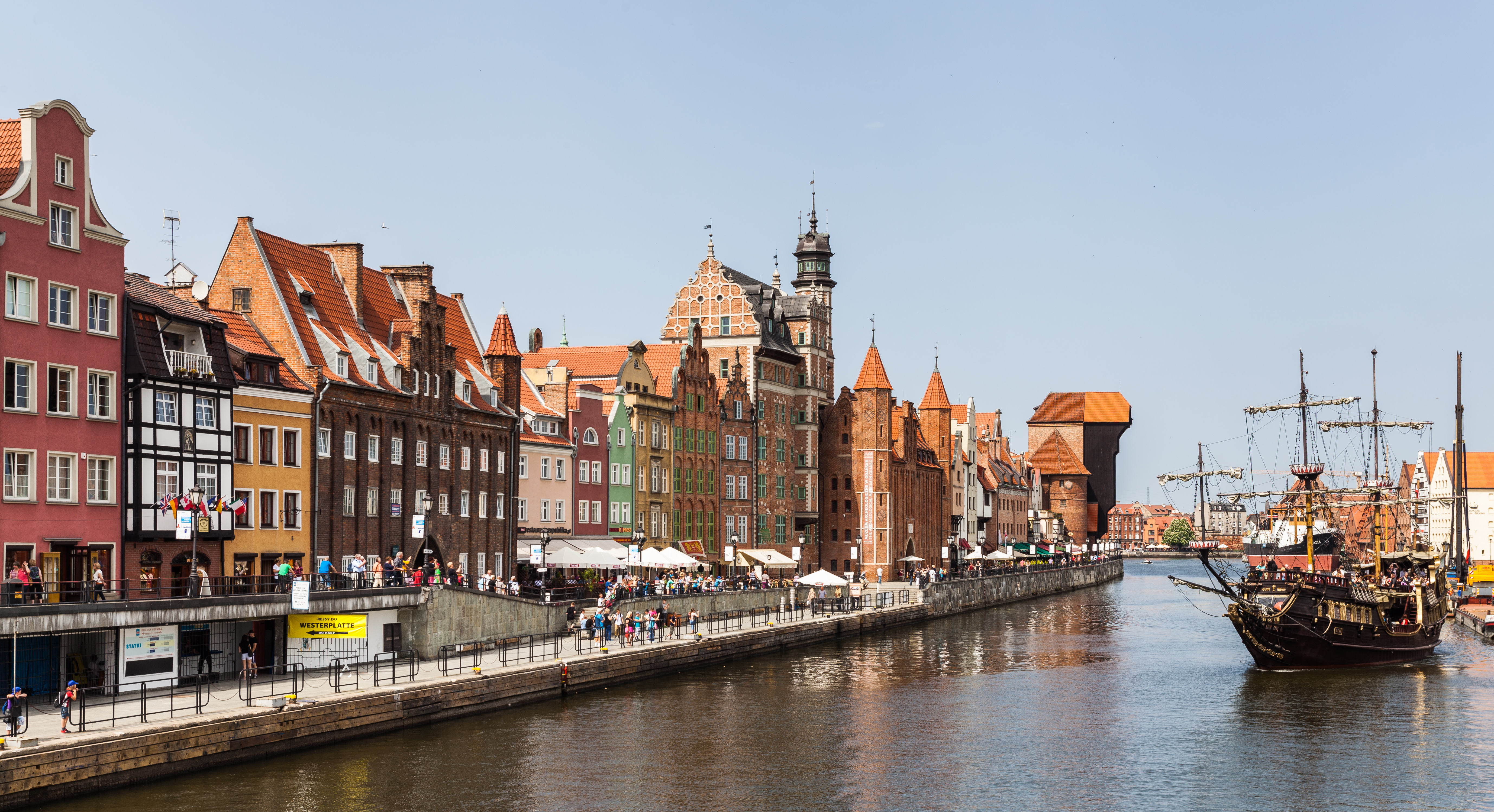
Vista dalla Motława sul lungo porto
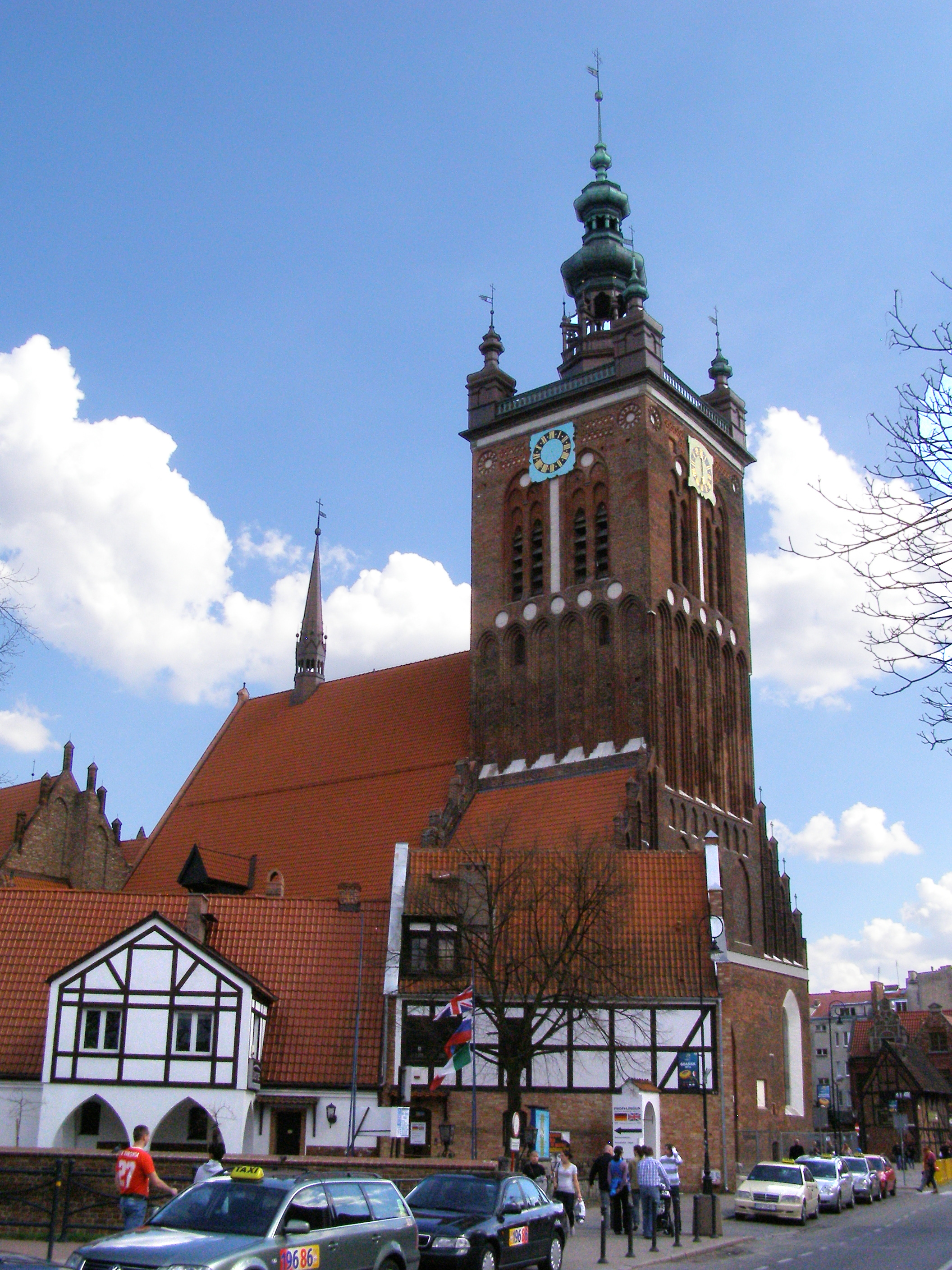
Chiesa di Santa Caterina
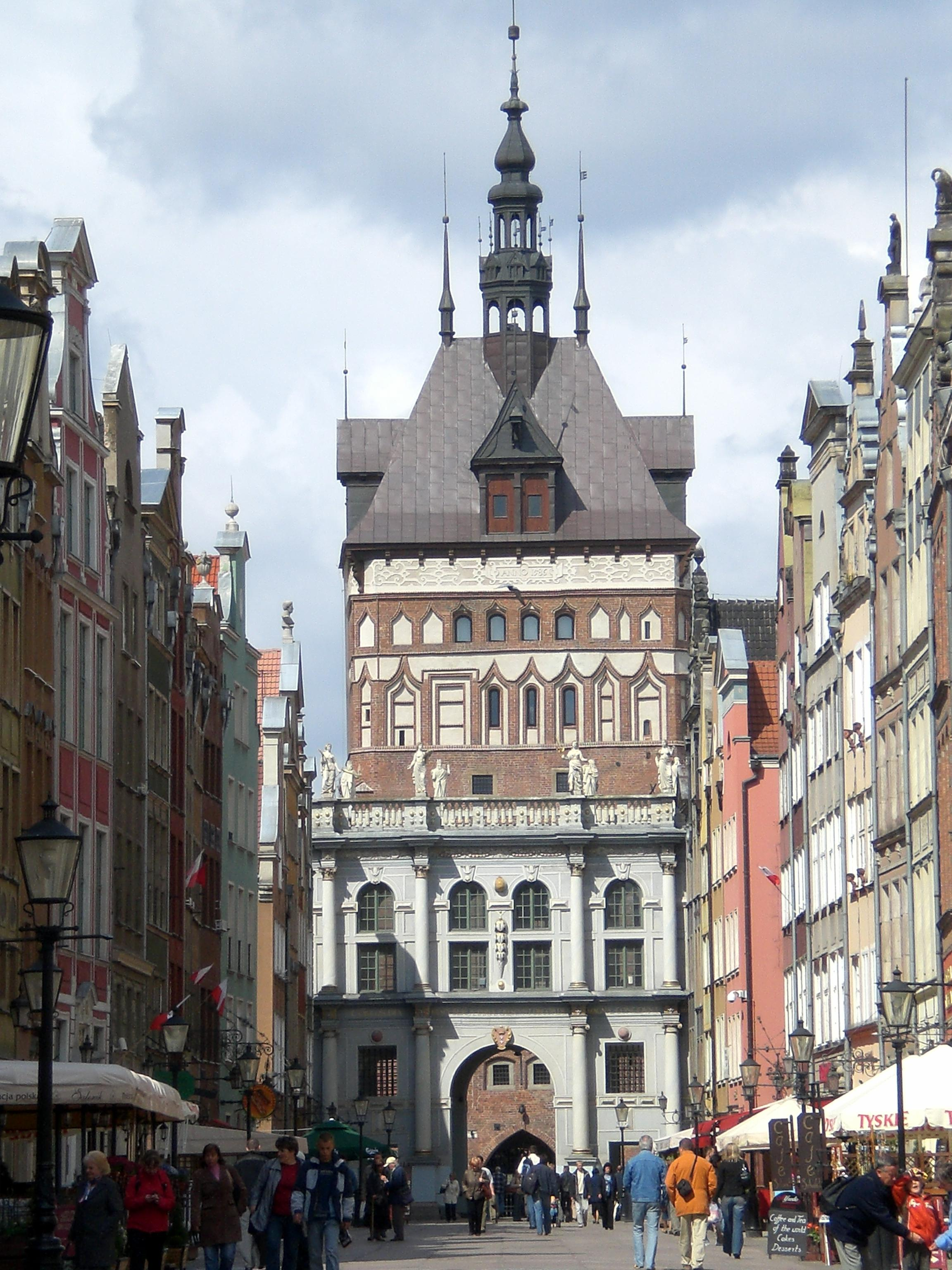
Via Lunga (Via Reale)
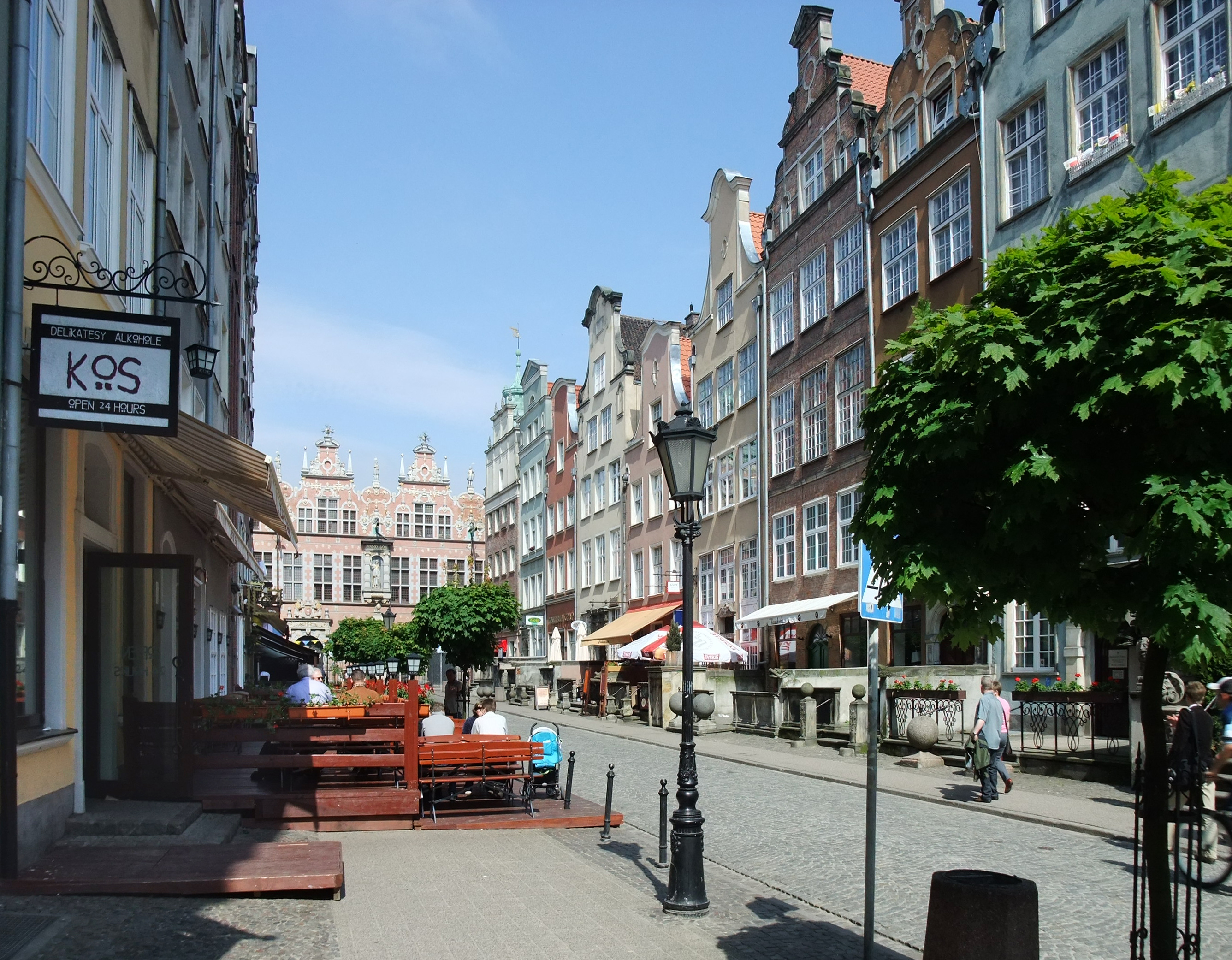
Via Piwna
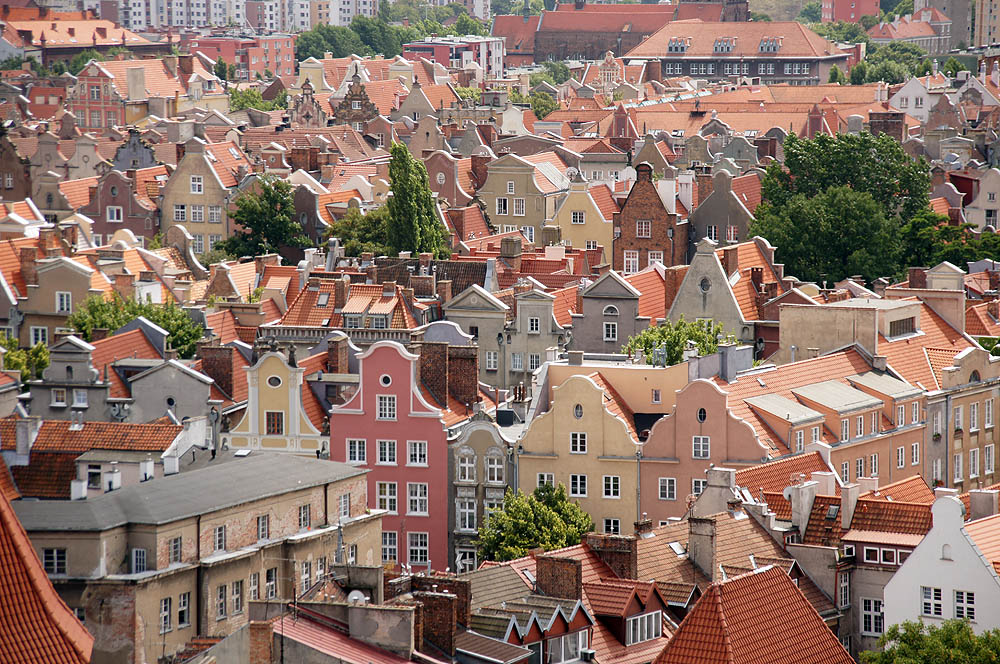
Palazzine di Danzica
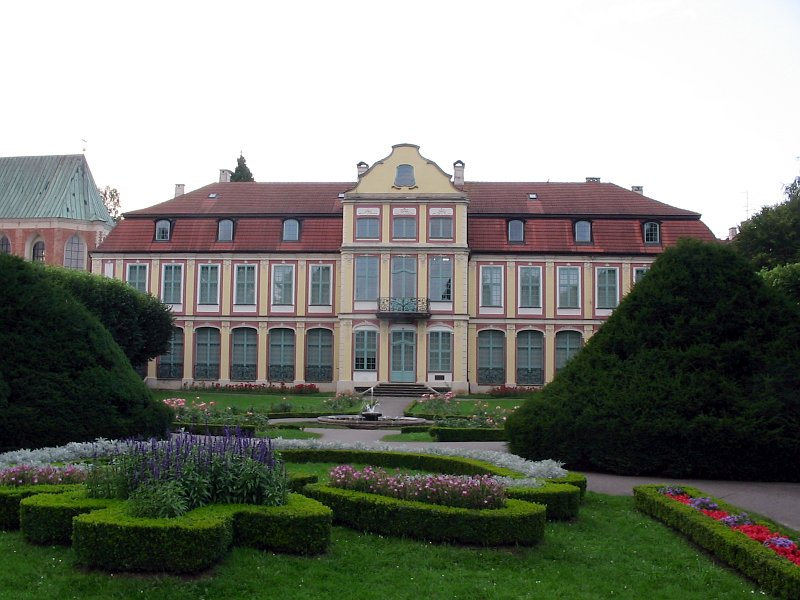
Palazzo Opatów (Oliwa)
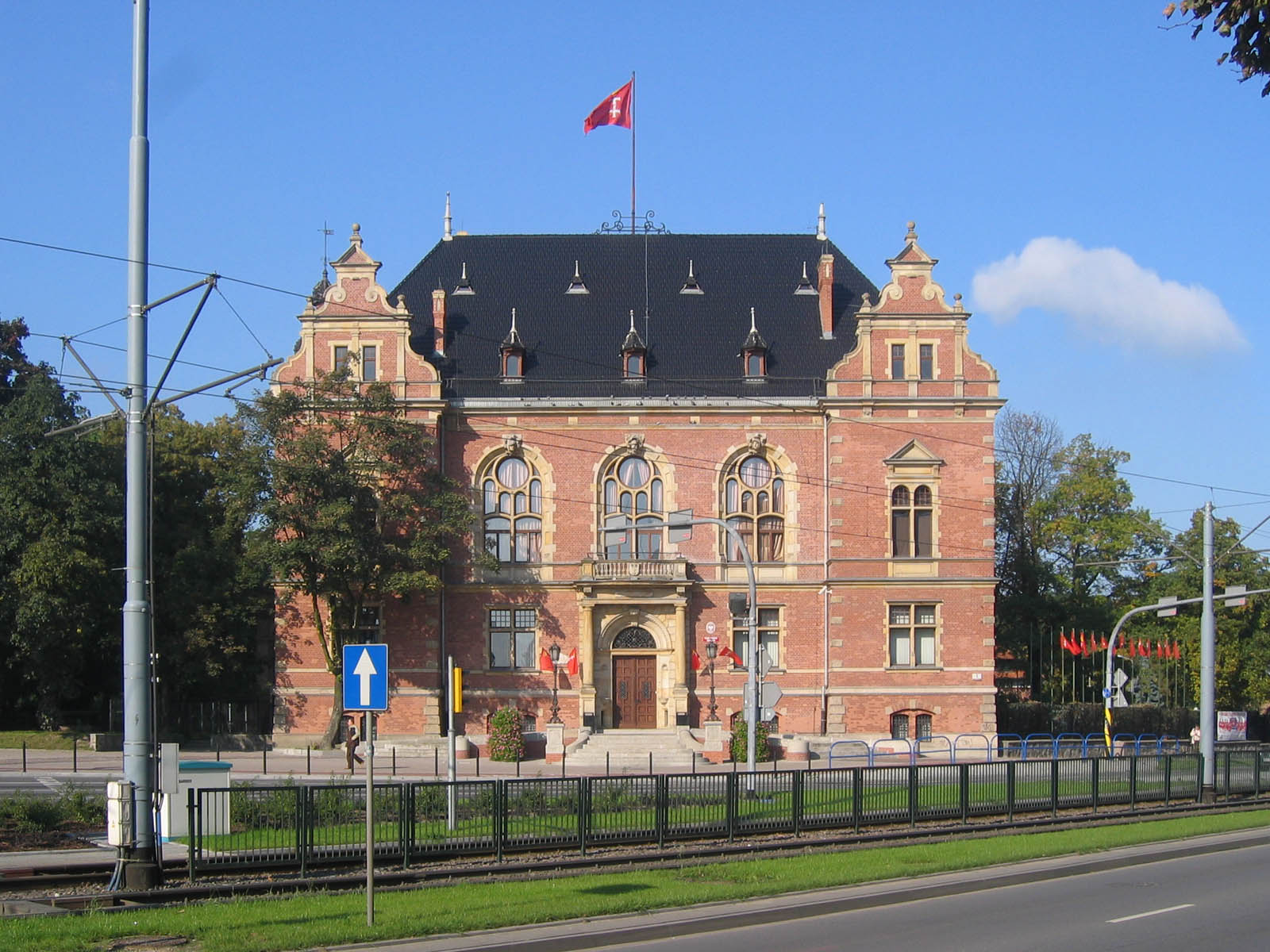
Nuovo Municipio
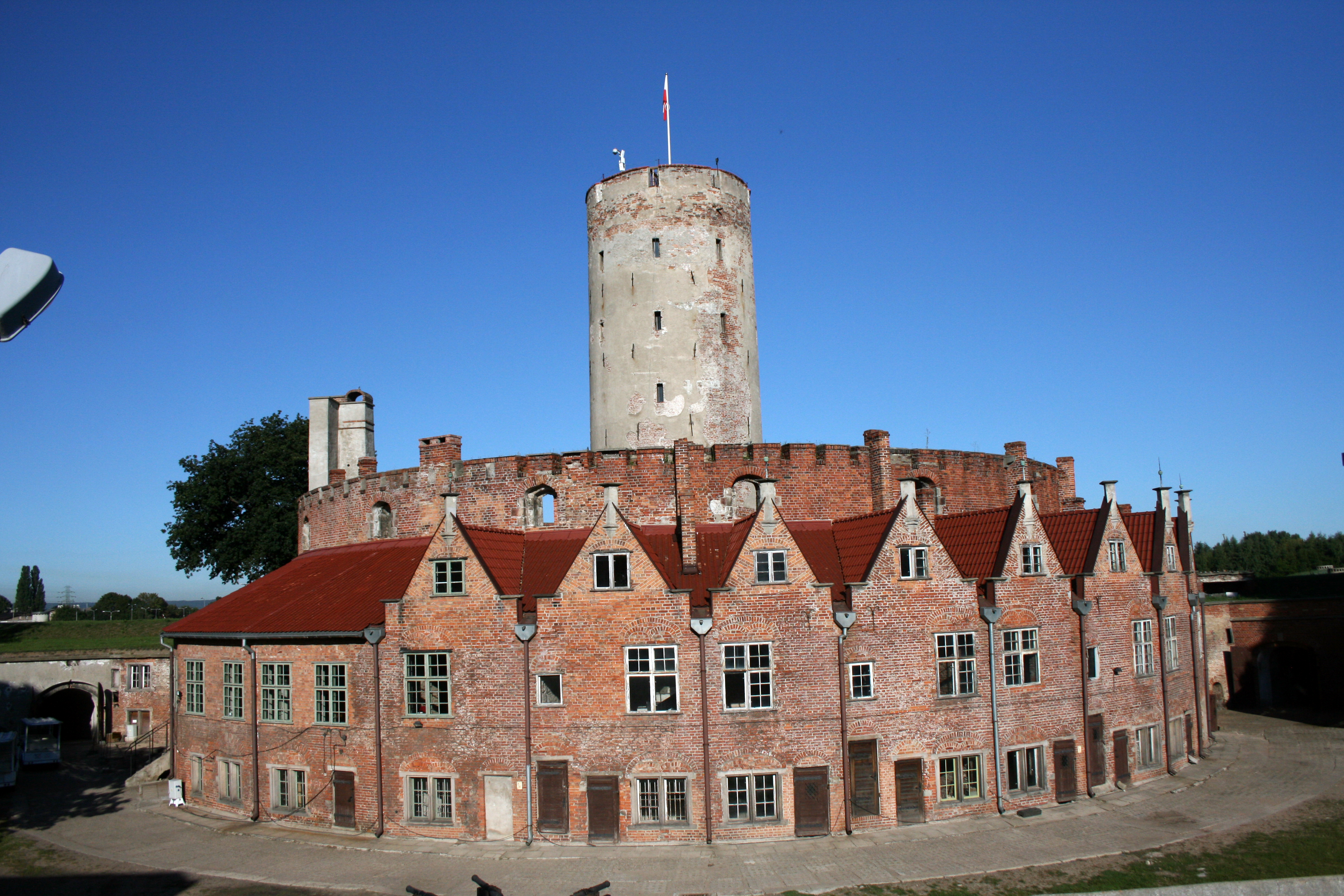
Fortezza della Vistola (Twierdza Wisłoujście)
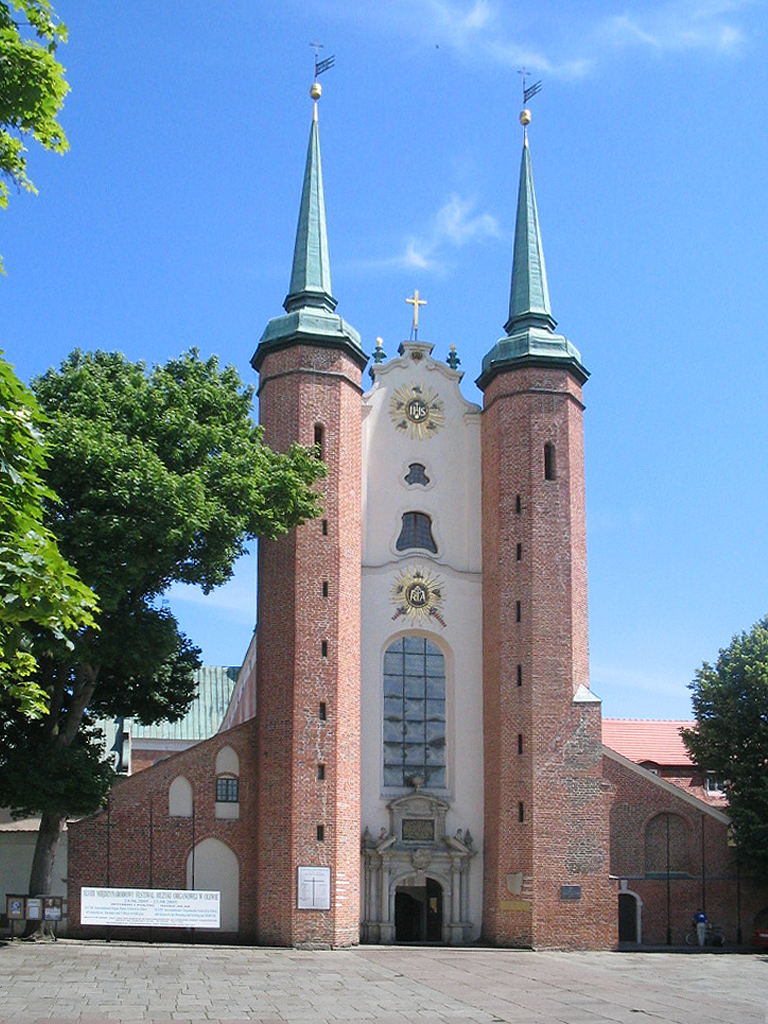
Cattedrale di Oliwa
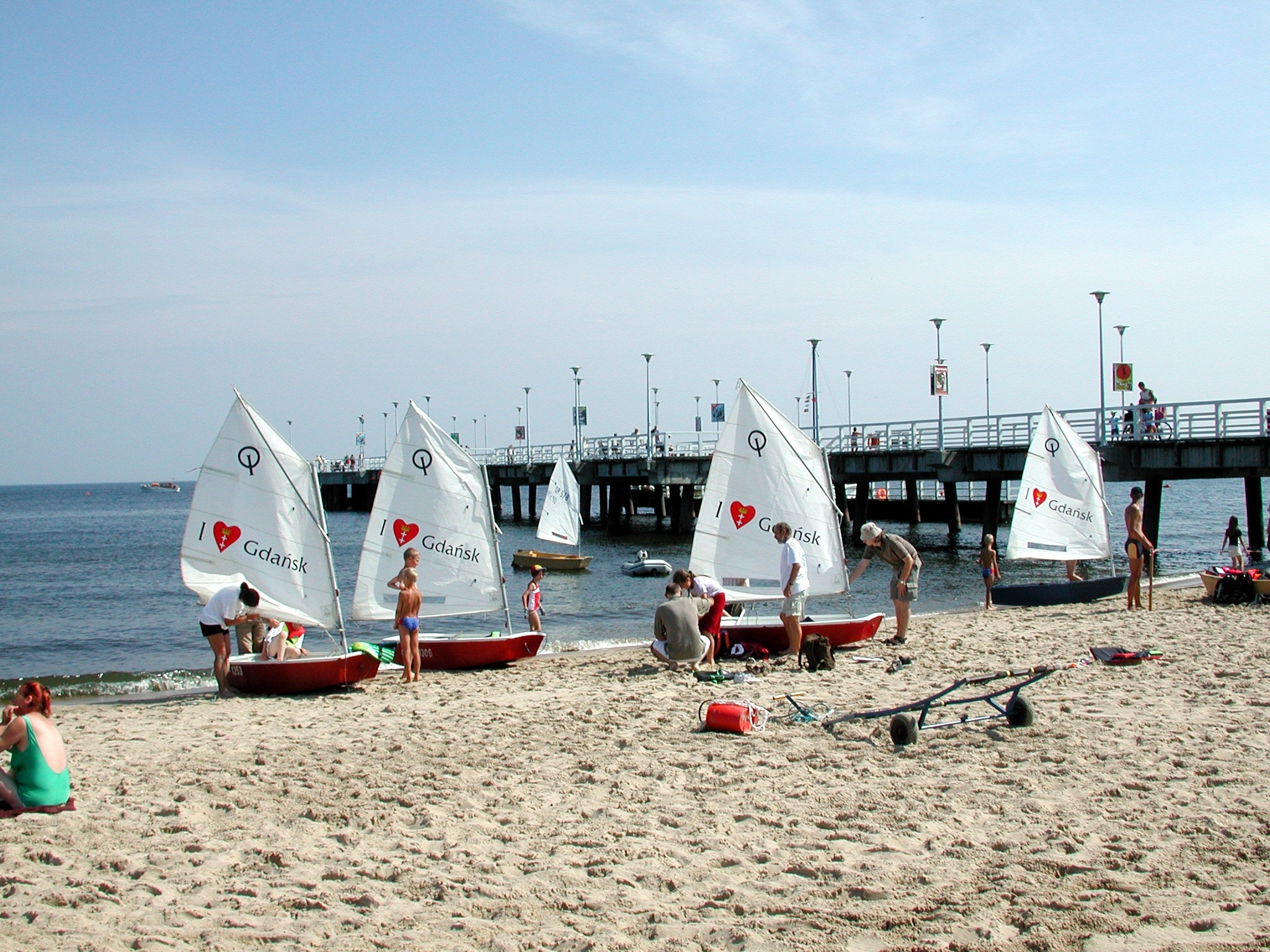
Spiaggia e molo di Danzica (Brzeźno)
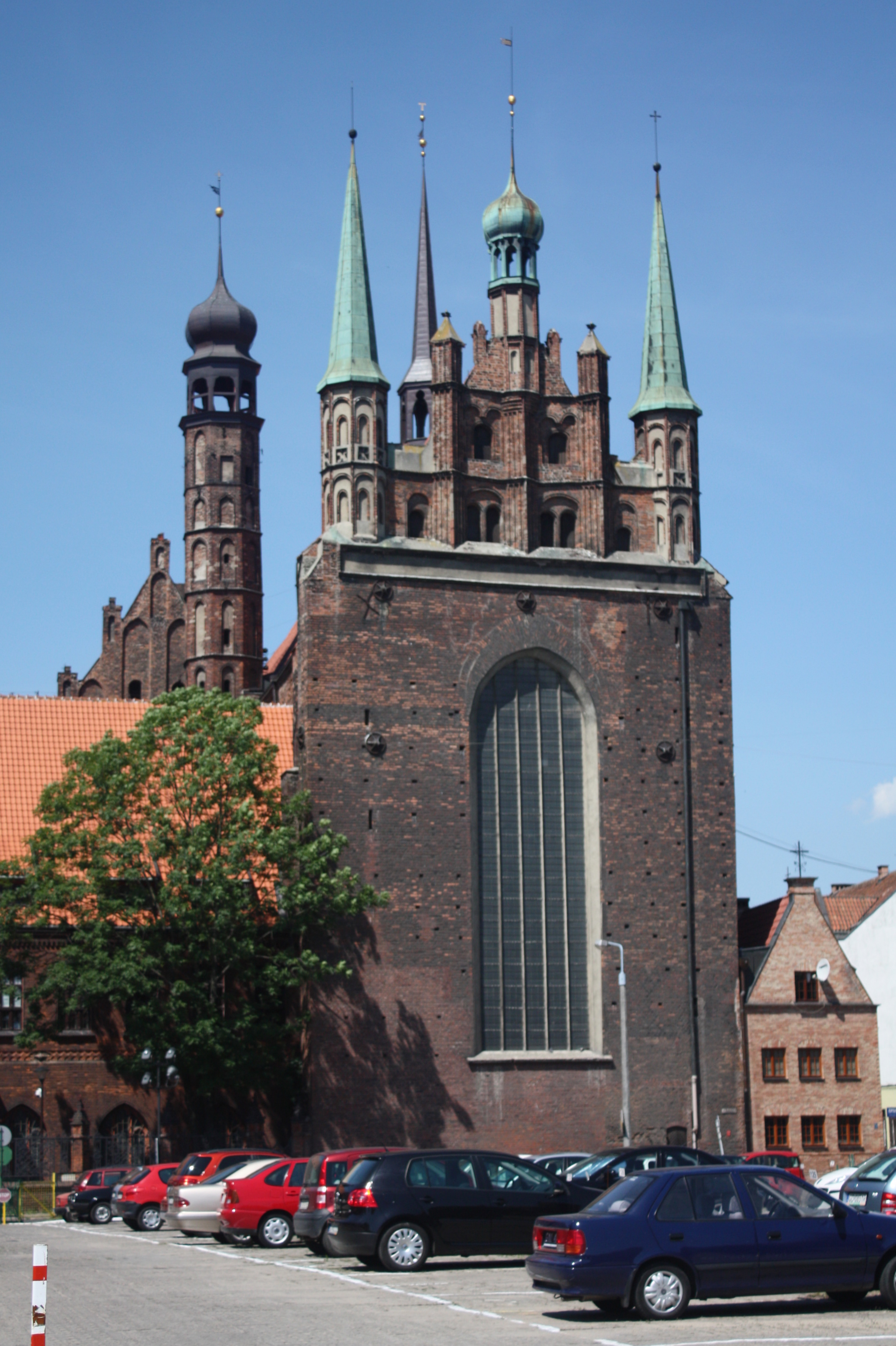
Chiesa della Santissima Trinità
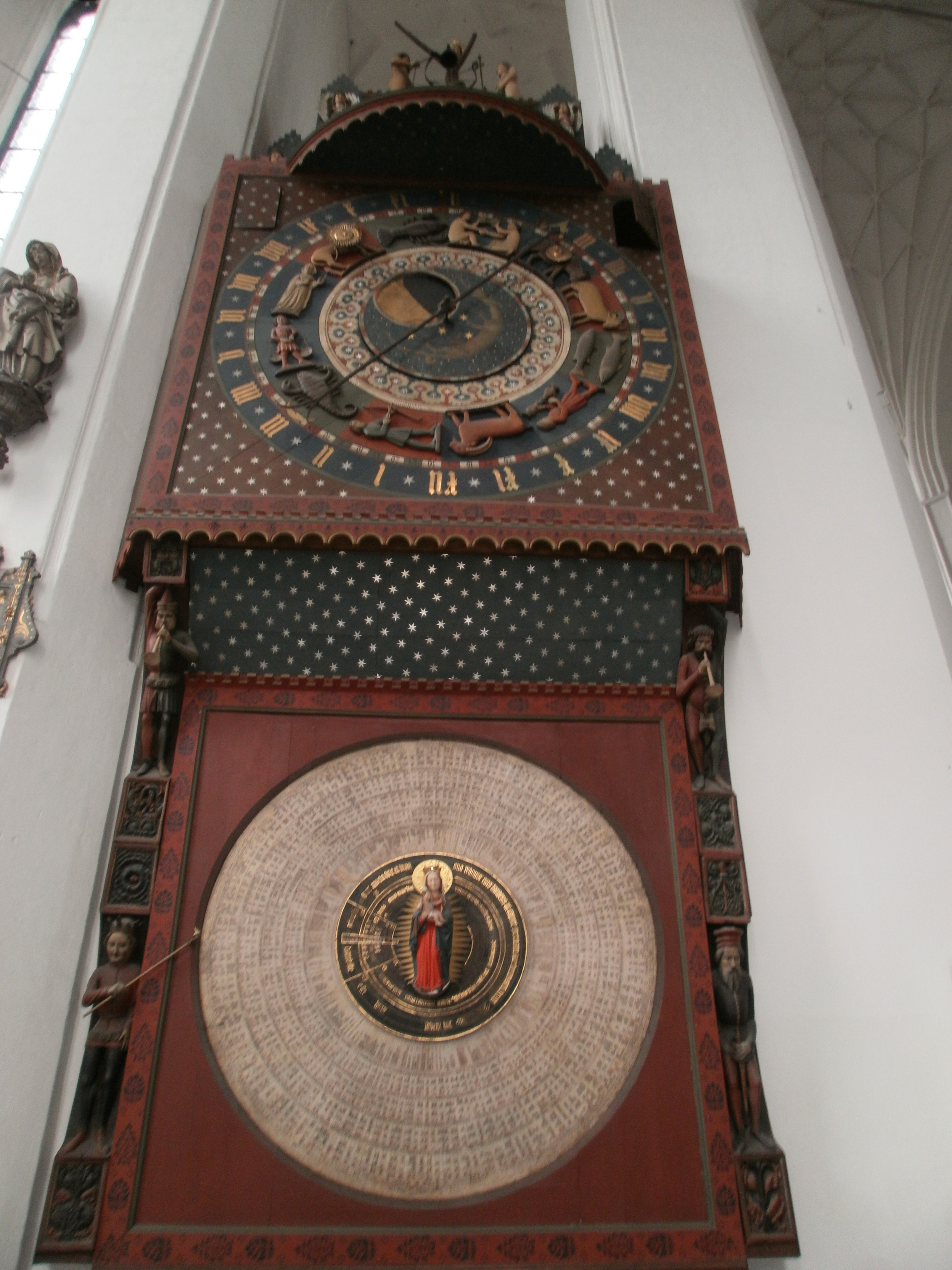
L'orologio astronomico di Santa Maria
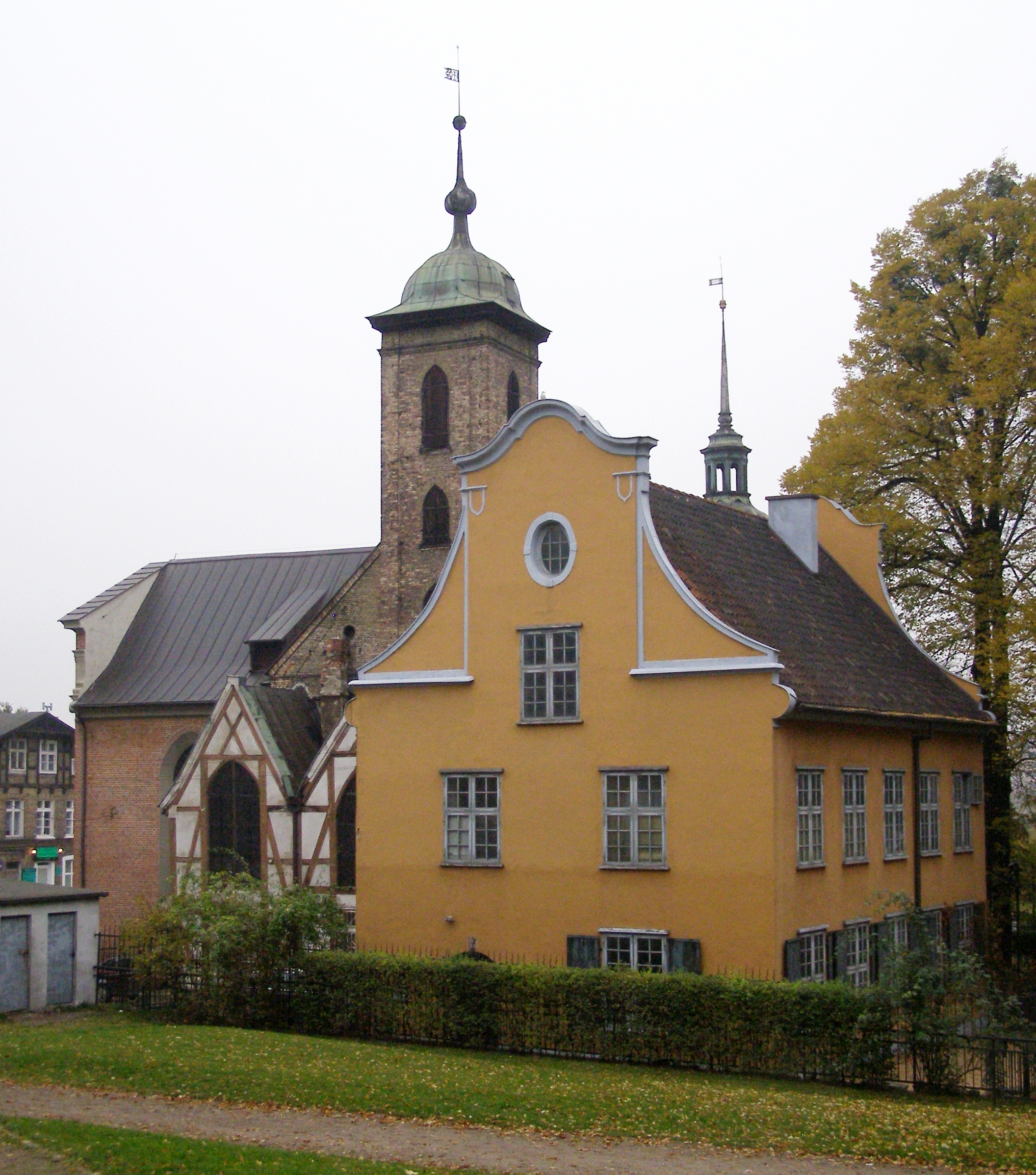
Chiesa del Corpus Domini
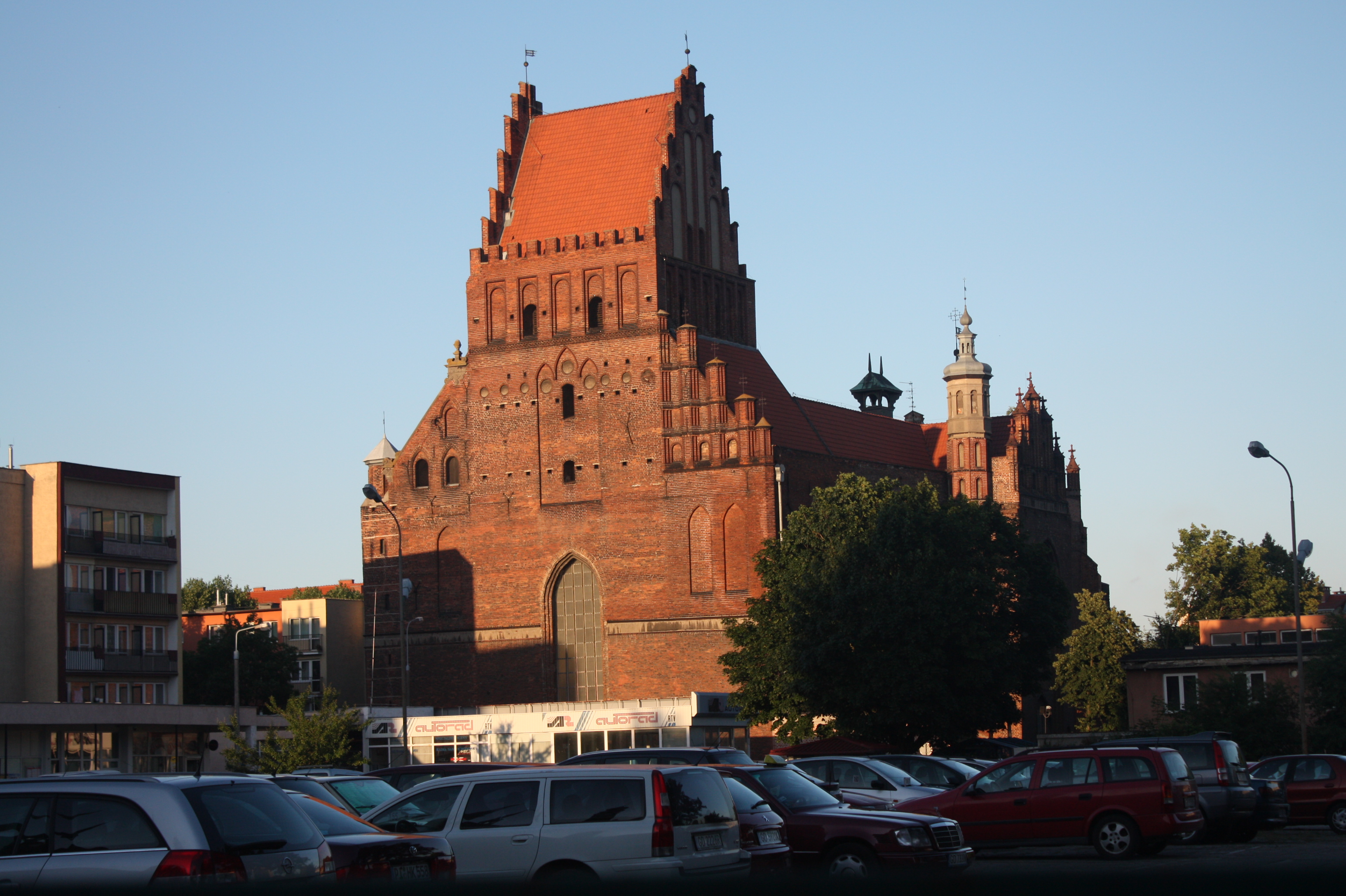
Chiesa di San Pietro e San Paolo
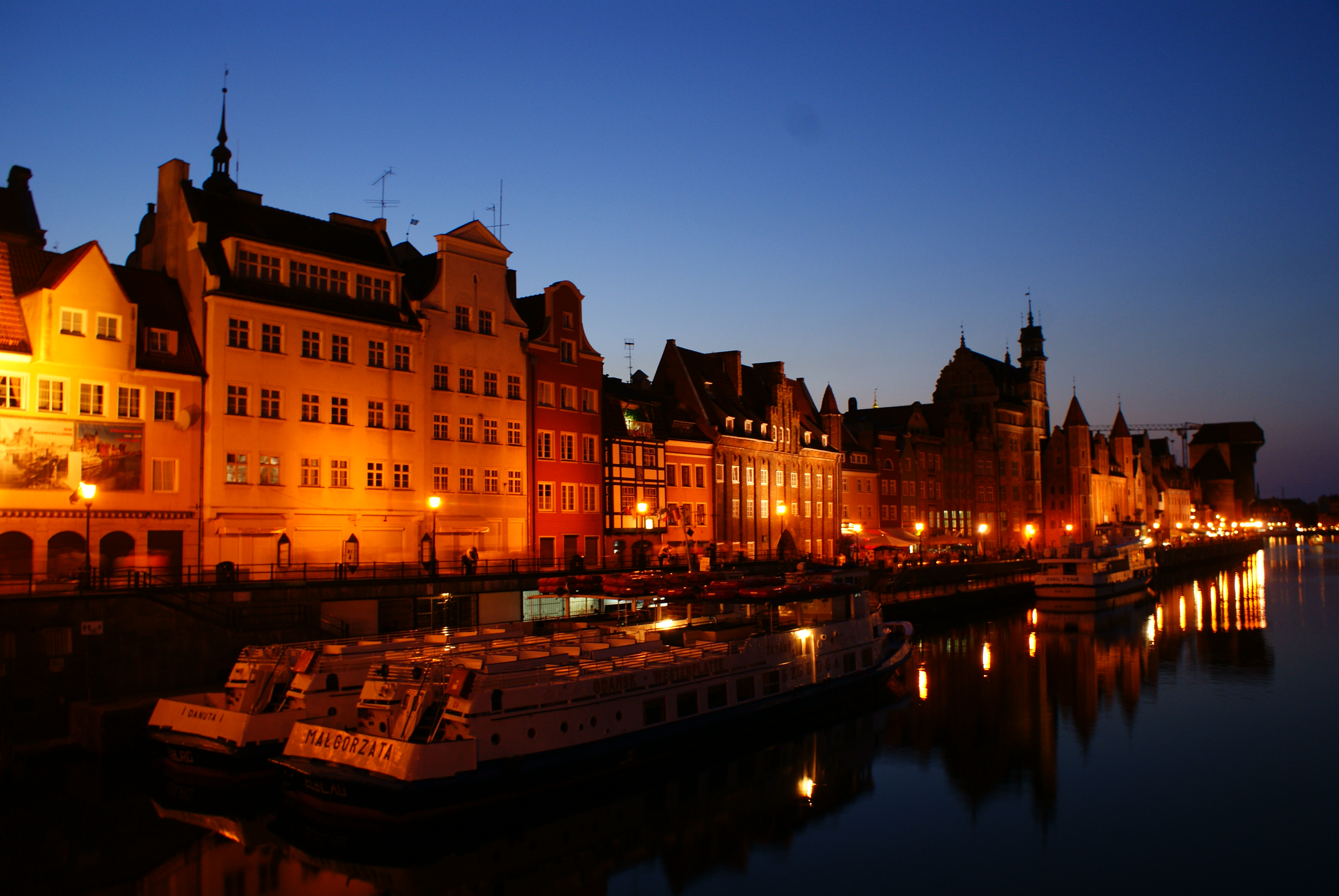
Danzica al crepuscolo
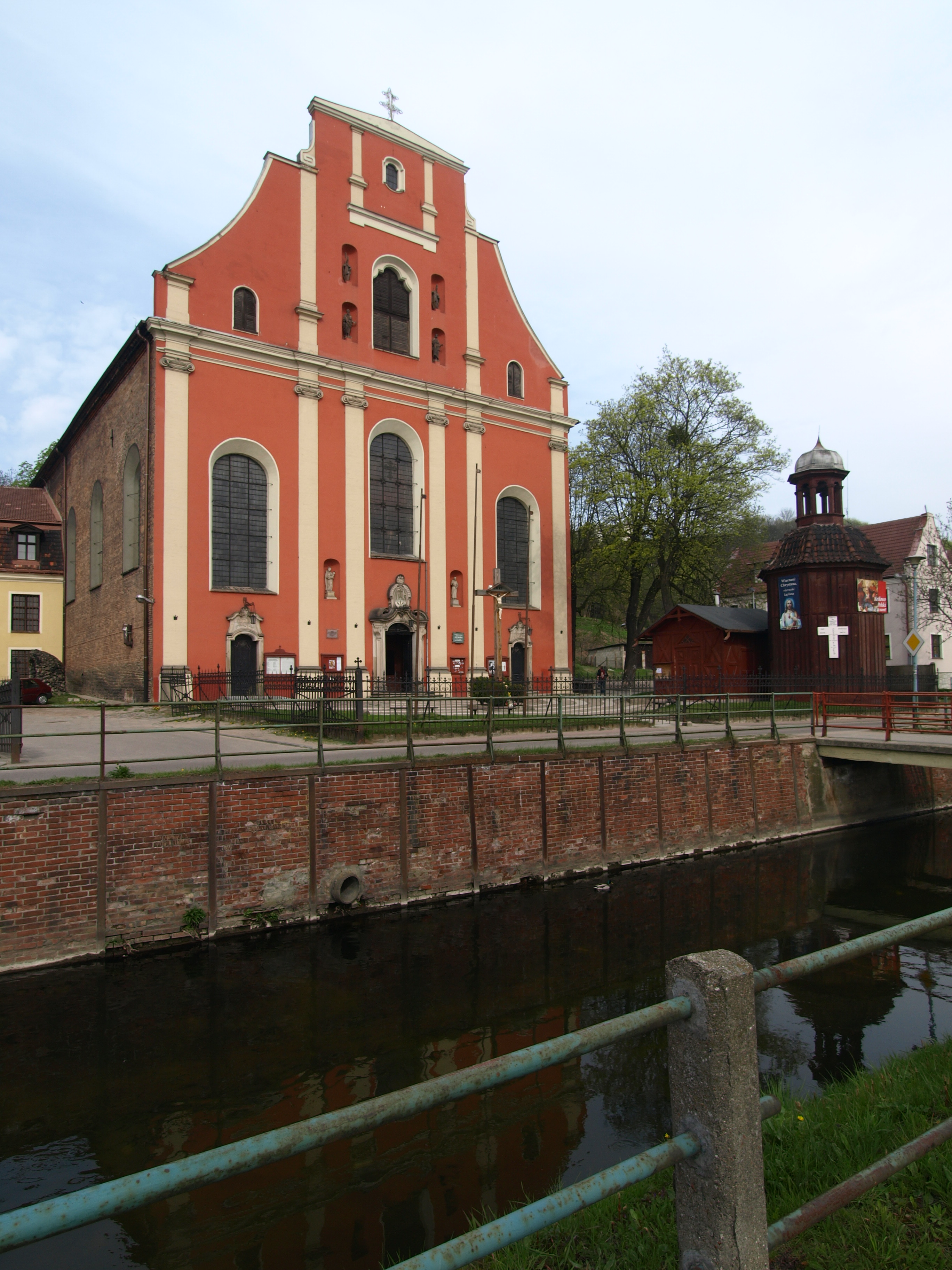
Chiesa di Sant'Ignazio di Loyola (Orunia)